# Triester Straße
Die Triester Straße ist, historisch gesehen, die wichtigste Straßenverbindung Wiens nach Süden. Sie ist Teil der ehemaligen Bundesstraße B17. Ihre Funktion als Fernverkehrsstraße wurde seit den 1960er Jahren großteils von der Südautobahn A2 übernommen, zu der sie heute u. a. als Zubringer dient. Die bis heute sehr hohe Verkehrsfrequenz der Triester Straße beruht auf dem in den 1960er Jahren begonnenen Ausbau des Speckgürtels südlich von Wien (siehe z. B. Südstadt).

## Geschichte
Wo sich heute die Triester Straße befindet, verlief bereits seit der Römerzeit eine wichtige Ausfallsroute von Wien in den Süden, wobei die Strecke ungefähr von der heutigen Kärntner Straße über die heutige Wiedner Hauptstraße zur Triester Straße führte. Ziel war bei den Römern Scarabantia, das heutige Sopron (Ödenburg). Ein römisches Straßenstück wurde 1914 bei der Einmündung der Kundratstraße in die Triester Straße ausgegraben. Im Bereich von Inzersdorf hat man römische Meilensteine gefunden.

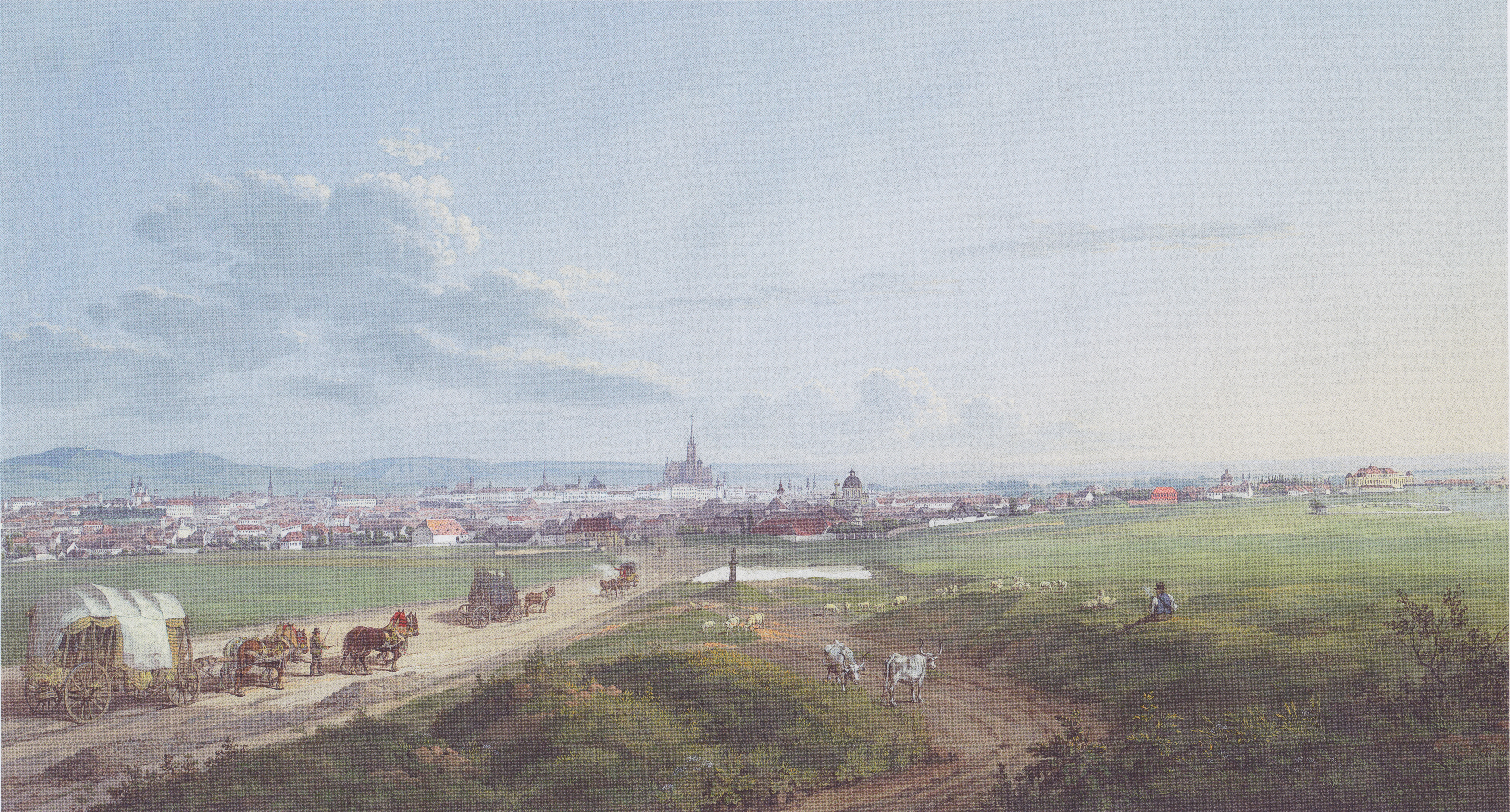
Triester Straße von der Spinnerin am Kreuz nach Wien um 1817

Im Mittelalter war die Triester Straße eine Fernhandelsstraße, die über den Semmering und die Steiermark nach Kärnten, Friaul und Venetien führte. Von der Höhe des Wienerberges bot sich den Abreisenden der letzte Blick zurück auf die Stadt Wien. Hier wurde im 15. Jahrhundert die spätgotische Bildsäule
Spinnerin am Kreuz errichtet, um die sich eine Sage aus der Kreuzfahrerzeit rankt. Hier befand sich bis 1747 eine Hinrichtungsstätte, die 1805 bis 1868 neuerlich als solche genutzt wurde. An der heutigen Stadtgrenze in Siebenhirten befand sich an der Triester Straße die Teufelsmühle, die ebenfalls Schauplatz einer alten Sage ist.
1883 erhielt die Triester Straße ihren heutigen Namen, der den Endpunkt der langen Straßenverbindung in den Süden, die damalige kaiserlich-österreichische Hafenstadt Triest, bezeichnet. Die Reichsstraße, d. h. vom Staat erhaltene Straße, war bis dahin vorwiegend als Neustädter Poststraße bekannt gewesen, die besonders unter Kaiser Karl VI. Anfang des 18. Jahrhunderts ausgebaut worden war. Auf dem Gelände des Wienerberges befanden sich
Ziegelfabriken. Erst Ende des 19. Jahrhunderts erfolgte die erste Verbauung an der Westseite auf den ehemaligen Steinbüchel-Gründen durch die Errichtung des Franz-Josef-Spitals. Auf der Höhe des Wienerberges wurden der Wasserturm und ein Hebewerk der I. Wiener Hochquellenwasserleitung errichtet. 1902 wurde in der Triester Straße vom Matzleinsdorfer Platz (Gudrunstraße) bis zur Troststraße der Straßenbahnbetrieb aufgenommen.
In der Zwischenkriegszeit entstanden einige städtische Wohnhausanlagen des Roten Wien, vor allem die großzügige Anlage des George-Washington-Hofes. Seit 1907 führte die Straßenbahnlinie 65 auf der Triester Straße bis
zur Troststraße, seit 1924 fuhr die Linie 165 bis an die Grenze Inzersdorfs (siehe Abschnitt Öffentlicher Verkehr).
1934 wurden die beidseits der Straße verlaufenden asphaltierten Reitwege beseitigt und die Straße bis zur Spinnerin am Kreuz für den Autoverkehr verbreitert. Nach dem Zweiten Weltkrieg wurde sie neuerlich ausgebaut, mit einem Mittelstreifen versehen, der die Fahrbahnen voneinander trennte, und die Straßenbahnlinie 65 wurde in die parallel verlaufende Knöllgasse verlegt, während die Linie 165 überhaupt eingestellt wurde.

## Verlauf und Charakteristik

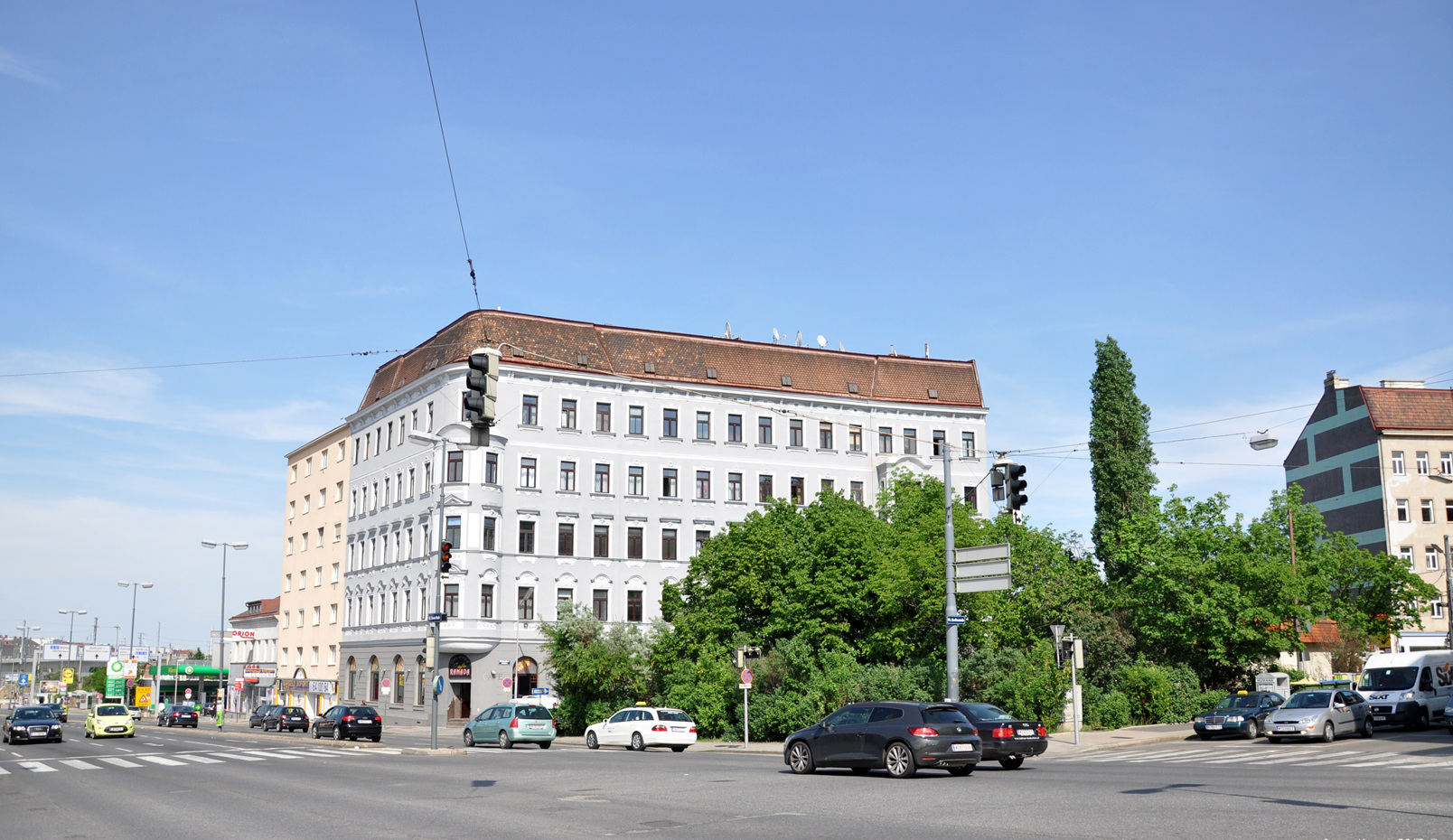
Triester Straße am Beginn bei der Quellenstraße

Die Triester Straße verläuft vom Matzleinsdorfer Platz am Margaretengürtel (Bezirksgrenze 5 / 10) Richtung Süden, zunächst auf die Höhe des Wienerberges und von dort hinab zum querenden Liesingbach, wo die Straße den 10. Wiener Gemeindebezirk, Favoriten, verlässt (bis 1938 Stadtgrenze) und im 23. Gemeindebezirk, Liesing, durch die Bezirksteile Inzersdorf, Erlaa und Siebenhirten weiter bis an die seit 1954 geltende Stadtgrenze Wiens verläuft. In den im Süden anschließenden niederösterreichischen Gemeinden an der B17 wird oft ebenfalls der Name Triester Straße verwendet. (Als Bundesstraße hieß der Straßenzug bis 1971 bis zur italienischen Grenze so.)

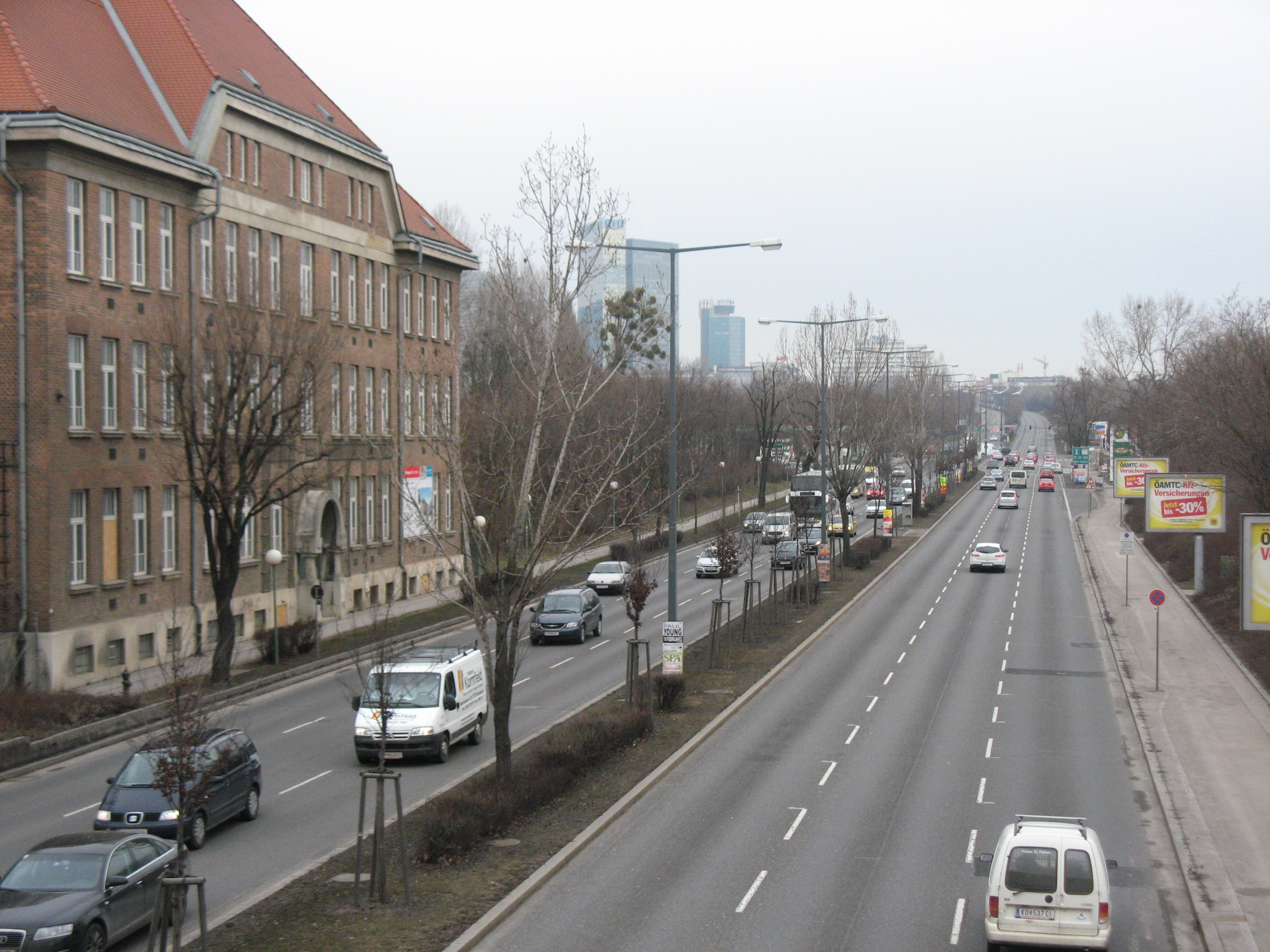
Triester Straße im Bereich südlicher Wienerberg

Als Hauptverkehrsstraße, die in Favoriten pro Fahrtrichtung dreispurig ausgebaut ist, ist die Triester Straße von enormem Autoverkehr und geringer Lebensqualität für die Anrainer geprägt. Dementsprechend finden sich Wohngebäude lediglich am Beginn der Straße an der Ostseite bis zur Höhe des Wienerbergs (sie stammen großteils aus der Zeit vor der Automobilisierung) und dann wieder in Resten in Inzersdorf und Siebenhirten, wobei dort die ursprünglichen ebenerdigen Wohnhäuser zunehmend von Firmen und Gewerbebetrieben verdrängt werden. Die Westseite der Straße im 10. Bezirk wird zunächst ebenfalls von Gewerbebetrieben gesäumt, gefolgt vom Gelände des Franz-Josef-Spitals. Auf der Höhe des Wienerbergs steht das Wahrzeichen der Spinnerin am Kreuz und liegt die weitläufige Wohnhausanlage des George-Washington-Hofes. Danach bilden die Hochhäuser der Wienerberg City eine schon von weitem sichtbare Skyline im Süden Wiens. Den Hang des Wienerberges hinab verläuft die Triester Straße durch das unverbaute Erholungsgebiet Wienerberg, an dessen Fuß die Triester Straße von einer Brücke mit den Bahngeleisen der Pottendorfer Linie und dem unterführten Liesingbach gequert wird. Anschließend befindet sich die Anbindung der Triester Straße an die Süd Autobahn bzw. die Südosttangente. Ab hier bis zur Stadtgrenze ist der Verlauf durch dörfliche ebenerdige Häuser der ehemaligen Ortsgemeinden Inzersdorf und Siebenhirten geprägt.
An der Triester Straße liegt Ecke Kundratstraße der Martin-Luther-King-Park. Am Südhang des Wienerberges durchquert die Straße das für den Süden Wiens bedeutende Erholungsgebiet Wienerberg, das Ende des 20. Jahrhunderts auf dem wenig ansehnlichen Gebiet der ehemaligen Ziegelfabriken gestaltet wurde. In Inzersdorf entlang des Liesingbaches erstreckt sich der Draschepark, ein ehemaliger Schlosspark, der heute Radwege und andere Freizeiteinrichtungen beherbergt.

## Öffentliche Verkehrsmittel

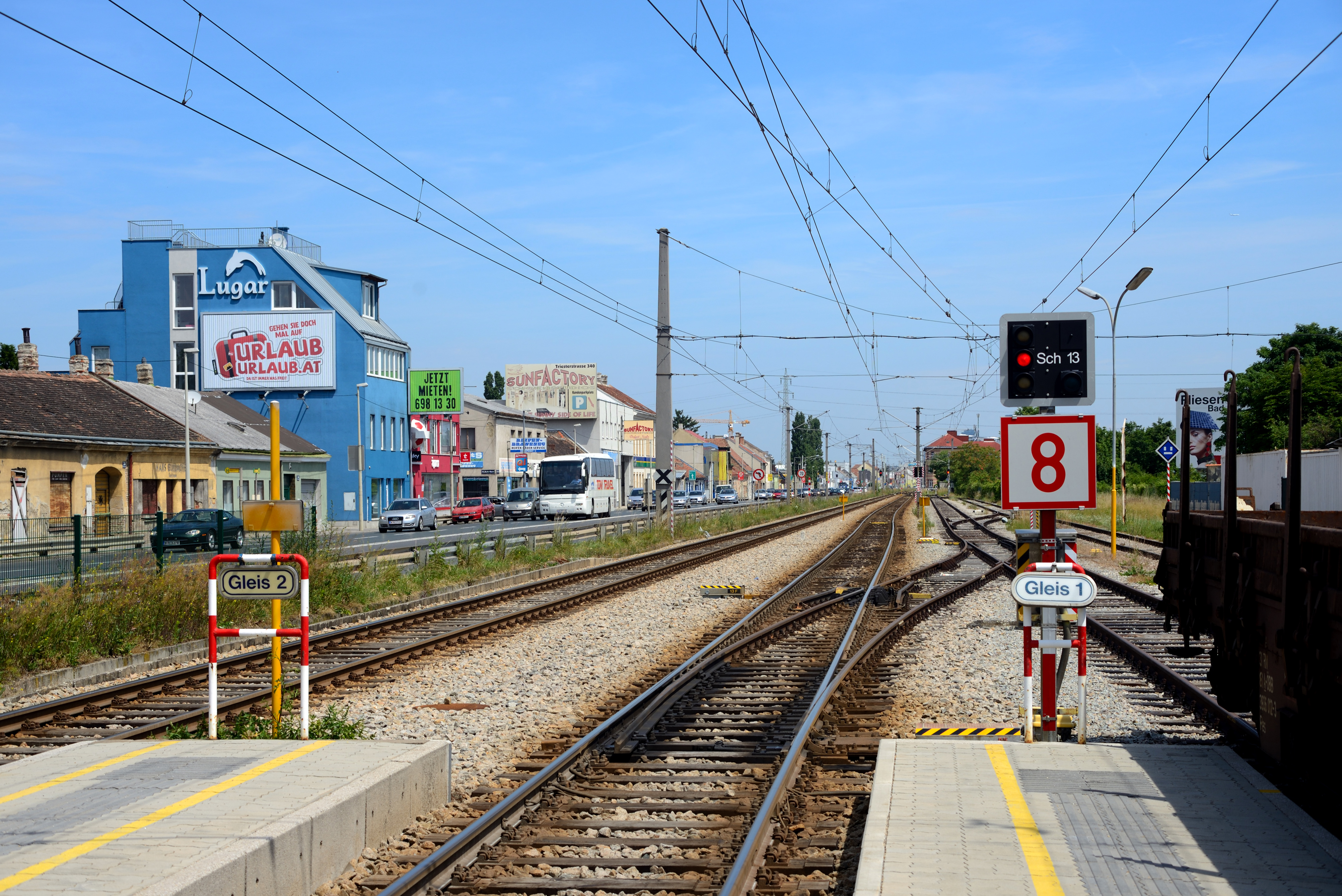
Triester Straße und Gleise der Badner Lokalbahn in Siebenhirten

Im stadtzentrumsnächsten Abschnitt der Straße, bis zur Troststraße, verkehrte seit 1902 die städtische Straßenbahn, seit 1907 als Linie 65. Sie wurde, um für den Individualverkehr in der Triester Straße mehr Platz zu schaffen, seit 1967 über die erste Parallelstraße ostwärts, die Knöllgasse, geführt, und verkehrt seit 2008 als Linie 1 von der Raxstraße, Stefan-Fadinger-Platz, durch die Knöllgasse, später über einen Teil der Ringstraße und den Franz-Josefs-Kai in den Prater, Hauptallee. In den Freitag- und Samstagnächten wird der zentrumsnächste Teil der Triester Straße von der ebenfalls von den Wiener Linien betriebenen Nachtautobuslinie N62 bedient.
Als Verlängerung des 65ers fungierte 1924–1962 die auf dem südlichen Abhang des Wienerbergs direkt auf der Triester Straße bis Inzersdorf verkehrende Straßenbahnlinie 165. Sie wurde dann auf Autobusbetrieb umgestellt (Linie 65A) und fährt heute die Strecke vom Reumannplatz (U1) bis zur Wienerberg City bzw. einmal pro Stunde, teilweise auf der Triester Straße, bis zur Zetschegasse in Inzersdorf.
Im südlichsten Abschnitt der Triester Straße in Wien, an dem großteils nur die Häuser am westlichen Straßenrand zu Wien gehören, die Straße selbst und ihre östlichen Anrainer zu Niederösterreich, begleitet die Lokalbahn Wien–Baden, die so genannte Badner Bahn, den Straßenzug direkt parallel. Hier stehen den Anrainern die Haltestellen Neuerlaa, Schönbrunner Allee und Vösendorf-Siebenhirten (gegenüber der Teufelsmühle, Triester Straße 342) zur Verfügung. Auf diesem Streckenteil der Badner Bahn gilt der Wiener Straßenbahntarif, es werden pro Stunde im Allgemeinen vier bis acht Züge Richtung Stadtzentrum geführt.
Auch in mehreren südlich an Wien anschließenden Gemeinden verläuft die Badner Bahn direkt neben der Straße; es gilt der Tarif des Verkehrsverbundes Ost-Region (VOR). Dieser Tarif gilt auch auf den Regionalbuslinien nach Niederösterreich und ins Burgenland, die die Triester Straße teilweise auf volle Länge befahren.

## Bemerkenswerte Adressen

### Vom Matzleinsdorfer Platz zur Wienerbergstraße
Die Bahnhaltestelle Wien Matzleinsdorfer Platz an der Südbahn in Hochlage (S-Bahn-Stammstrecke) und die Straßenbahnstation in Tieflage unter dem Margaretengürtel bilden das „Tor“ zur Triester Straße, von der hier die Gudrunstraße nach Osten ins Zentrum von Favoriten abzweigt. Die Triester Straße steigt von hier zum Rücken des Wienerbergs an.

#### Nr. 1: Evangelischer Friedhof Matzleinsdorf
Am Beginn der Triester Straße befindet sich der Evangelische Friedhof Matzleinsdorf mit der markanten Christuskirche. 1858 wurde der Friedhof eingeweiht, die Kirche entstand 1858–1860 nach Plänen von Theophil Hansen im historistischen Stil. Sie wurde einer griechischen Kirche nachempfunden. Mit dem Verwalter- und dem Totengräberhaus, die alle in Sichtziegelbauweise errichtet wurden, bildet sie eine Einheit.
Auf dem Friedhof befinden sich die Grabstätten zahlreicher bedeutender Persönlichkeiten des evangelischen Wien. Unter anderen liegen hier die Gräber der Schriftsteller Friedrich Hebbel, Heinrich Laube und Ada Christen, des Philosophen Otto Weininger, der Schauspieler Adele Sandrock, Zerline Gabillon und Heinrich Anschütz, des k.k. Finanzministers Karl Ludwig von Bruck, des Malers Hugo Darnaut, des austromarxistischen Sozialphilosophen Max Adler, des Großindustriellen Rudolf von Arthaber und des Wiener Originals Baron Karl.

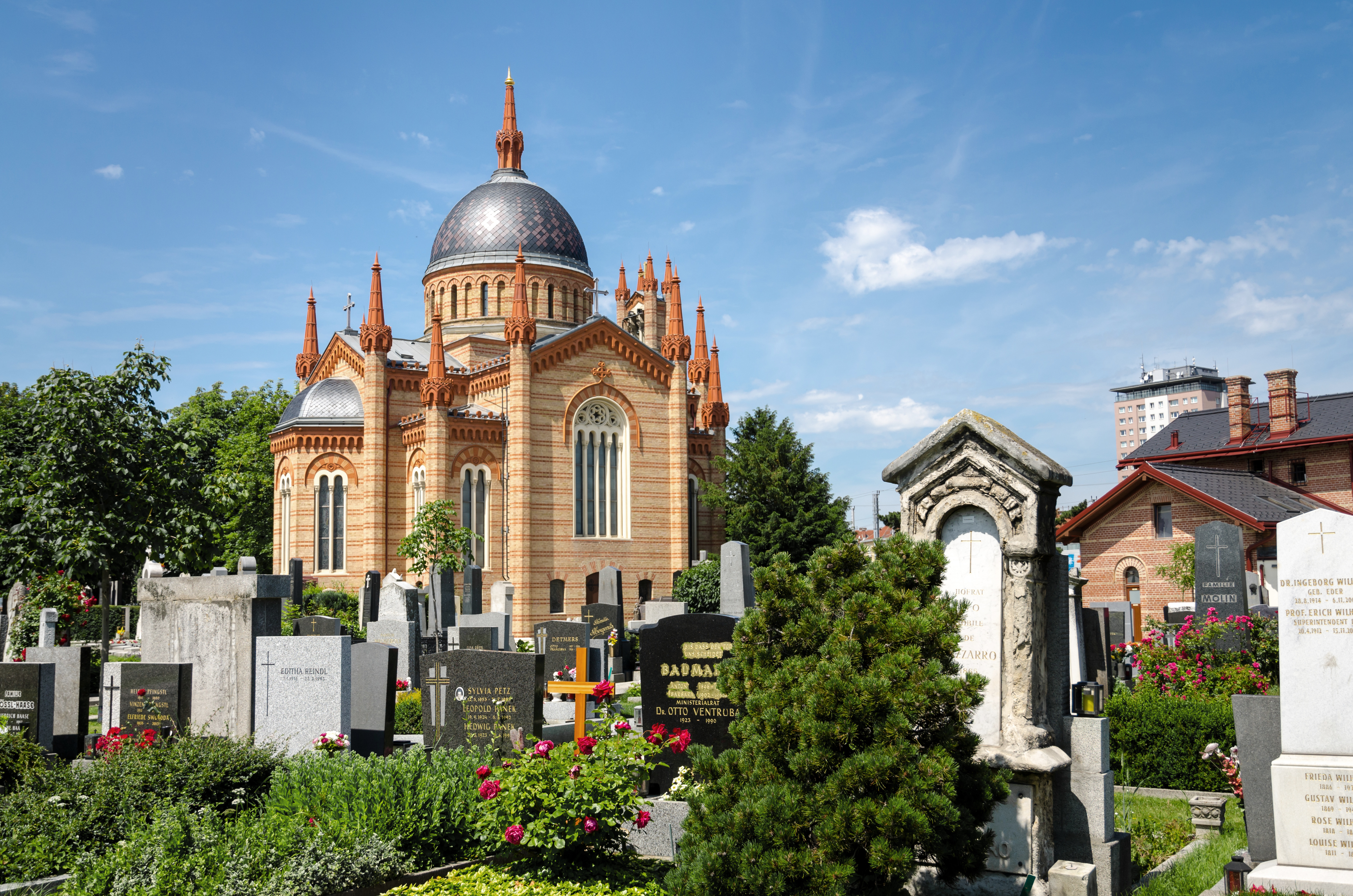
Christuskirche
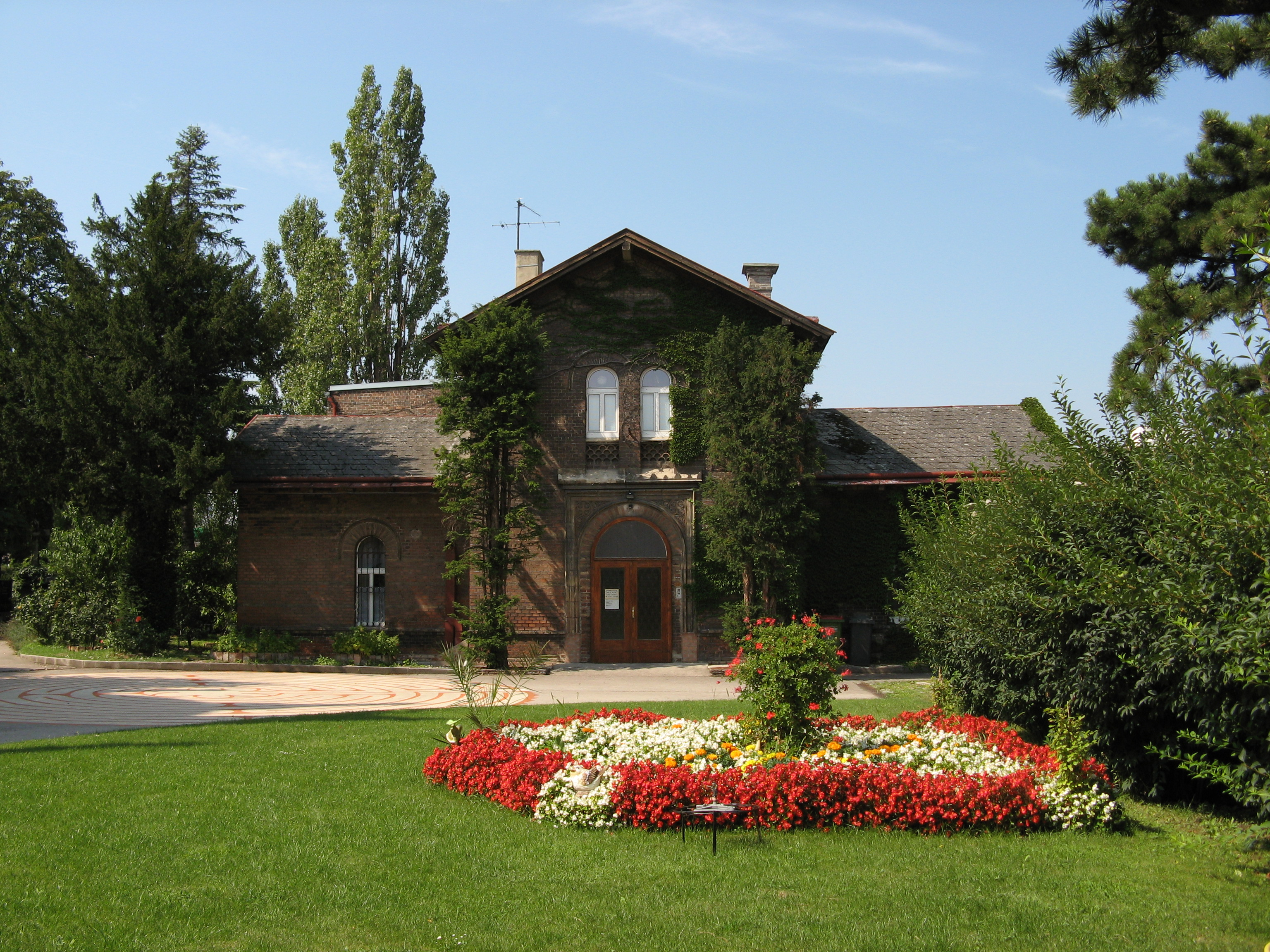
Pfarrkanzlei
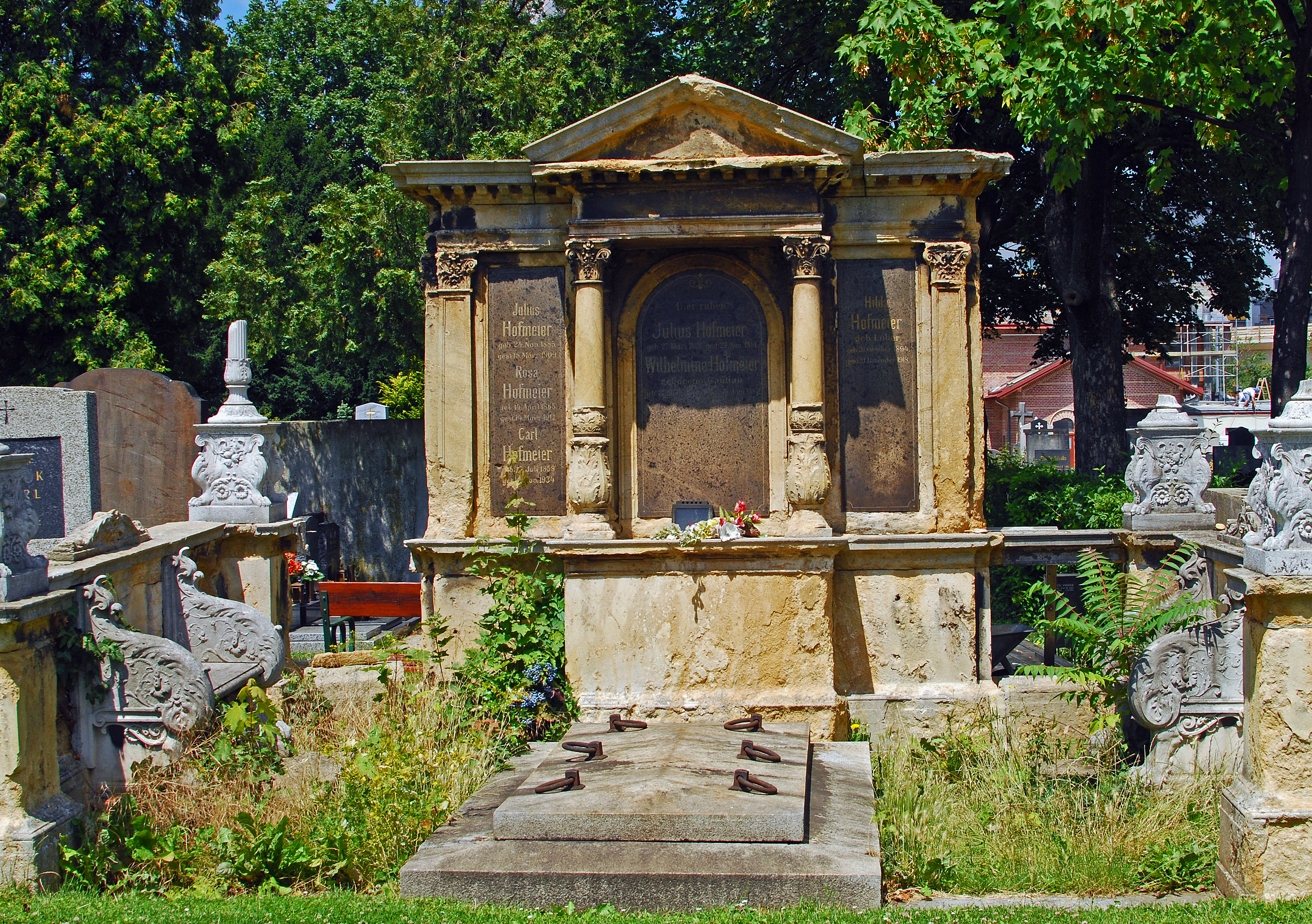
Grab Hofmeier
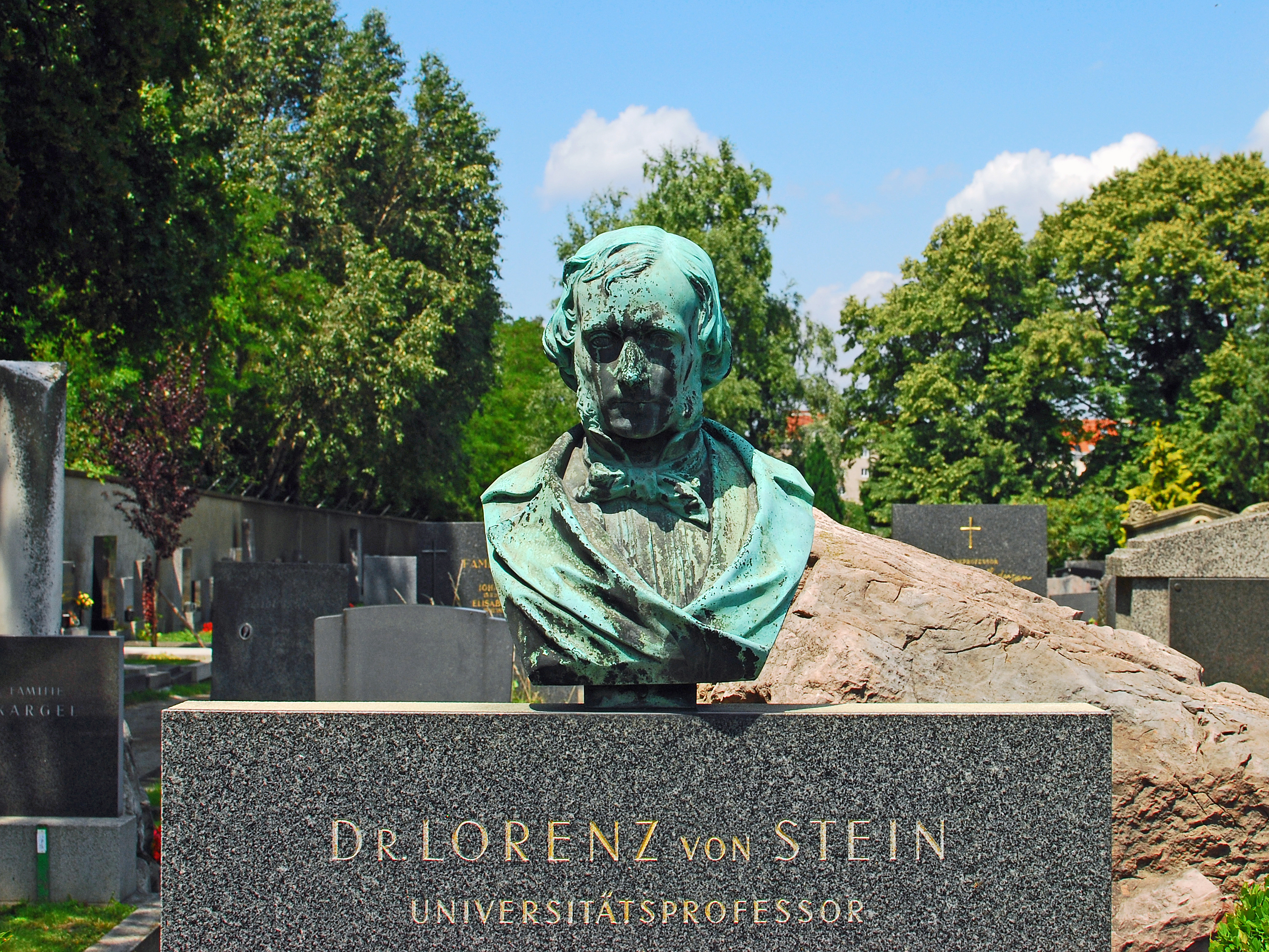
Grab Lorenz von Stein
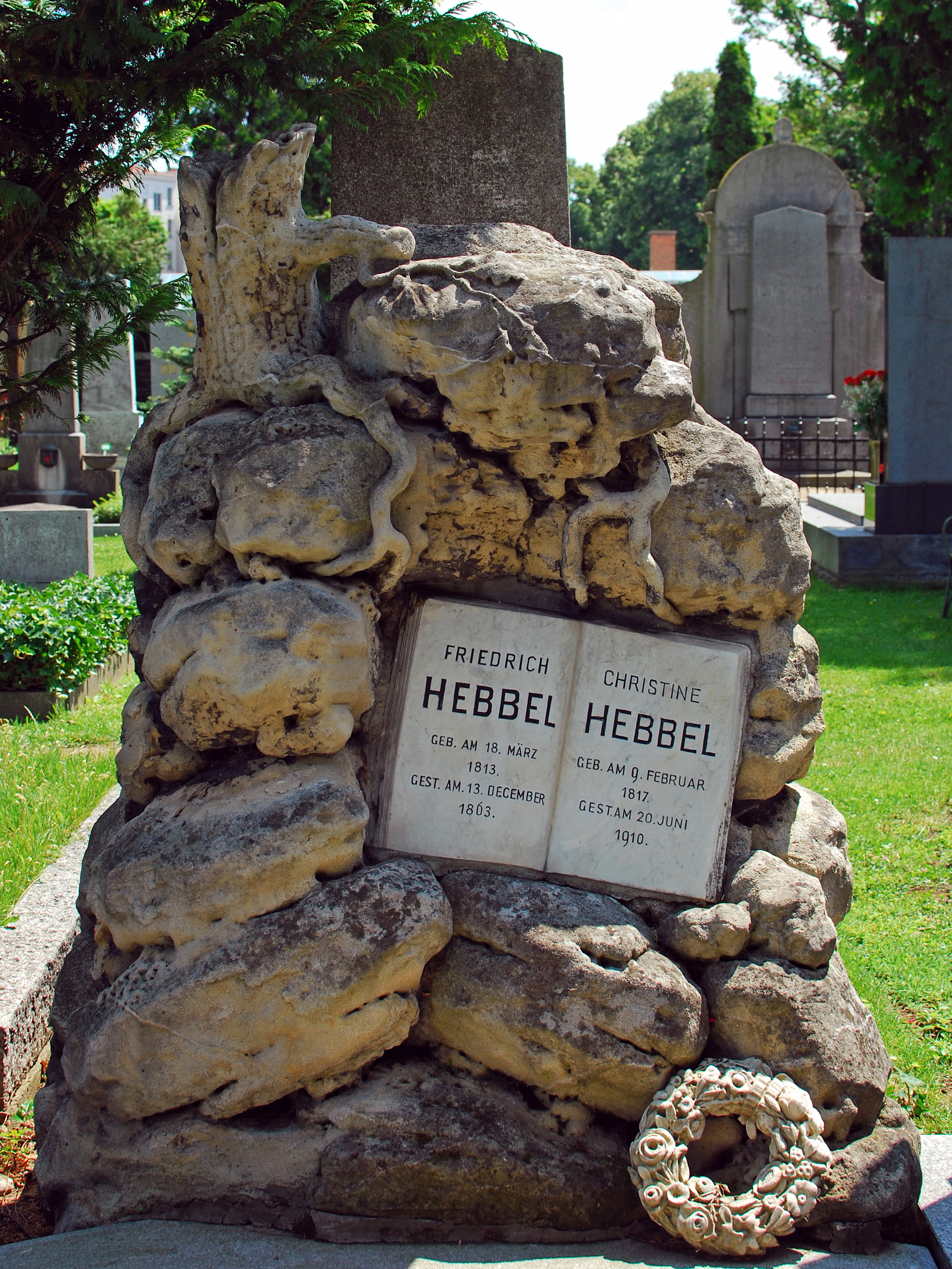
Grab Friedrich Hebbel
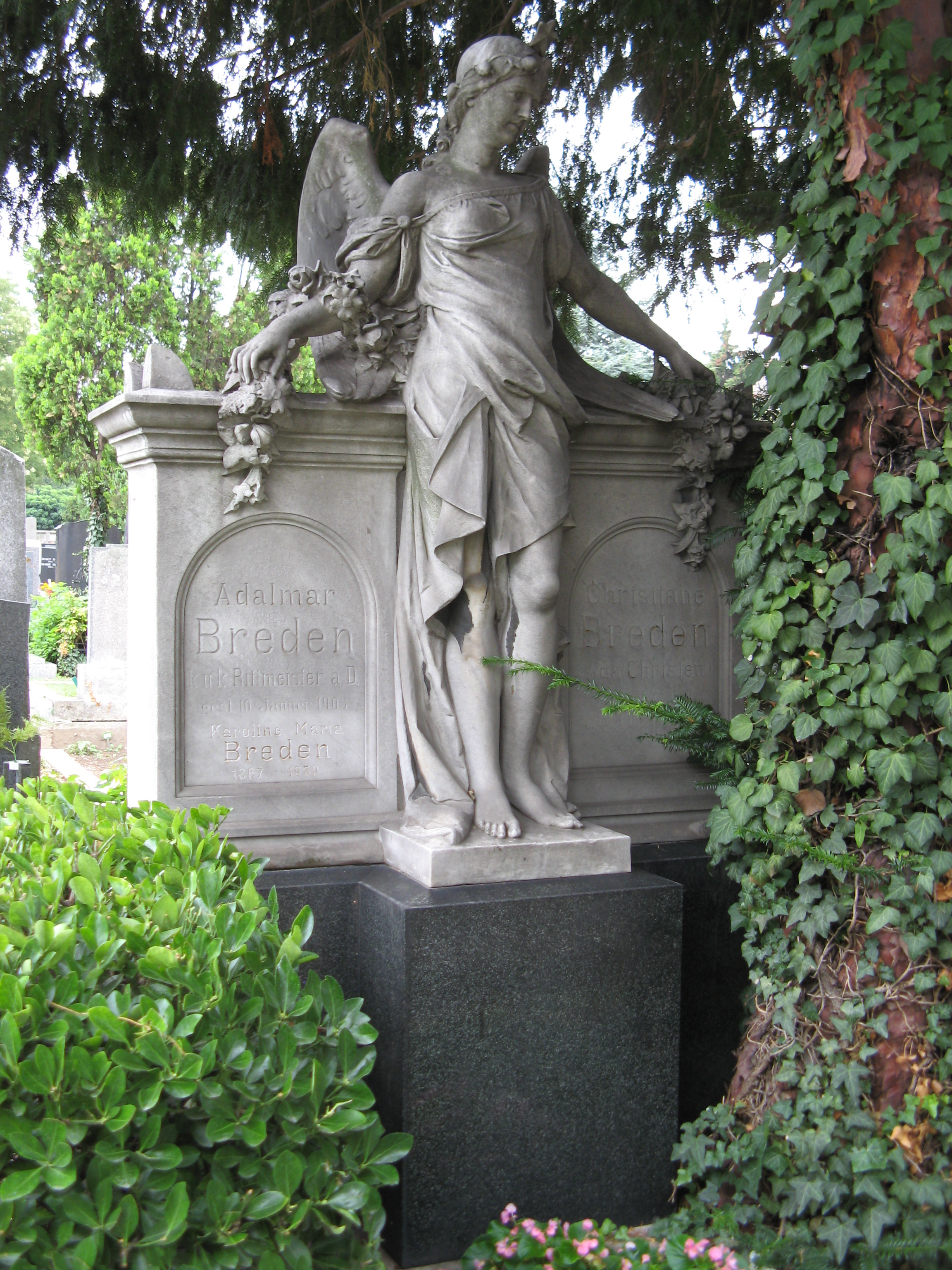
Grab Ada Christen
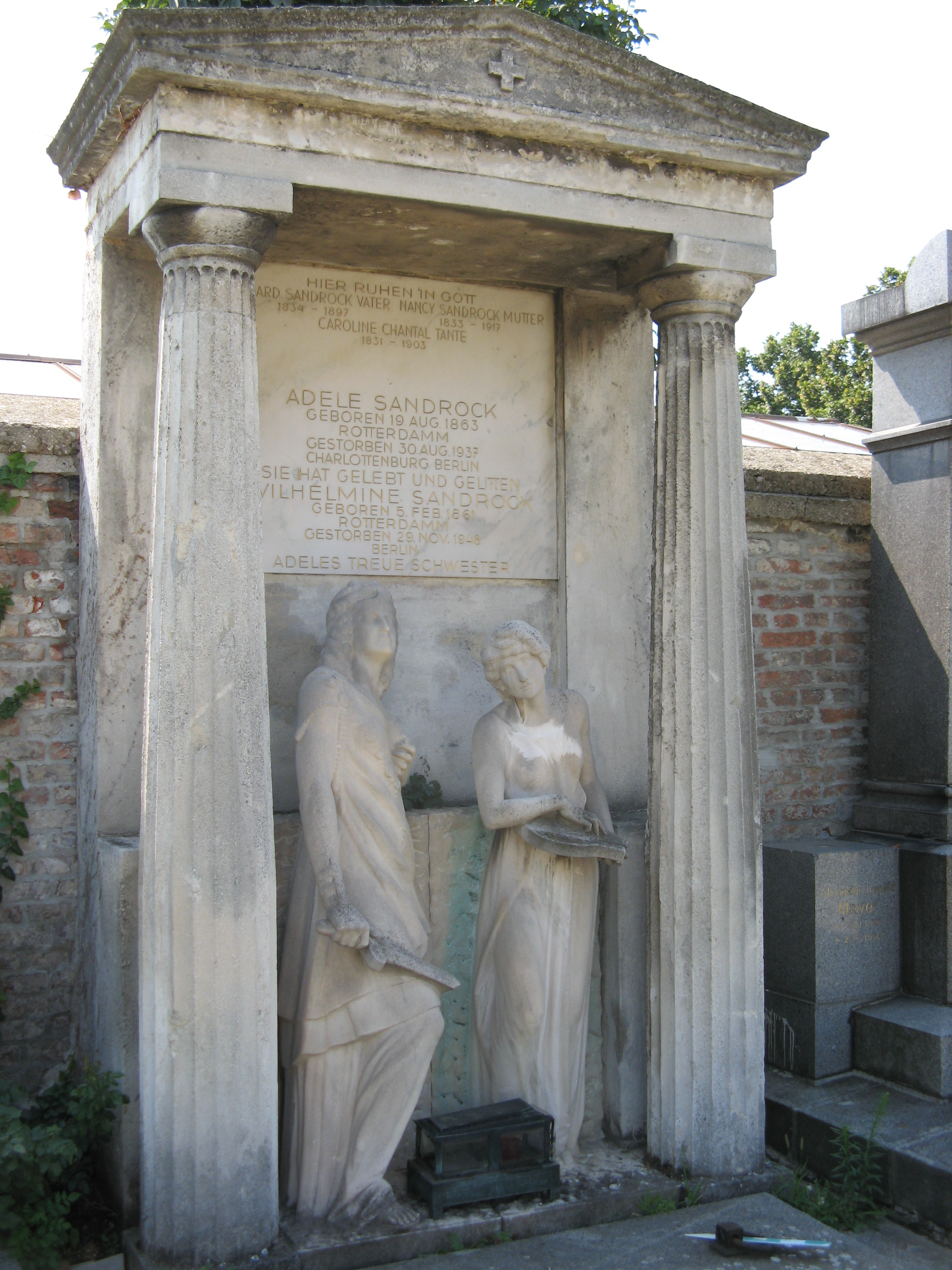
Grab Adele Sandrock
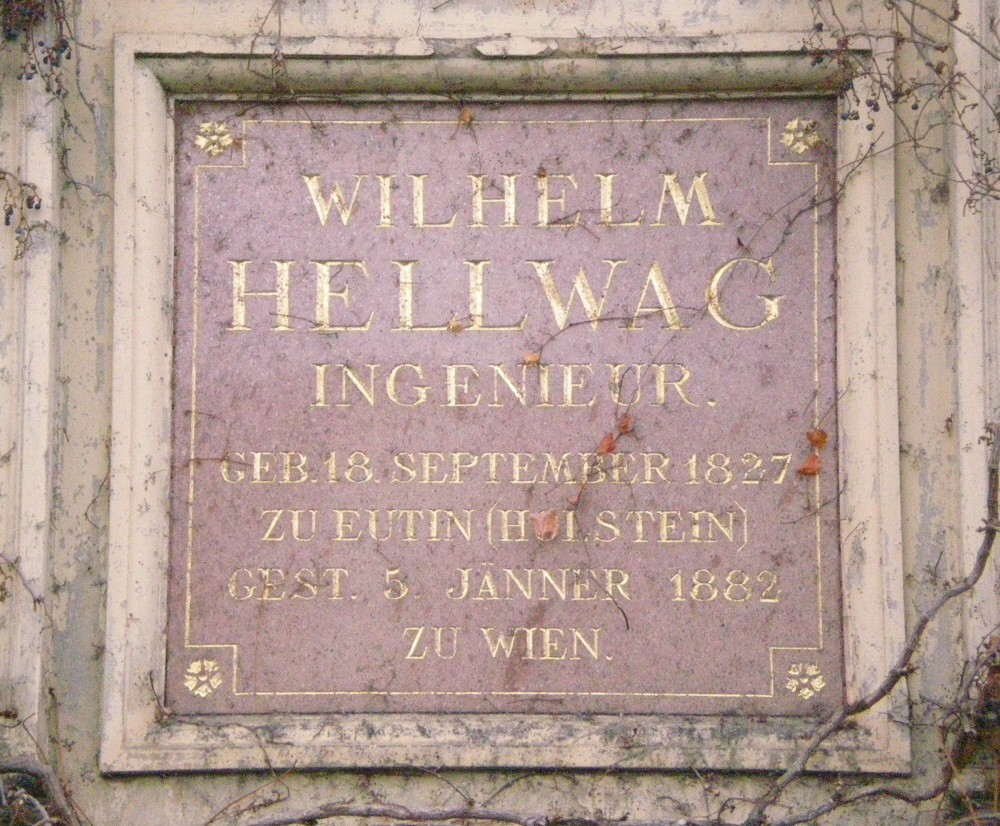
Grab Wilhelm Hellwag
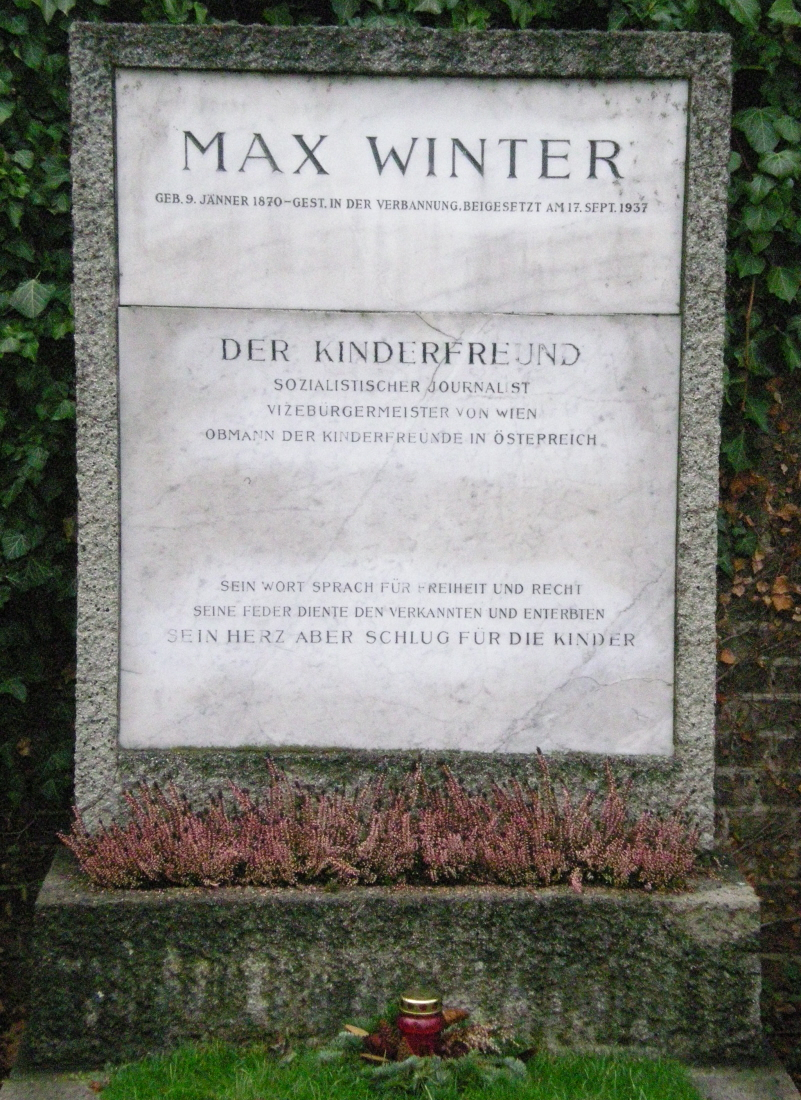
Grab Max Winter

#### Ecke Kundratstraße: Martin-Luther-King-Park

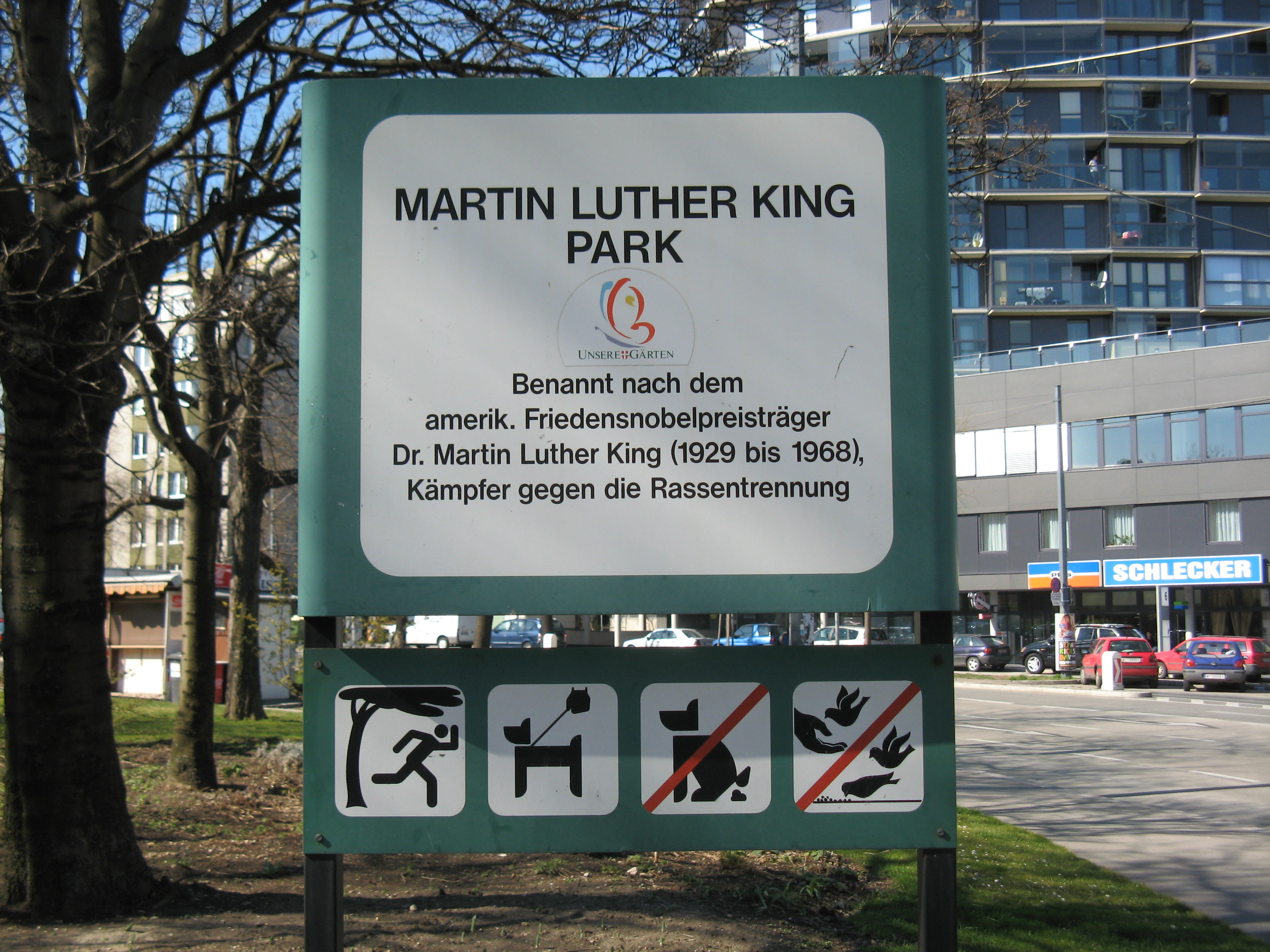
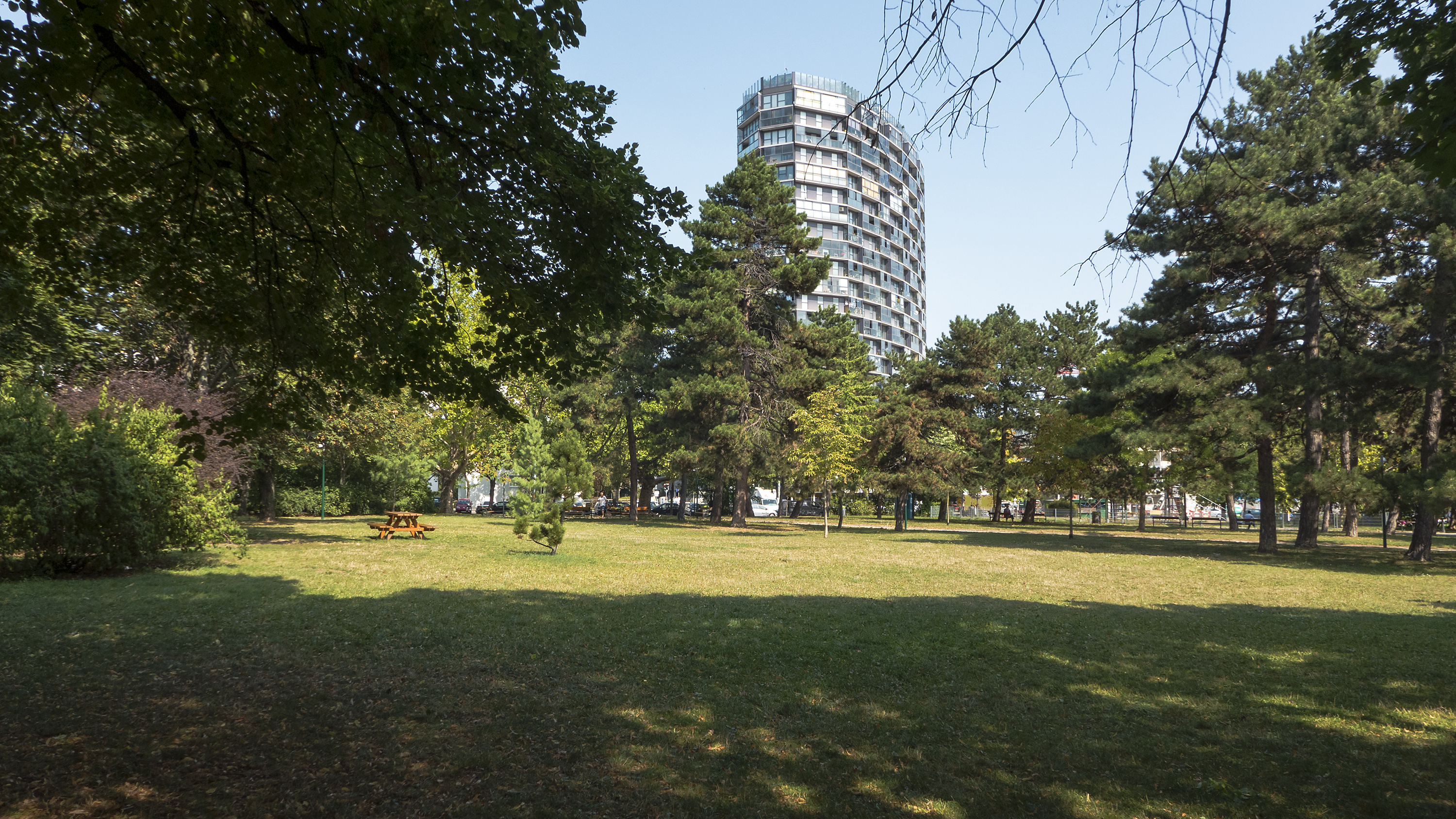
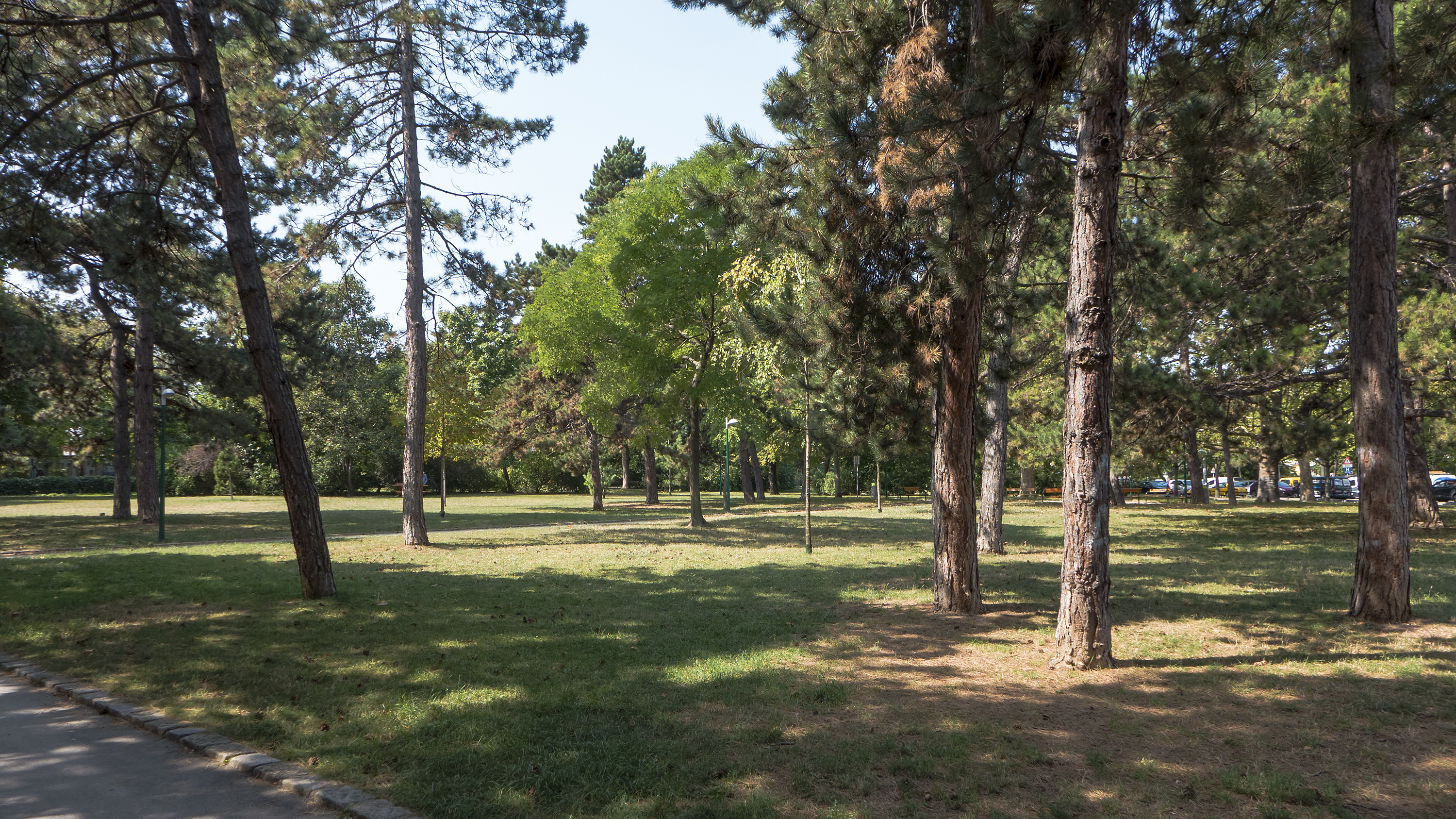
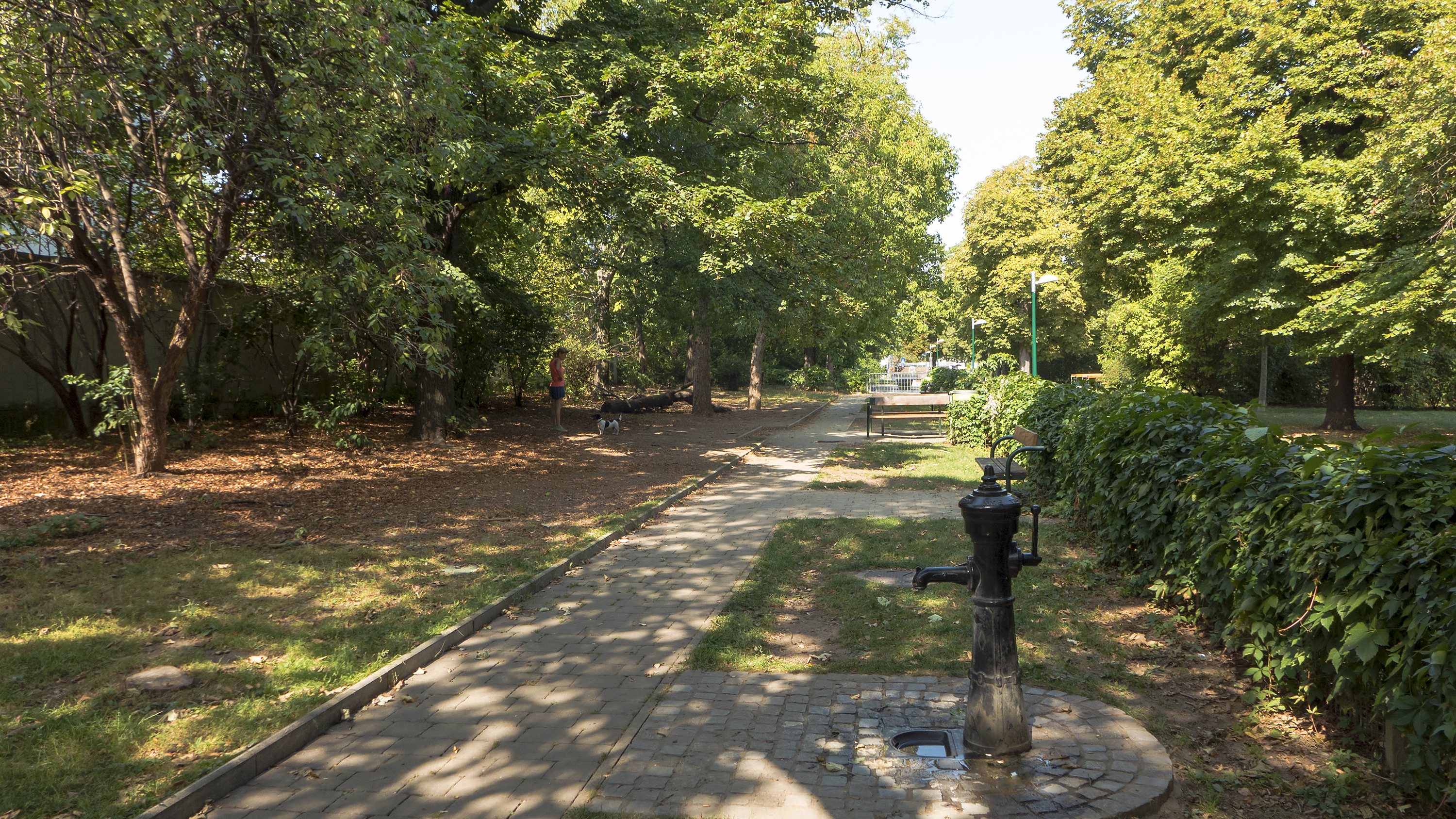
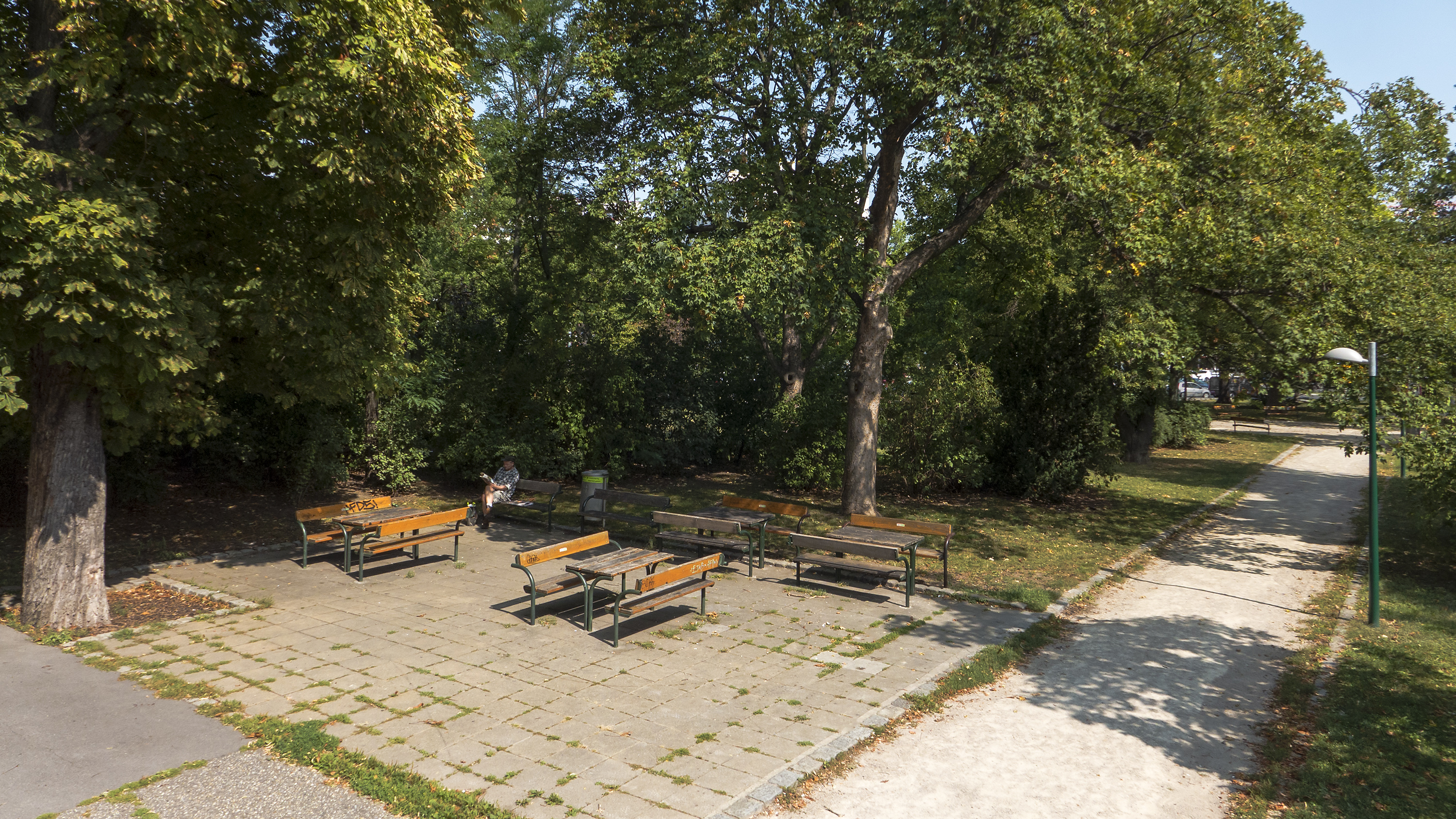
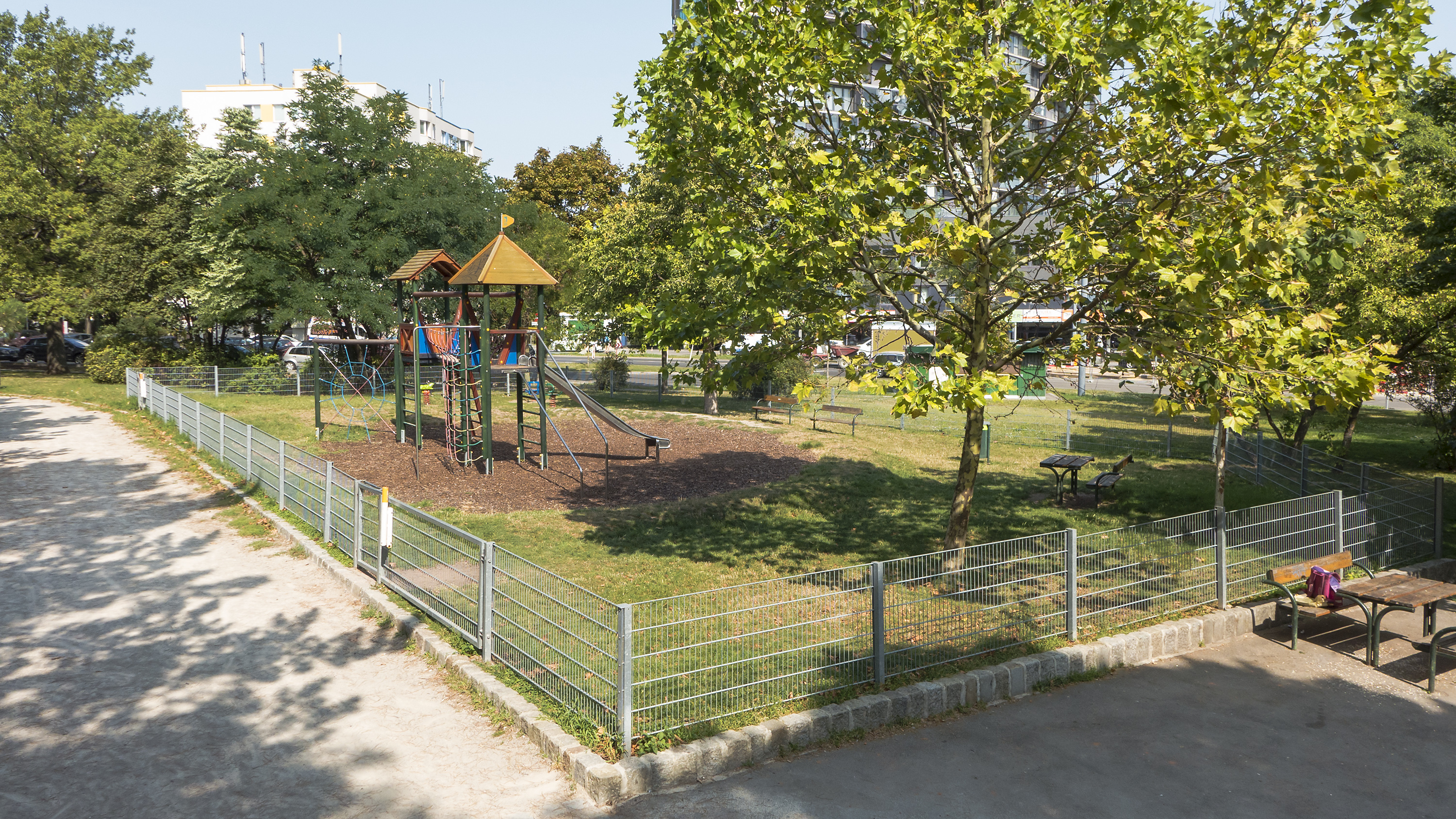

Siehe Kundratstraße.

#### Nr. 33: ehem. Bankgebäude
Das ehemalige Bankgebäude Triester Straße 33 wurde 1963–1966 nach Plänen des Architekten Carl Appel erbaut und war von 2006 bis 2015 im Besitz einer großen Wiener Digitaldruckerei (digiDruck). 2016 wurde die Liegenschaft von Michael Gitzi an die Caritas veräußert.

#### Nr. 46–50: Klinik Favoriten, bis 2020 Kaiser-Franz-Josef-Spital
Hier schließt das Areal des von 1887 an errichteten Kaiser-Franz-Josef-Spitals an die Triester Straße an, das seit 2020 als Klinik Favoriten firmiert. Einfahrt und Zugang erfolgen heute von der Kundratstraße aus.

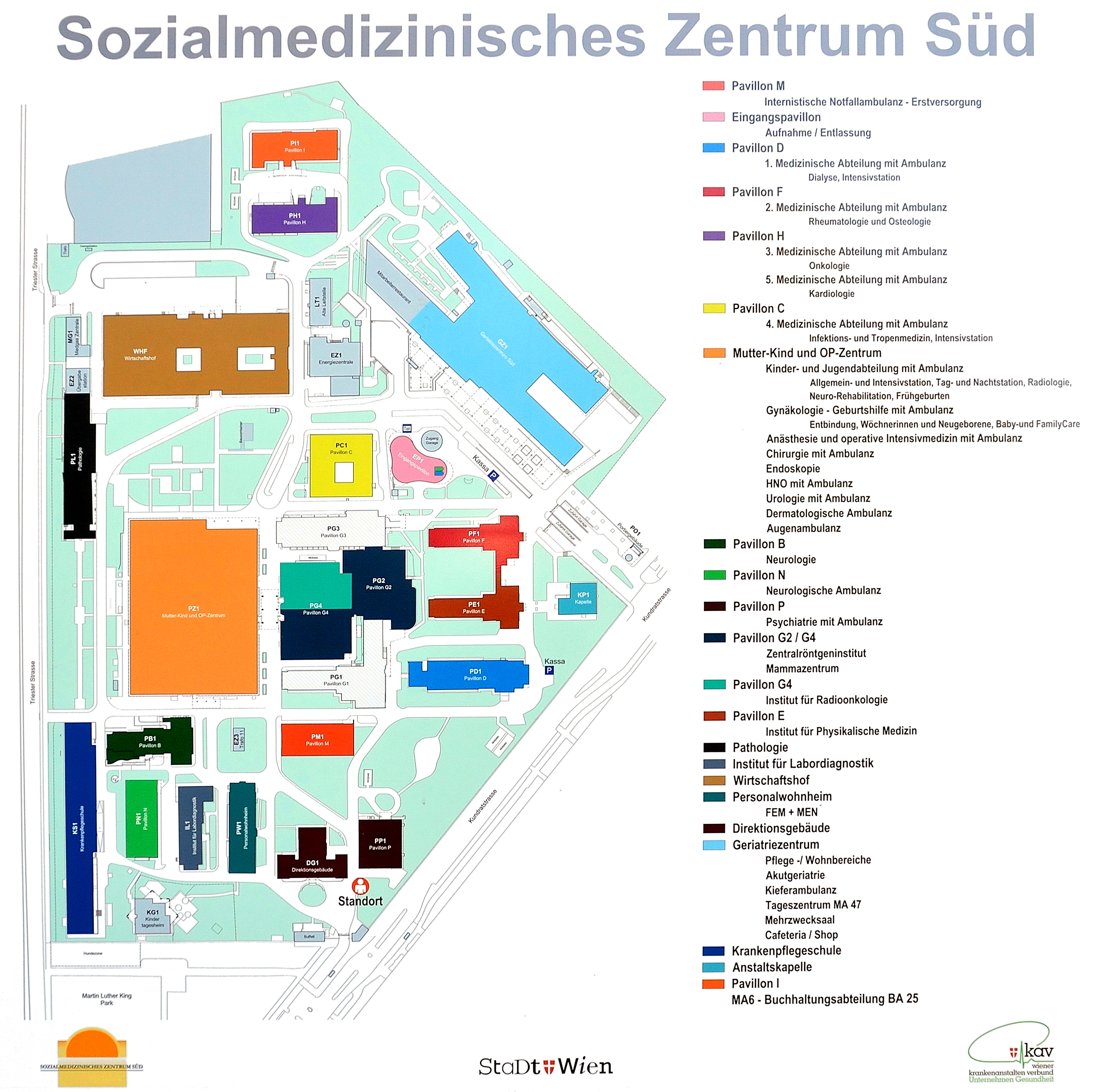
Orientierungsplan
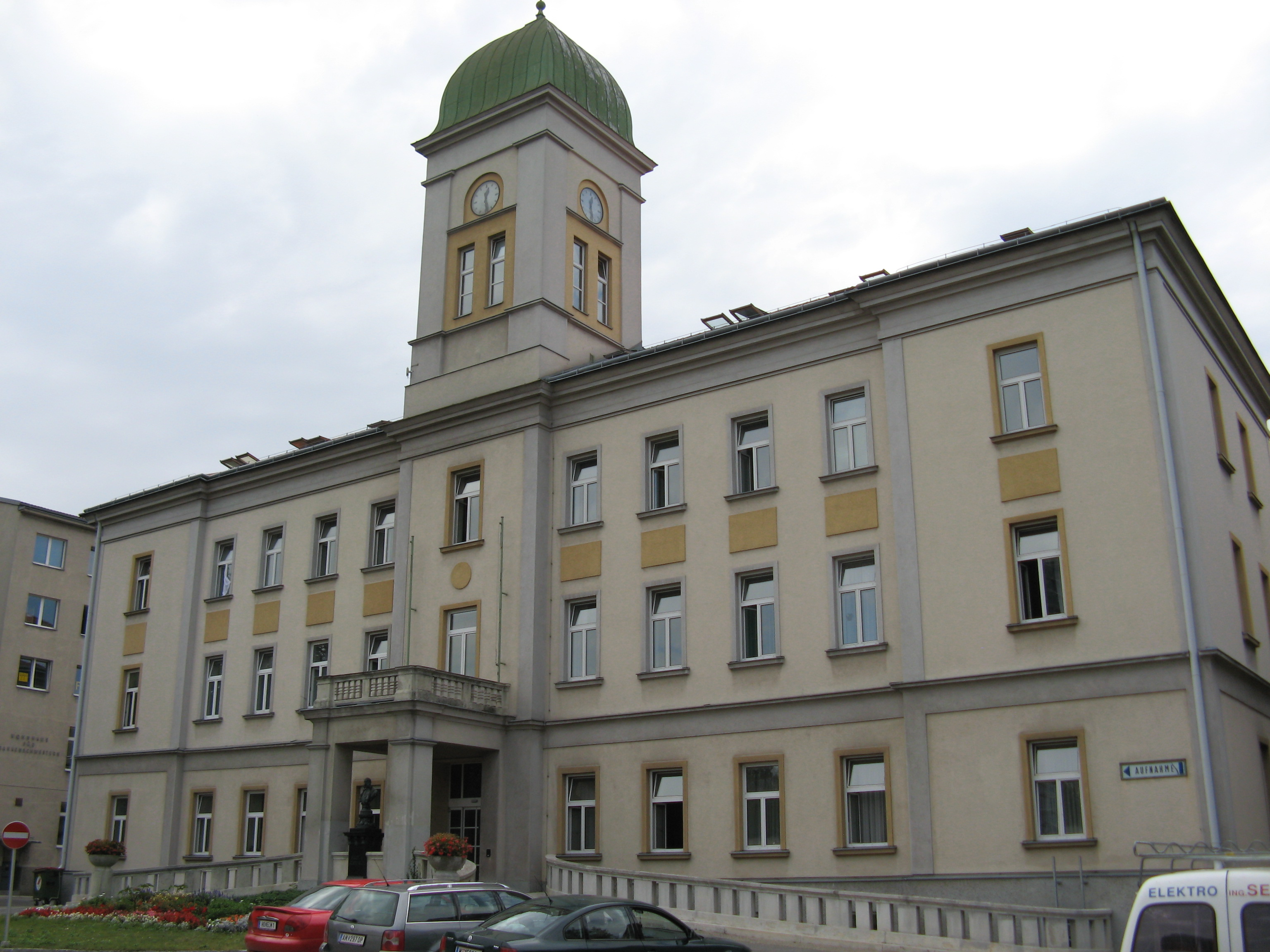
Direktionsgebäude
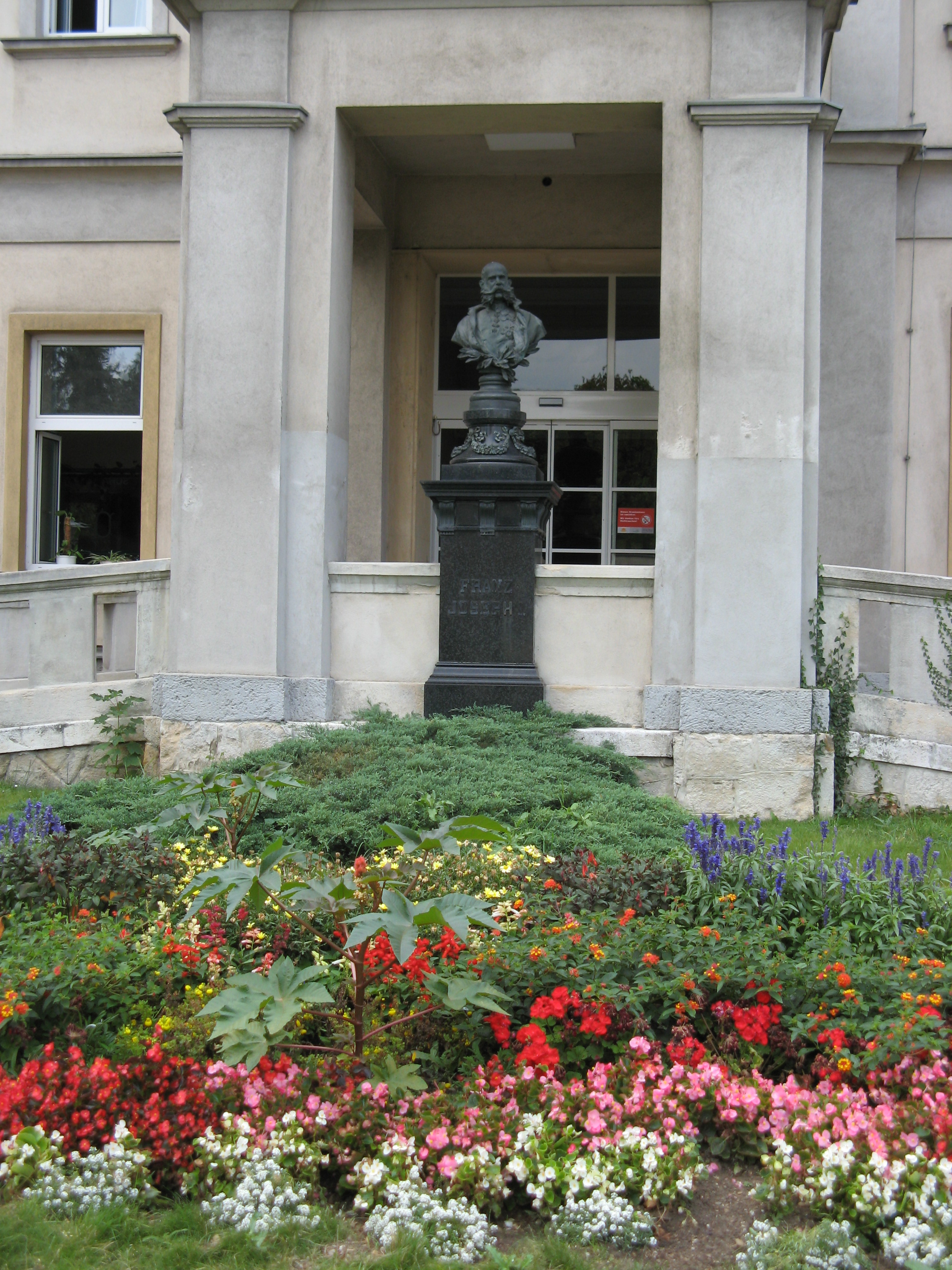
Kaiser-Franz-Josef-Büste
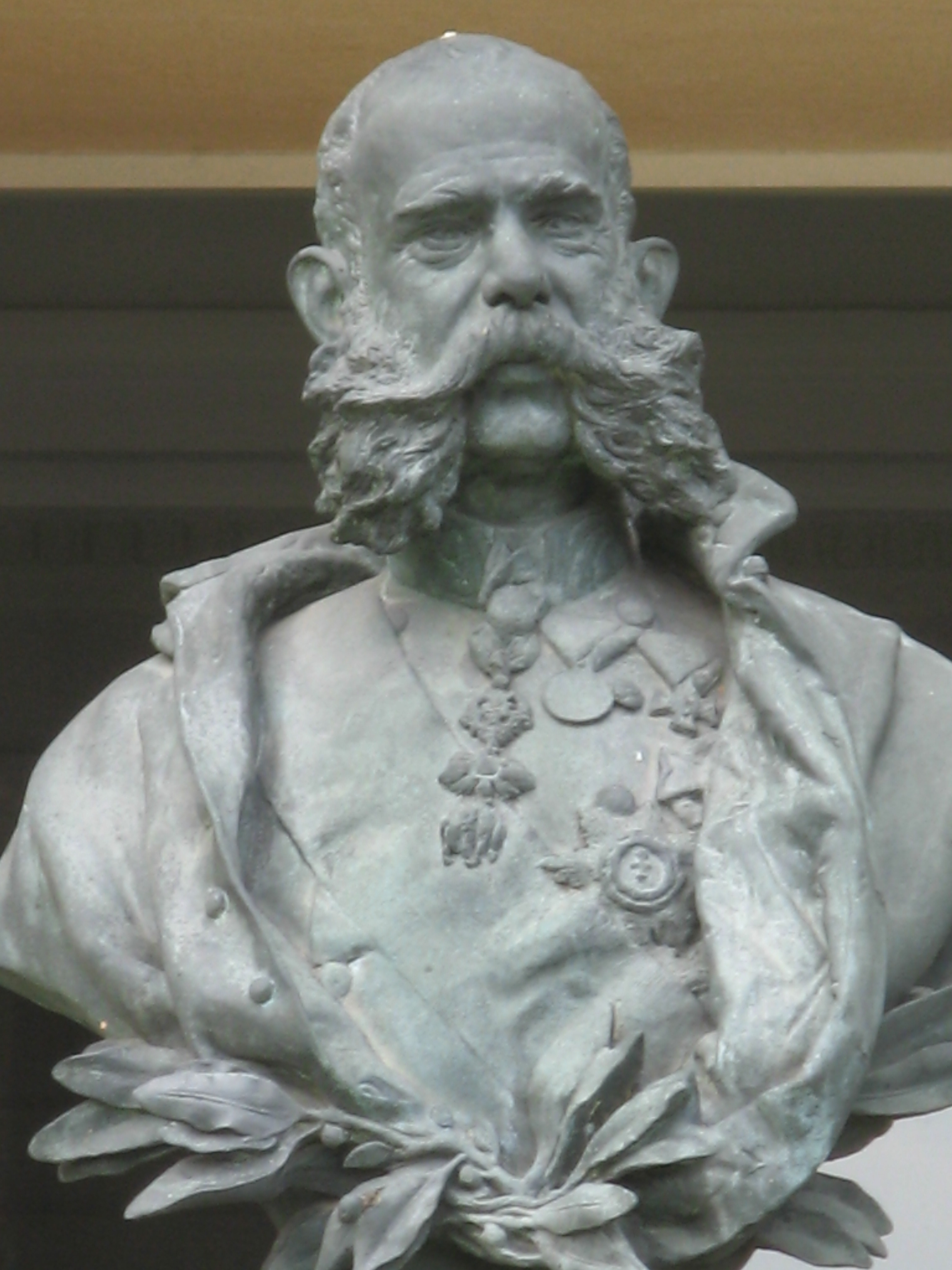
Kaiser-Franz-Josef-Büste im Detail
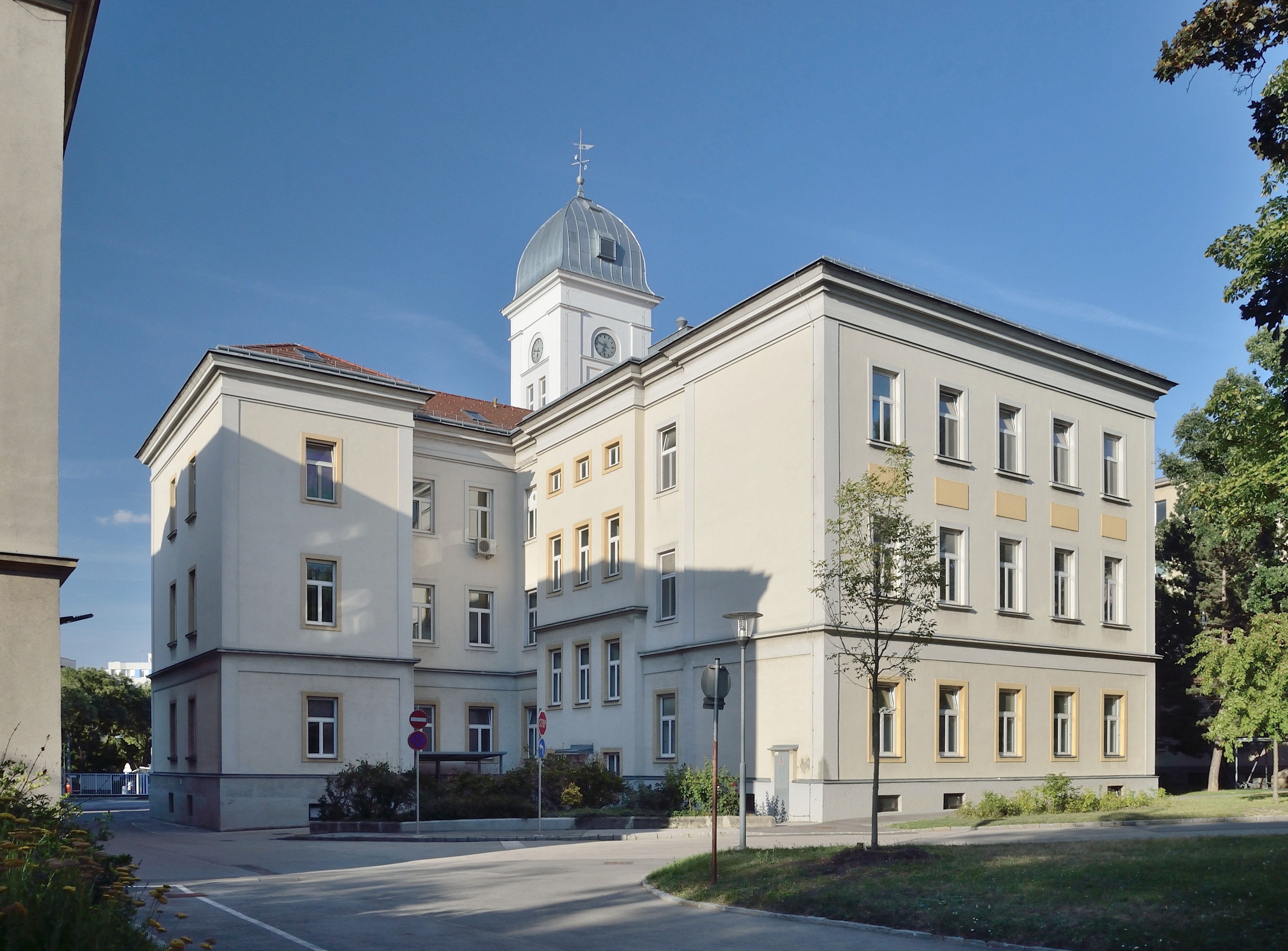
Rückseite des Direktionsgebäudes
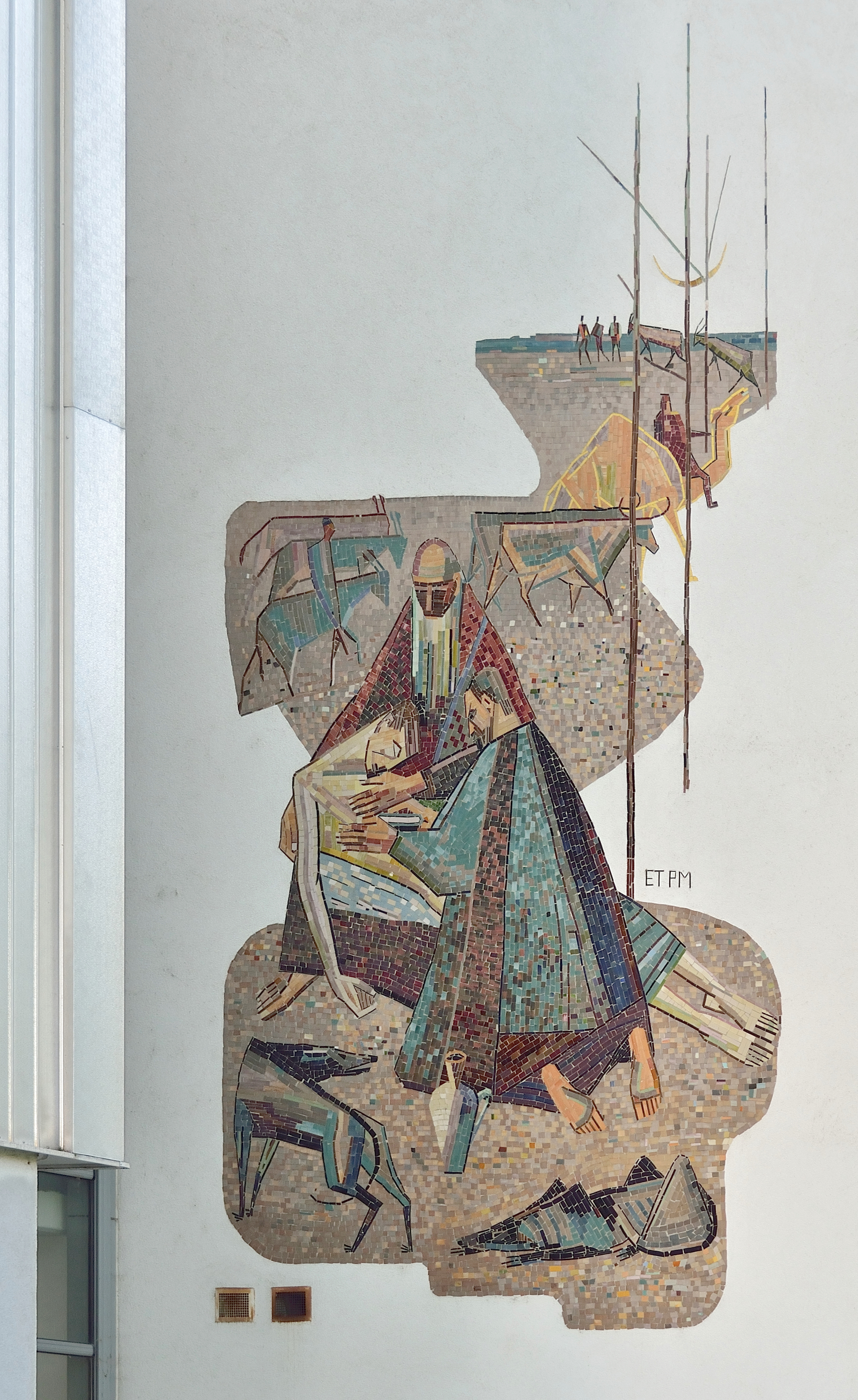
Mosaik „Guter Samariter“
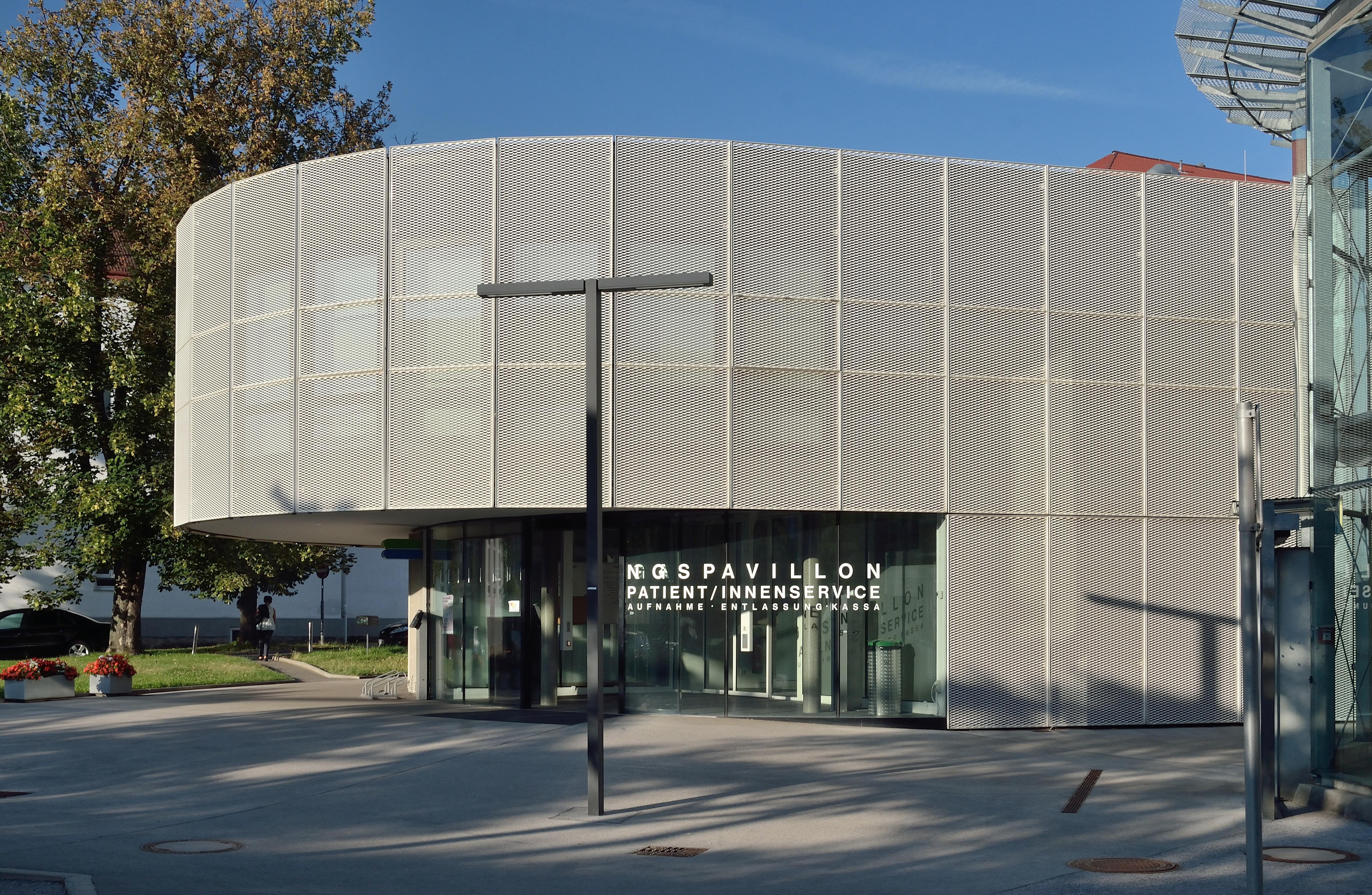
Eingangspavillon
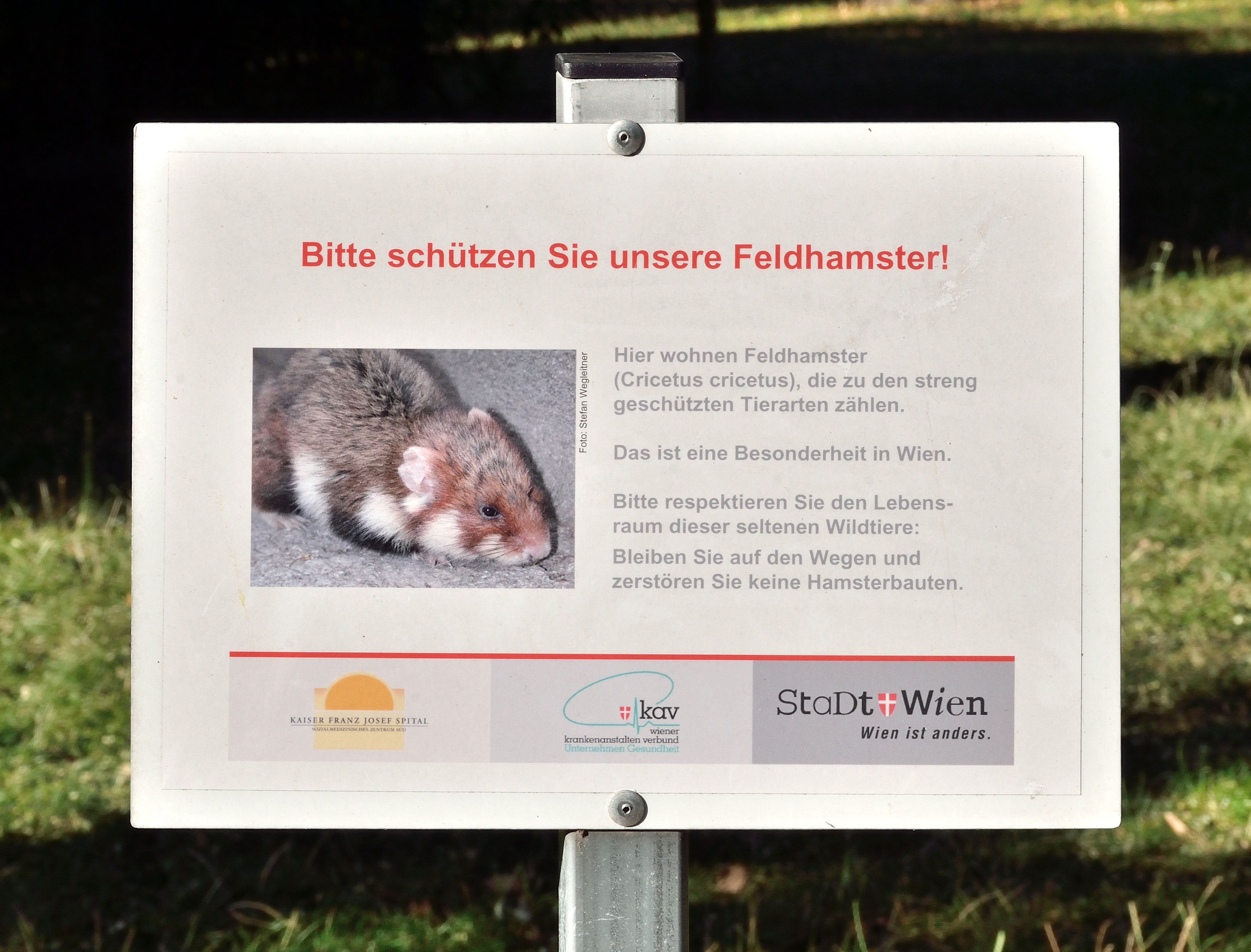
Feldhamster leben am Spitalsgelände
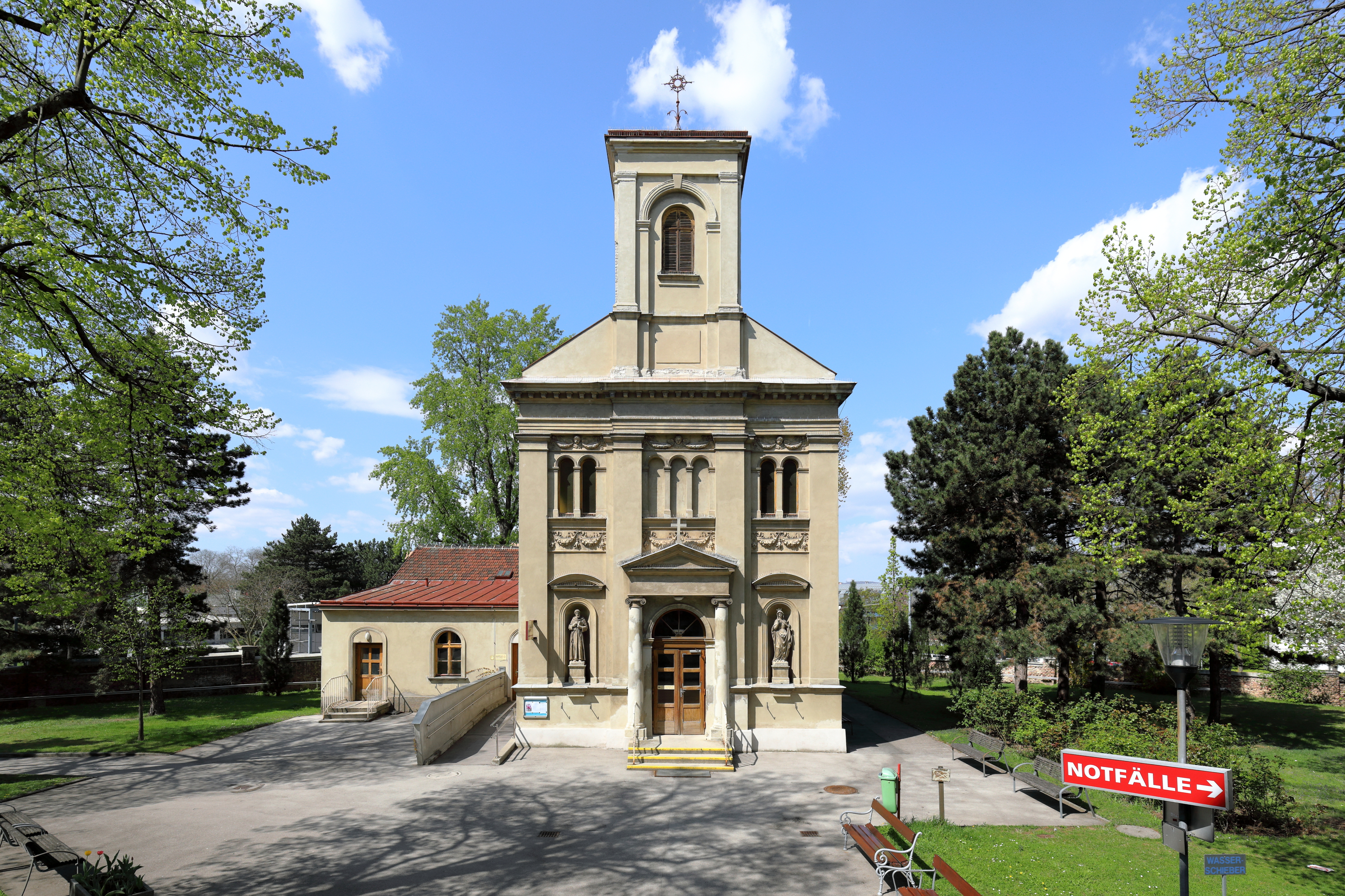
Spitalskapelle

#### Nr. 51–53: Gemeindebau
Die relativ kleine städtische Wohnhausanlage gegenüber dem Kaiser-Franz-Josef-Spital wurde 1929 nach Plänen des Architekten Johann Franz Würzl errichtet. Sie umfasst 37 Wohnungen. Die Fassade an der Triester Straße ist durch wuchtig hervortretende, symmetrisch angelegte Erker im Sinne des Kubismus akzentuiert. An der Rückseite des Gebäudes befindet sich ein begrünter Innenhof.

#### Nr. 52–56: George-Washington-Hof
Auf der Höhe des Wienerberges liegt westlich der Triester Straße, mit seiner Schmalseite zu dieser, der weitläufige George-Washington-Hof, eine städtische Wohnhausanlage aus den Jahren 1927–1930 nach Plänen der Architekten Karl Krist und Robert Oerley. Die sich in fünf weiten Höfen entlang der Wienerbergstraße nach Westen erstreckende Anlage öffnet sich zur Triester Straße mit einem von Karl Krist gestalteten Straßenhof. An der Straße selbst liegt die ehemalige Mutterberatungsstelle, die eine Keramikplastik Mutter mit Kindern und reliefierte Fenstergewände von Josef Riedl aufweist.

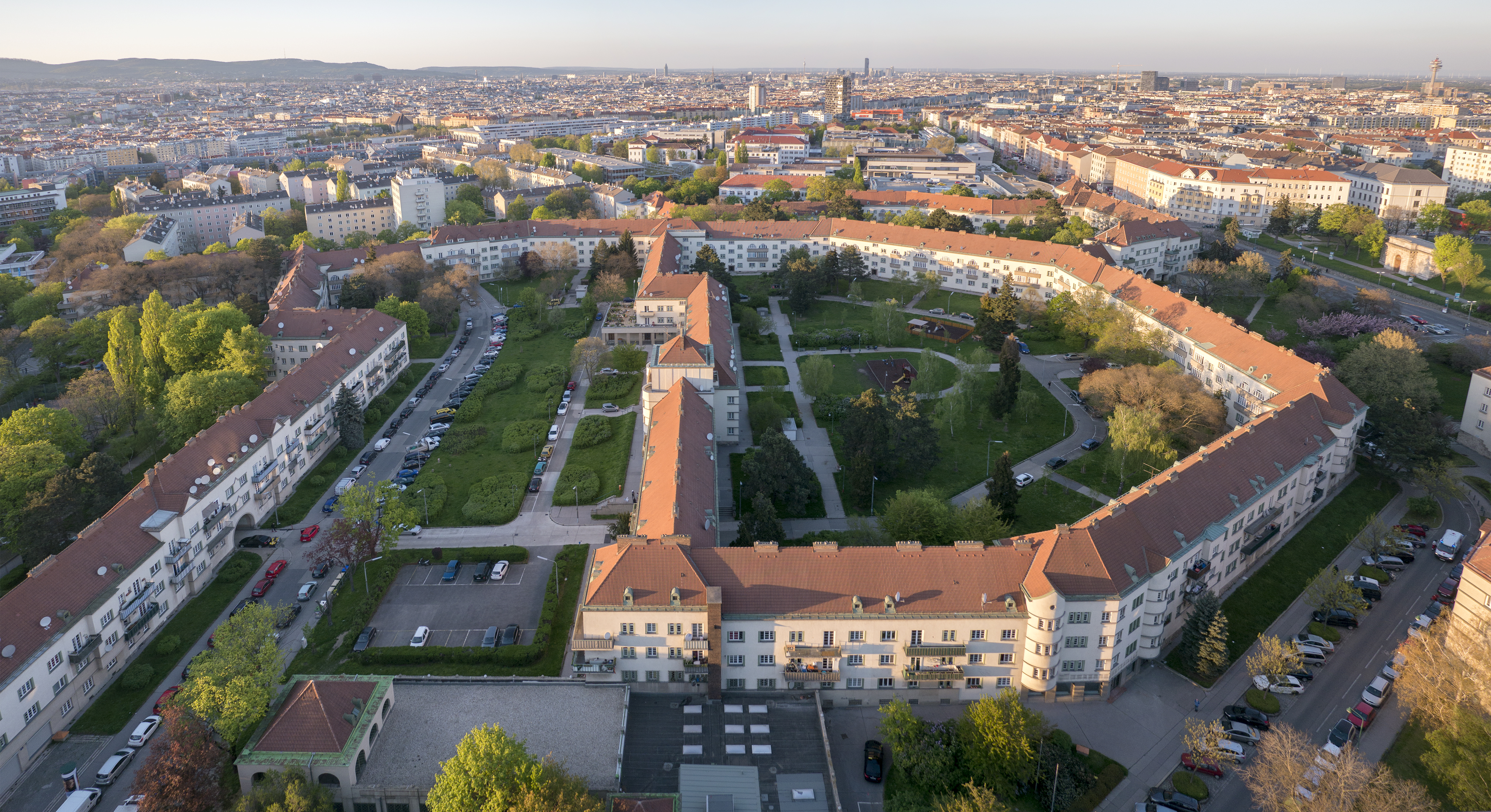
Birkenhof aus der Luft
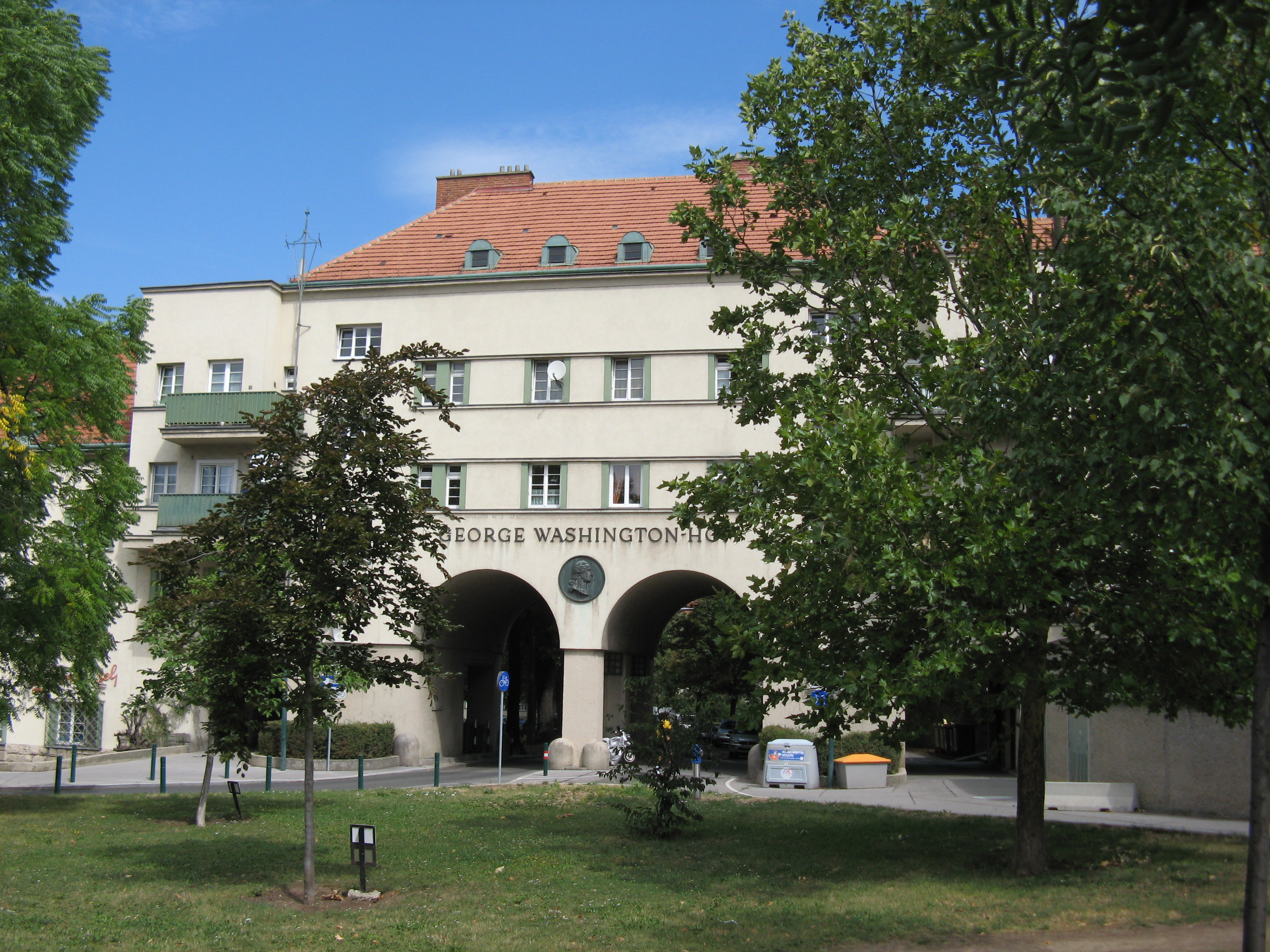
Beginn der Unter-Meidlinger Straße
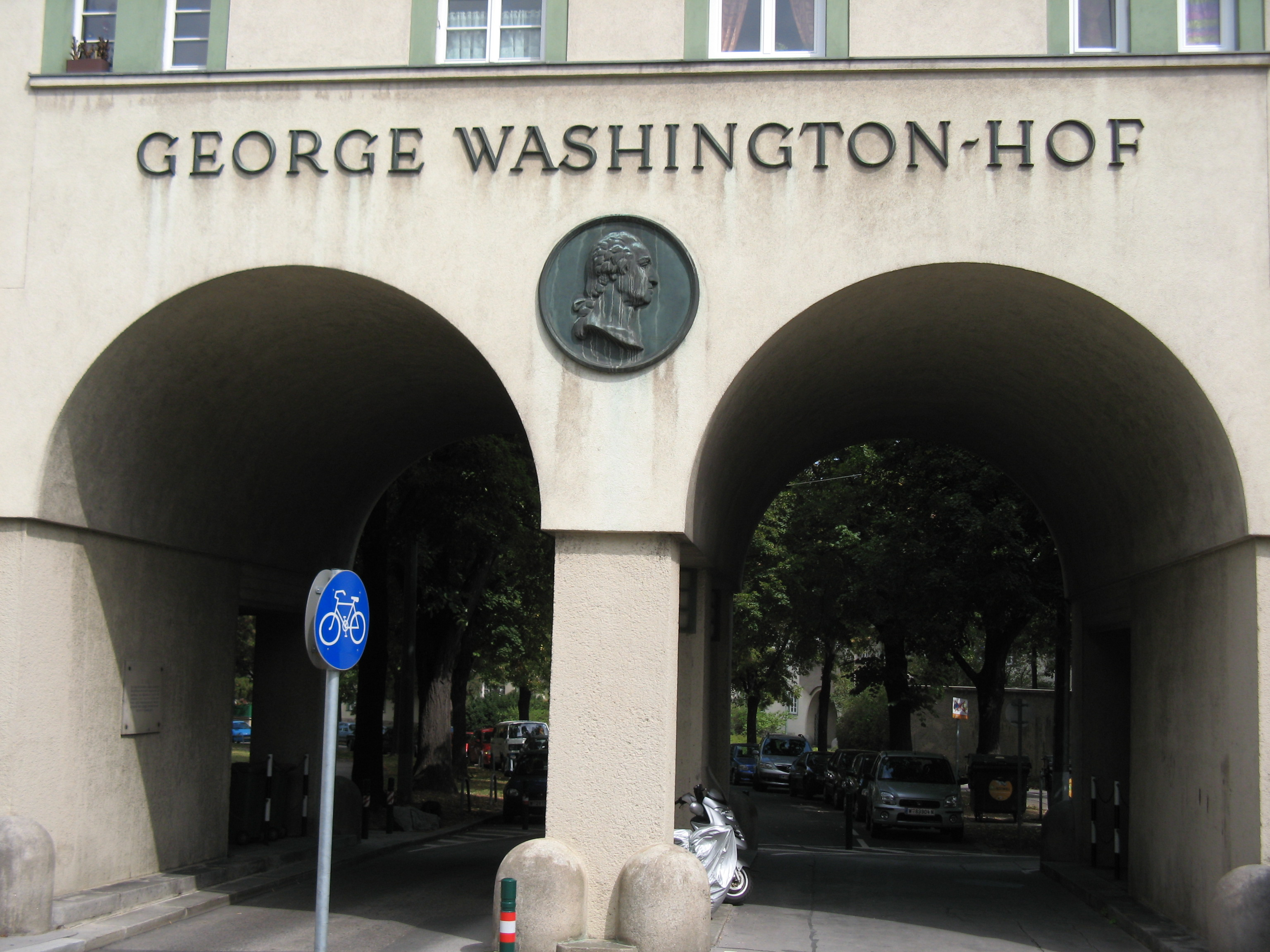
George-Washington-Hof
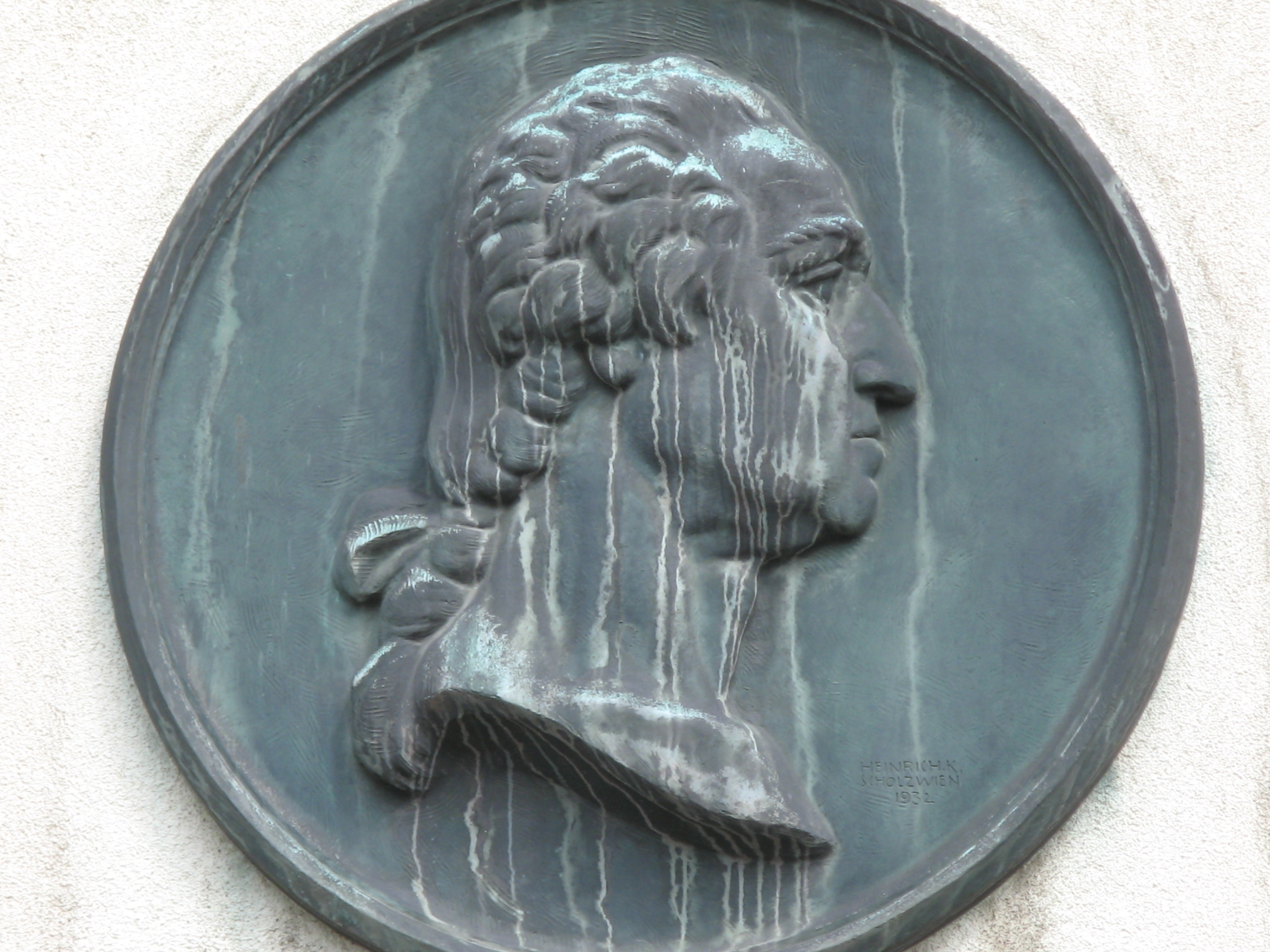
George Washington
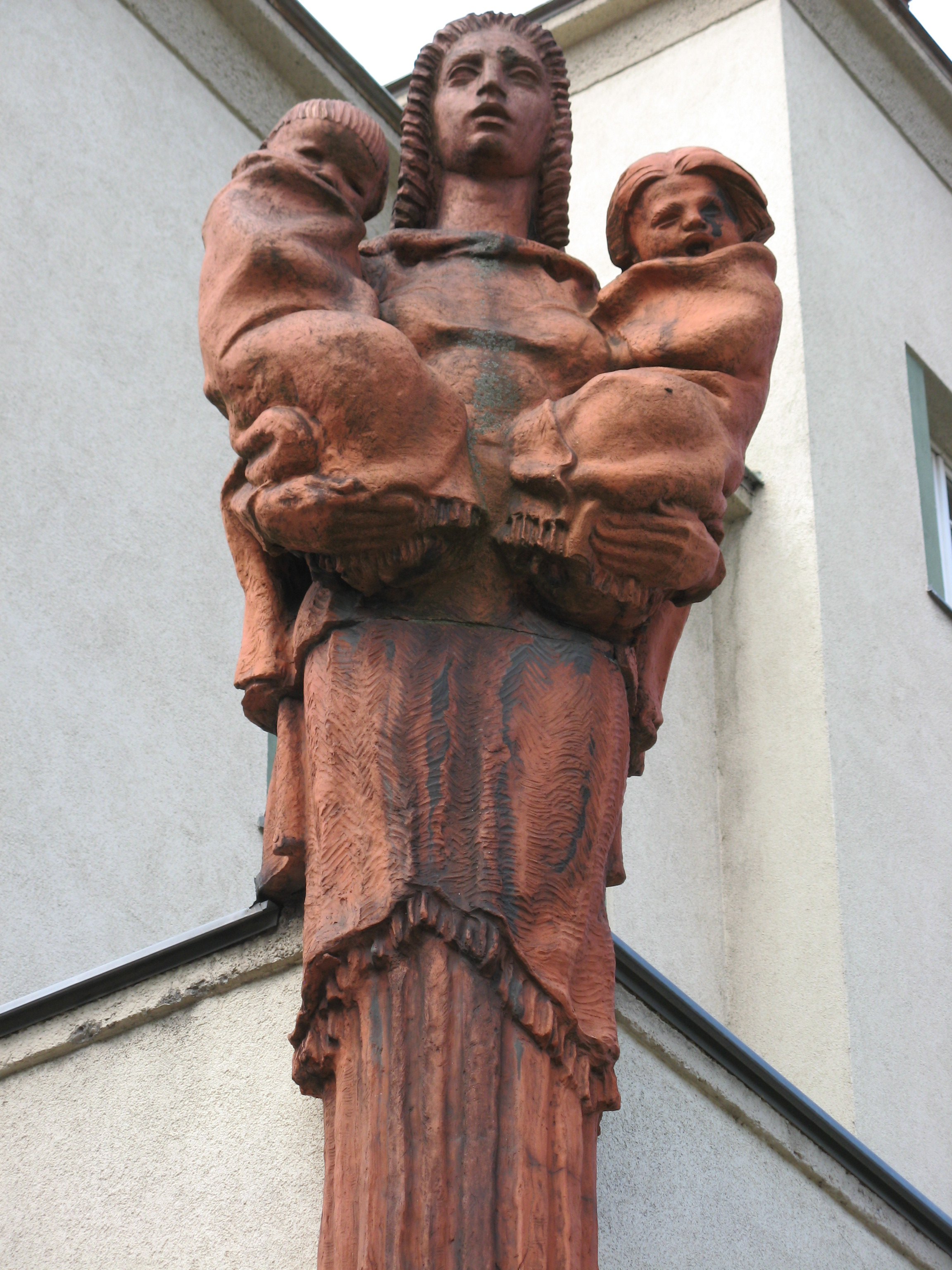
Mutter mit Kindern von Josef Riedl
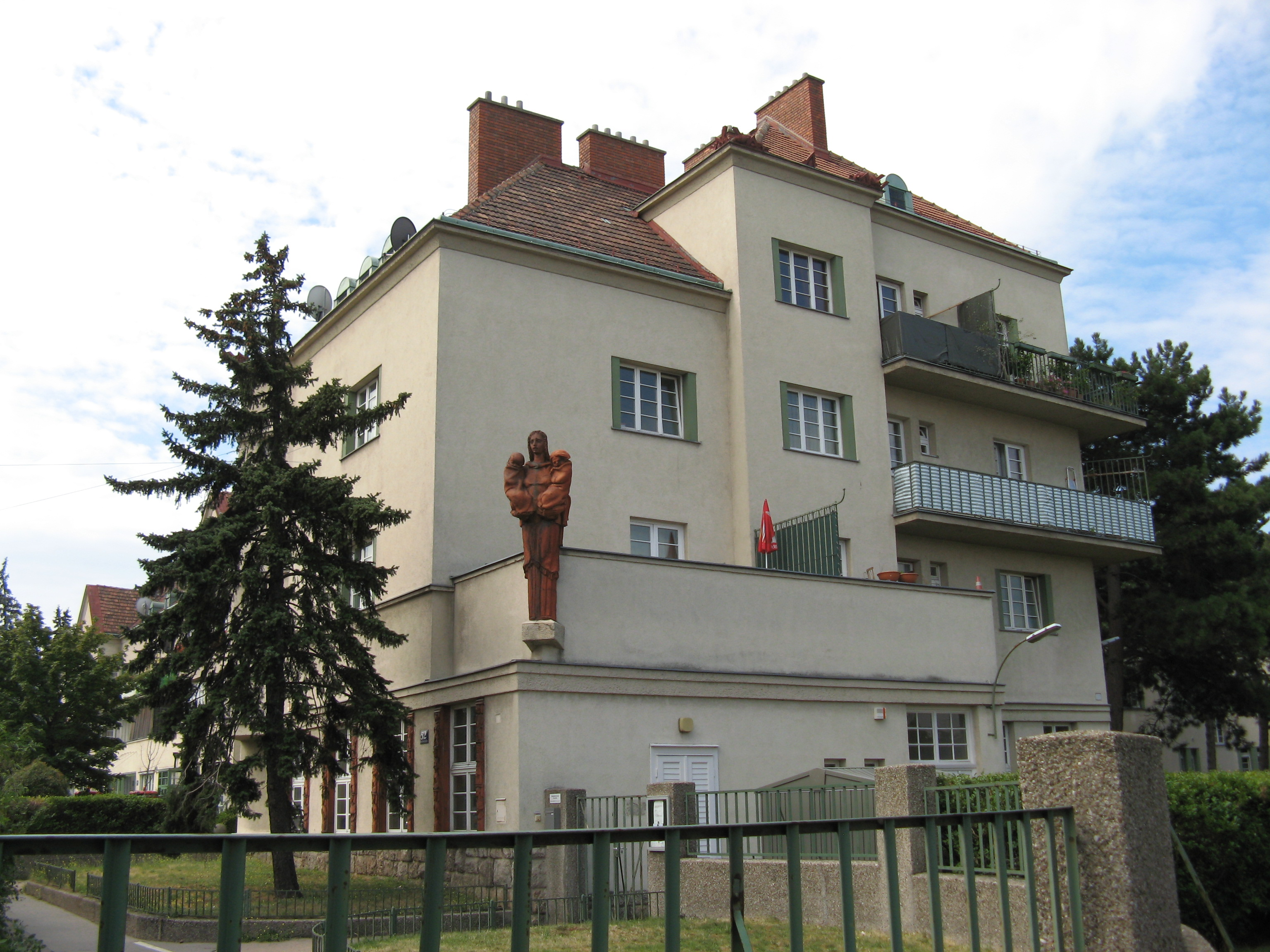
Ehemalige Mütterberatung
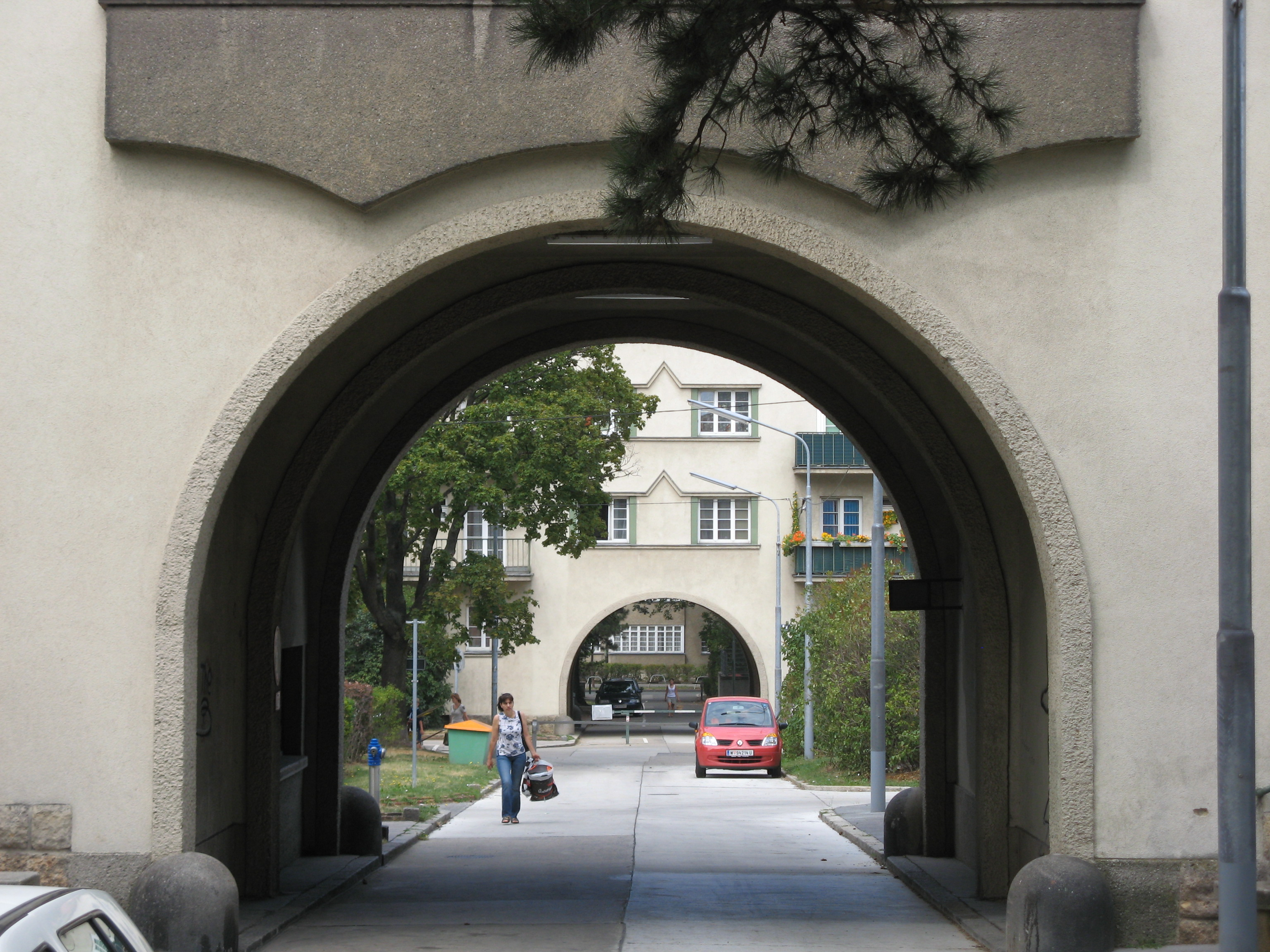
Durchgang Birkenhof / Fliederhof
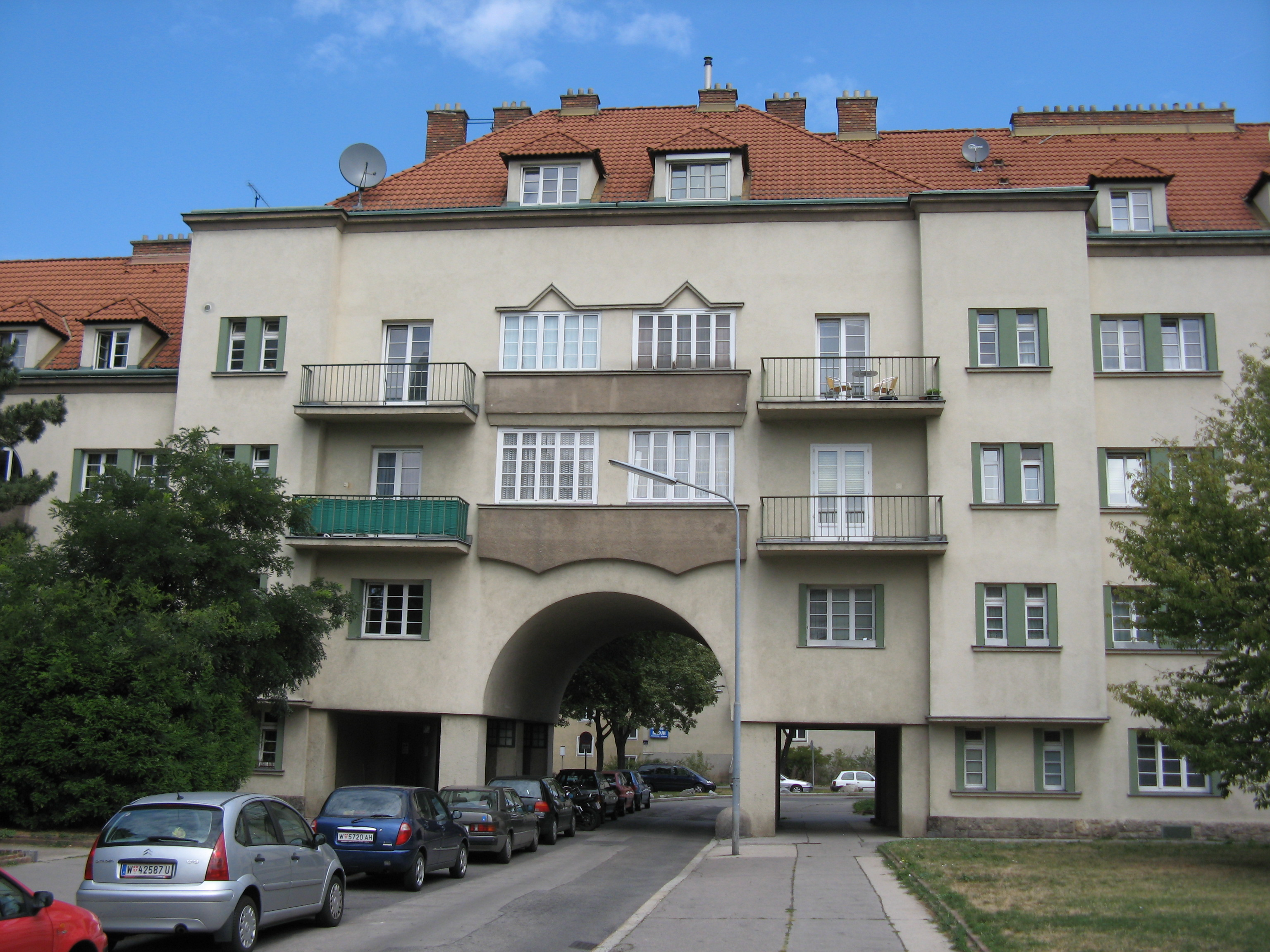
Fliederhof

#### Vor Nr. 52: Spinnerin am Kreuz
Vor Nr. 52 befindet sich das wahrscheinlich bekannteste und auch älteste Bauwerk Favoritens, die spätgotische Bildsäule der Spinnerin am Kreuz. Auf einem stufenförmigen Fundament erhebt sich eine quadratische, 16 Meter hohe Säule, die auf jeder Seite Figurengruppen aus Stein trägt. Es handelt sich um die Geißelung Christi, seine Dornenkrönung, eine Ecce Homo-Darstellung und Christus am Kreuz zwischen Maria und Johannes. Darüber erheben sich Fialen, Strebebögen und Spitztürmchen mit Steinrosetten und Wasserspeiern, die schließlich von einem Steinkreuz bekrönt werden.
Der Vorgängerbau der heutigen Säule wurde 1379 von Dombaumeister Michael Knab errichtet. Sie wurde aber 1446 von den Ungarn unter Johann Hunyadi fast völlig zerstört. Deswegen beauftragte die Stadt Wien den Dombaumeister Hans Puchsbaum 1451/52 mit einer neuen Bildsäule. Nach mehreren Restaurierungen konnten die wertvollen Plastiken an der stark befahrenen Straße den Schäden durch die Autoabgase nicht länger ausgesetzt werden, und man übergab die Originale dem Bezirksmuseum Favoriten, während auf der Triester Straße Kopien aufgestellt wurden.
Mit dem Bauwerk verknüpfen sich verschiedene Sagen, deren bekannteste von der Frau eines Kreuzfahrers berichtet, die hier von der Höhe des Wienerberges gegen Süden nach ihrem heimkehrenden Mann Ausschau hielt und während des Wartens spann.
Bereits 1296 wird von einem stainern kreucz ob meurling berichtet, 1650 sprach man vom Kreutz am Wiennerperg, 1709 von der Bildsäulen auff dem Wienner-Berg, vulgo die Creutz-Spinnerin oder Spinnerin-Creutz, bis 1804 die heutige Bezeichnung belegt ist. Hier befand sich lange Jahre (bis 1868) eine der zwei Hinrichtungsstätten am Wienerberg.

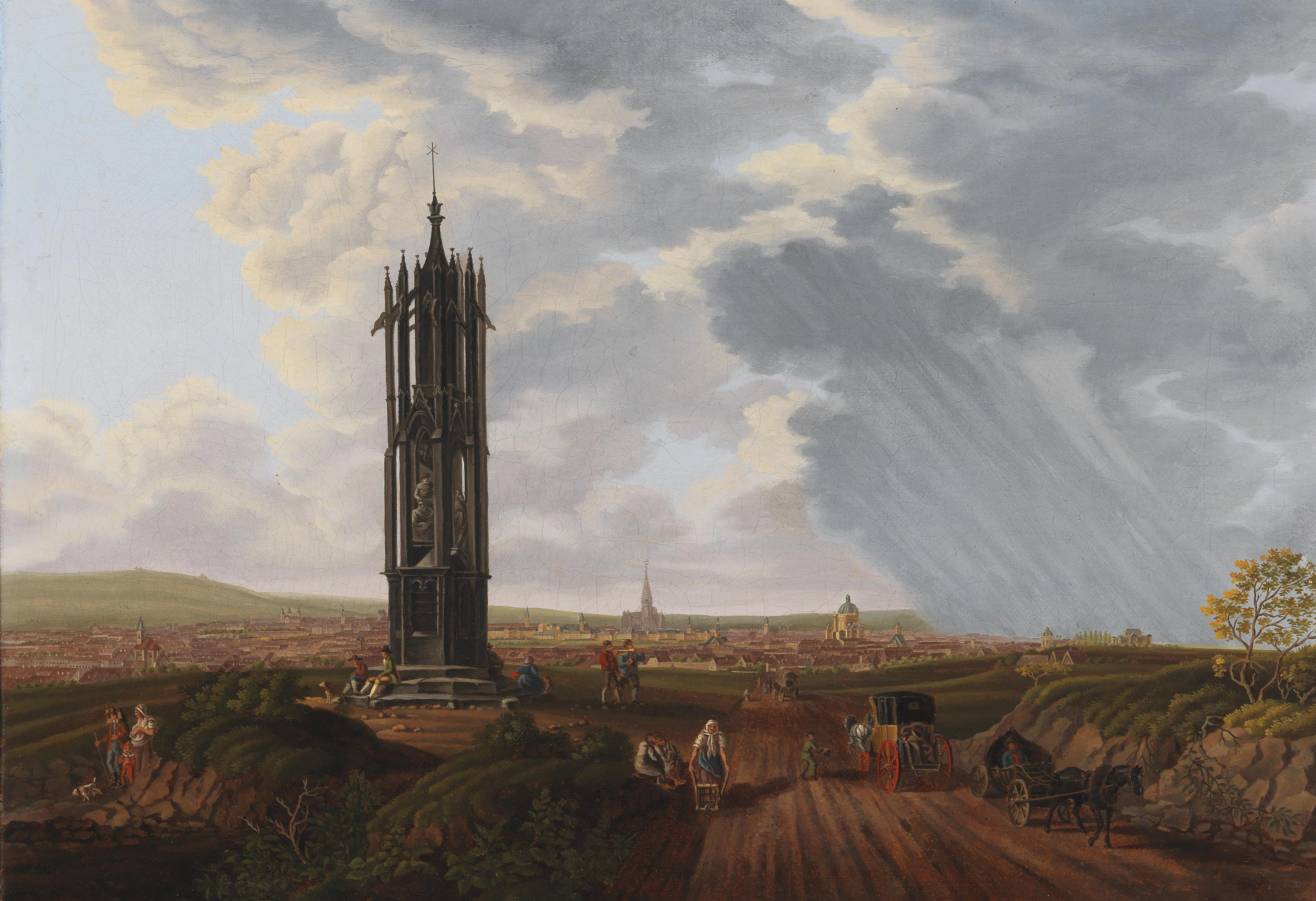
Um 1840
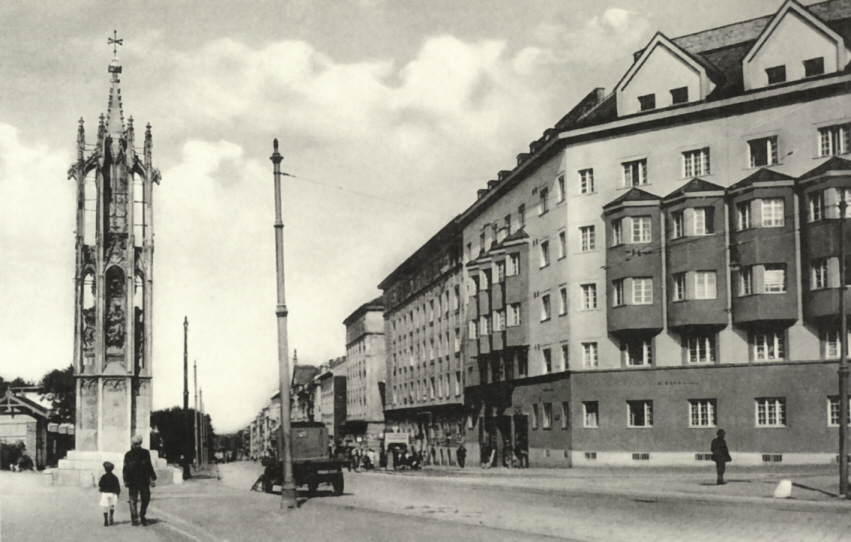
Foto von 1933
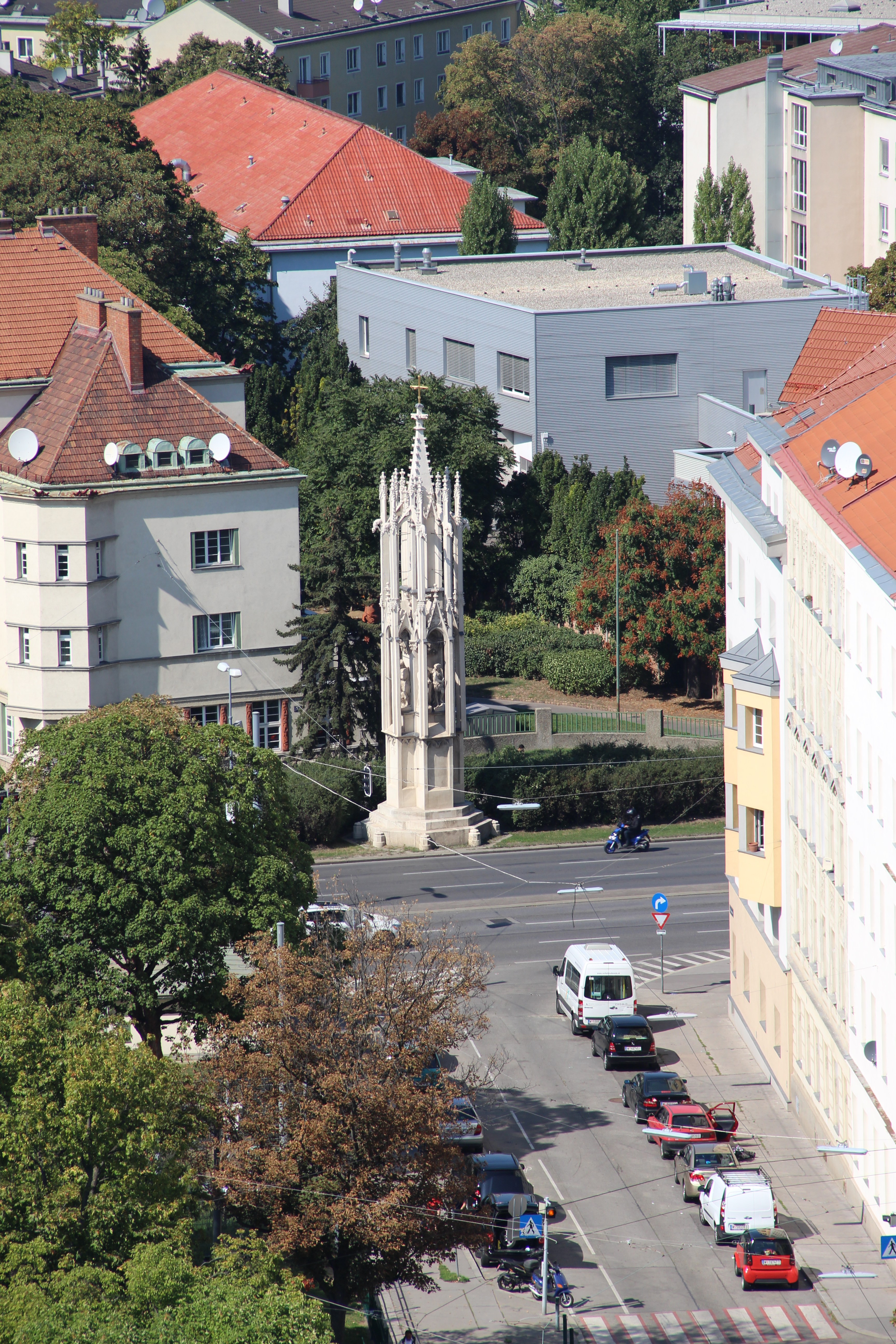
Windtenstraße
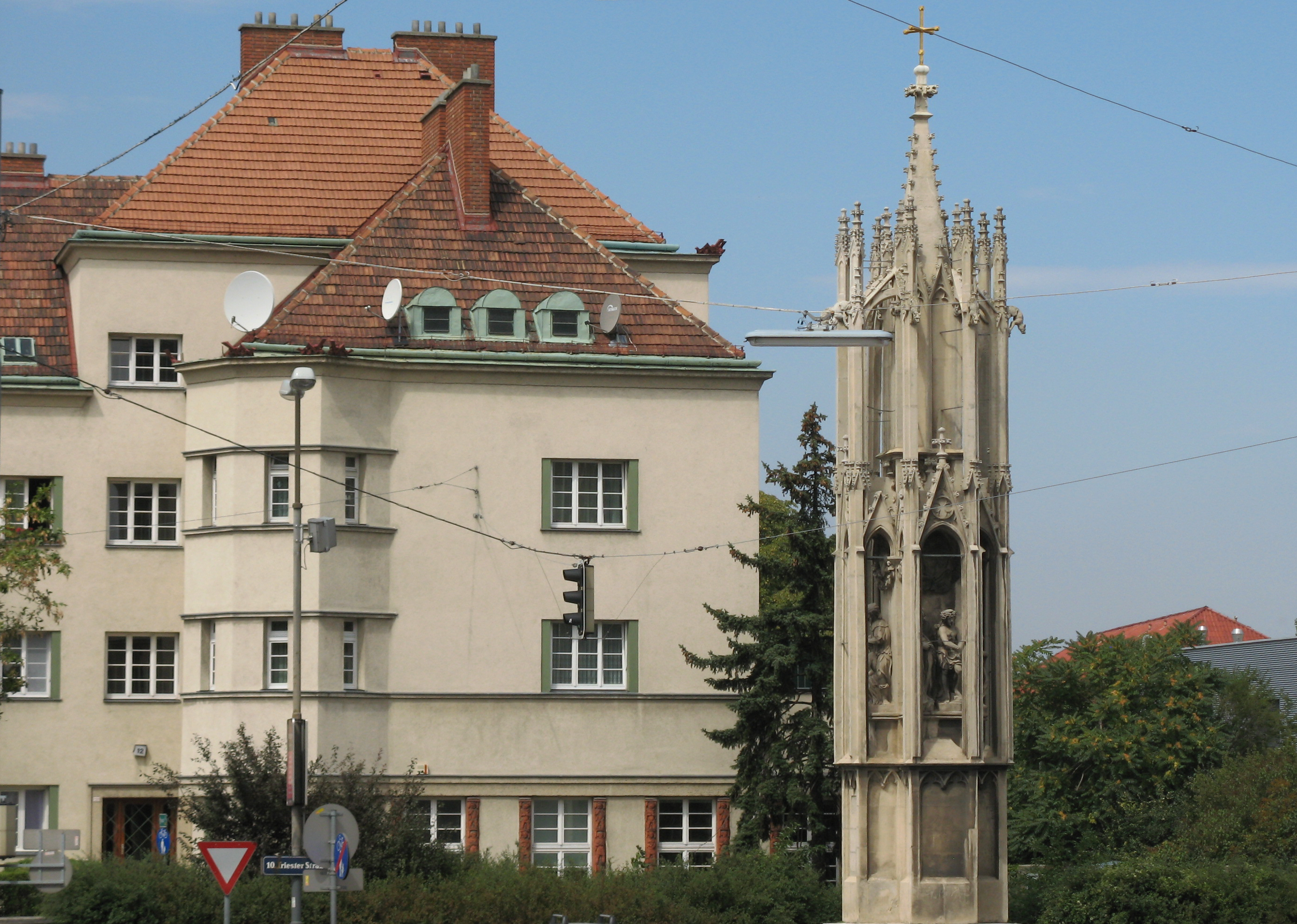
Spinnerin mit George-Washington-Hof
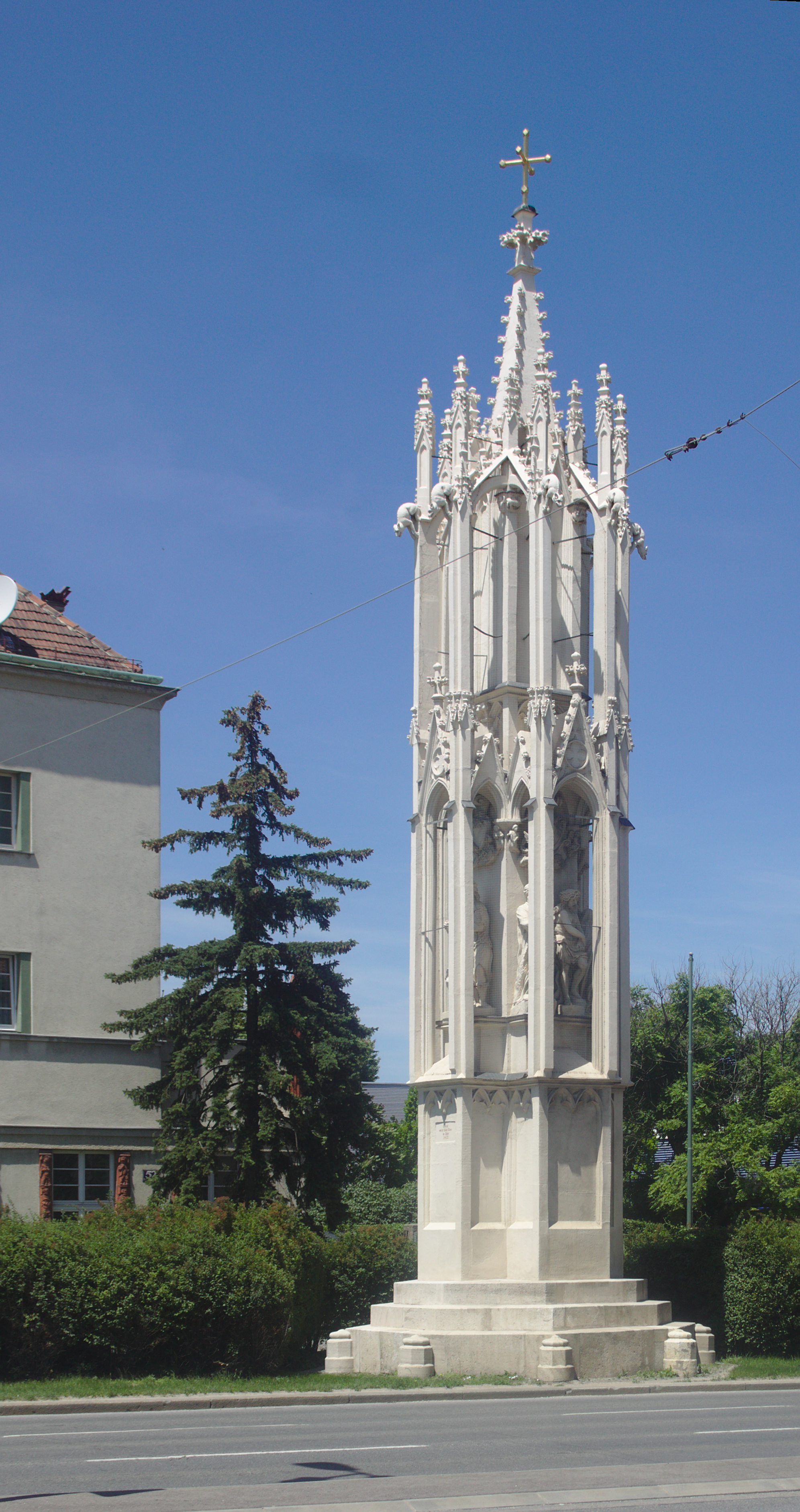
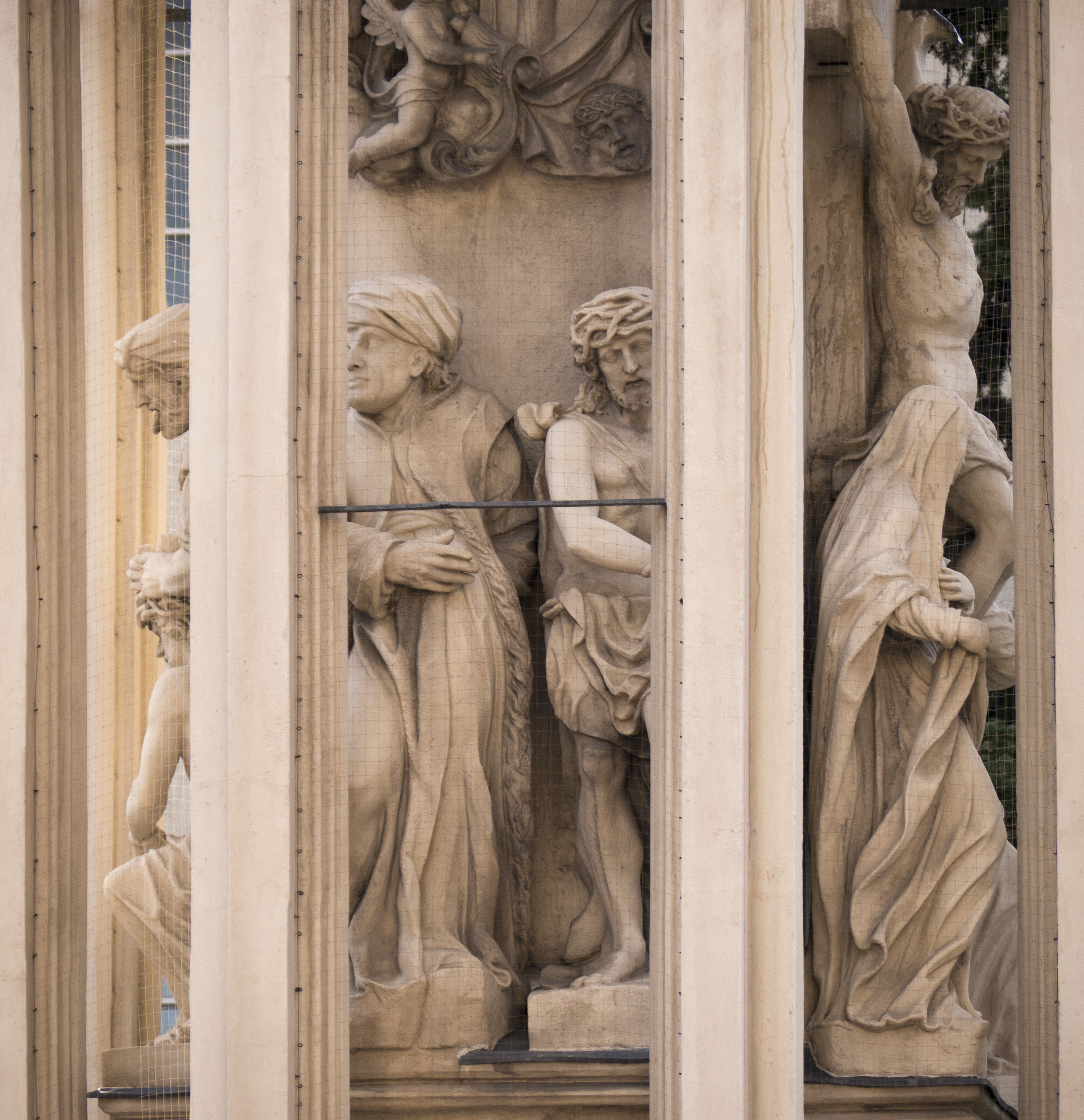
Ostseite
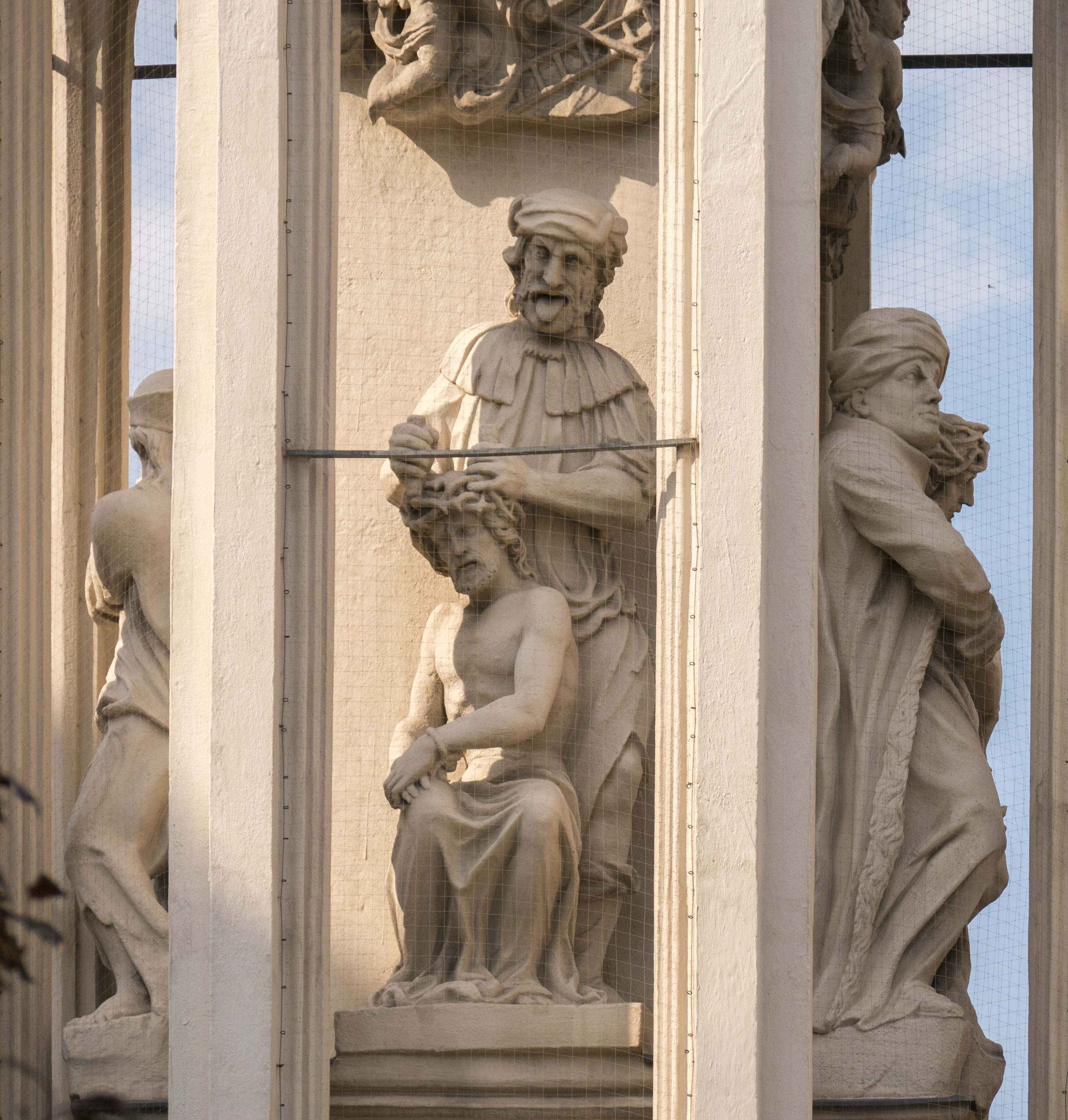
Südseite
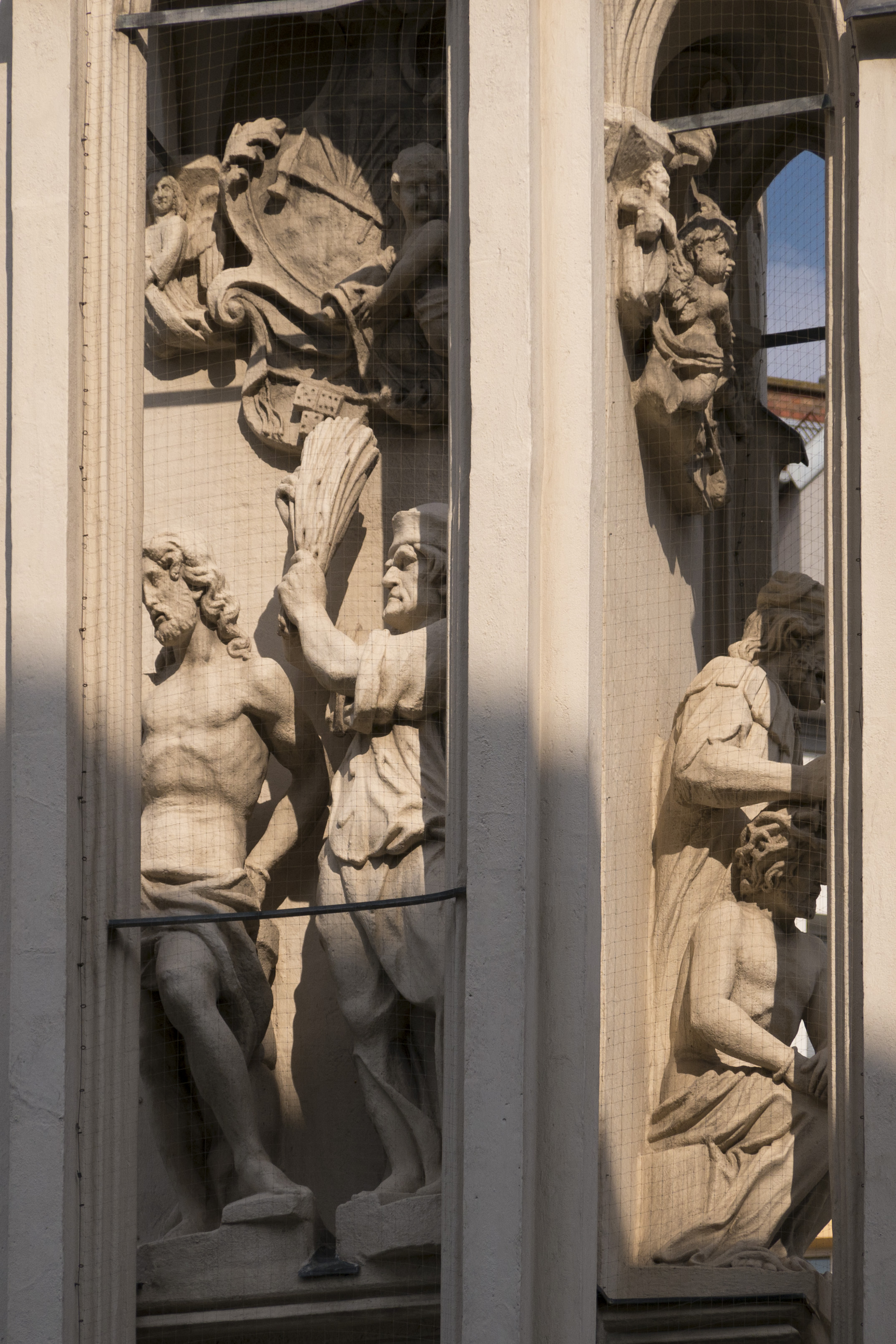
Westseite
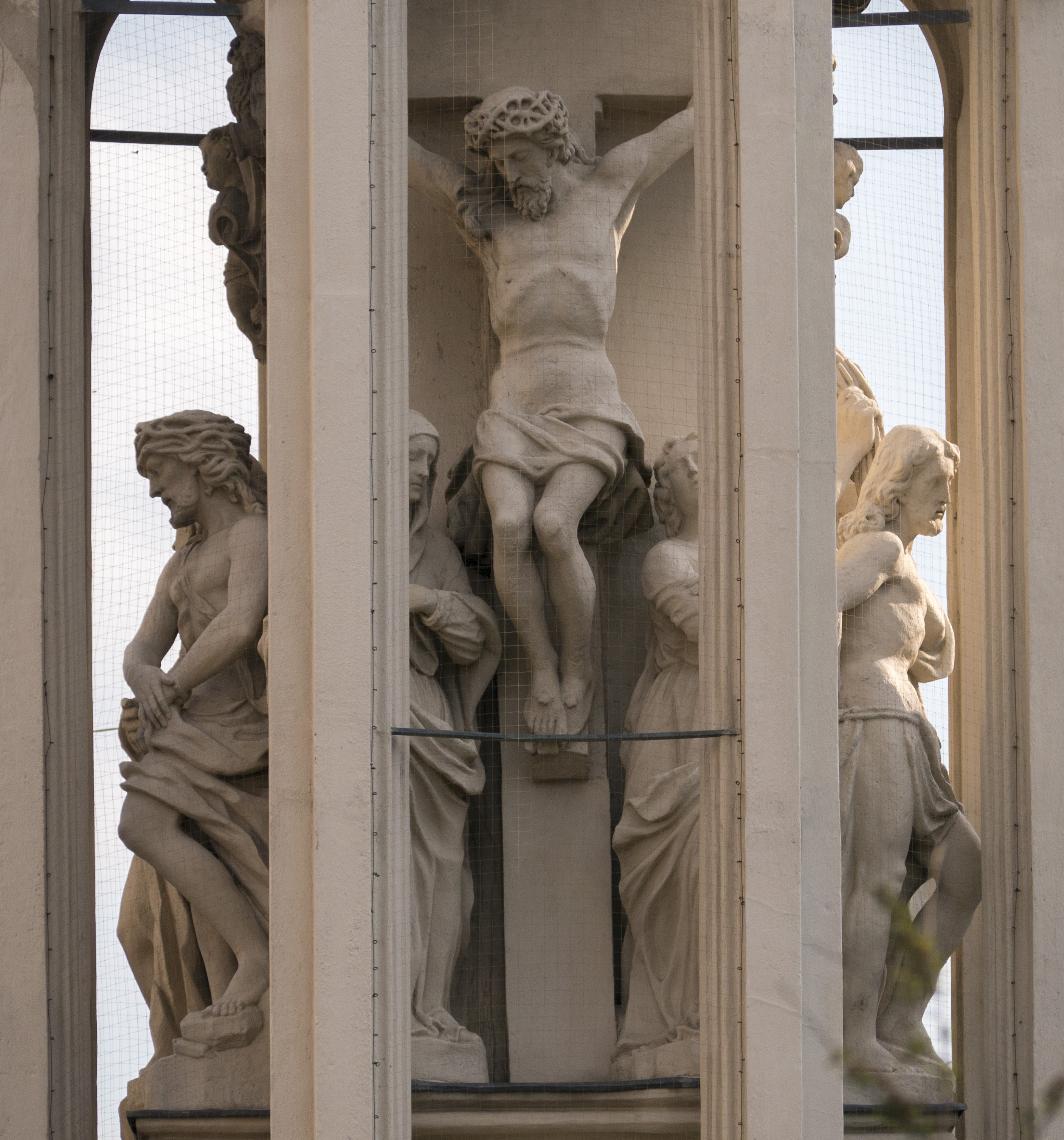
Nordseite
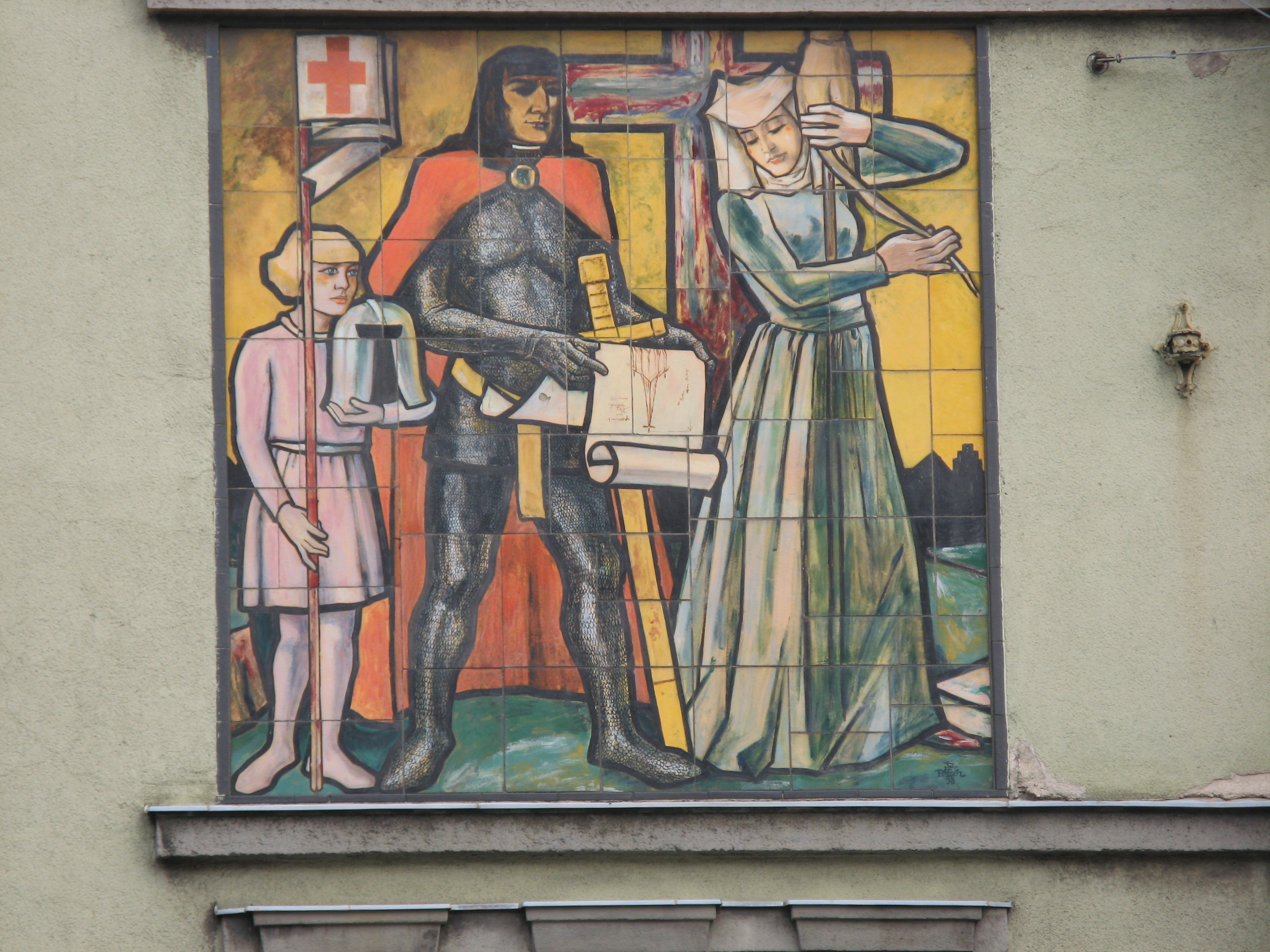
Kachelbild der Sage um 1938, Triester Straße 85

#### Nr. 57–65: Viktor-Adler-Hof

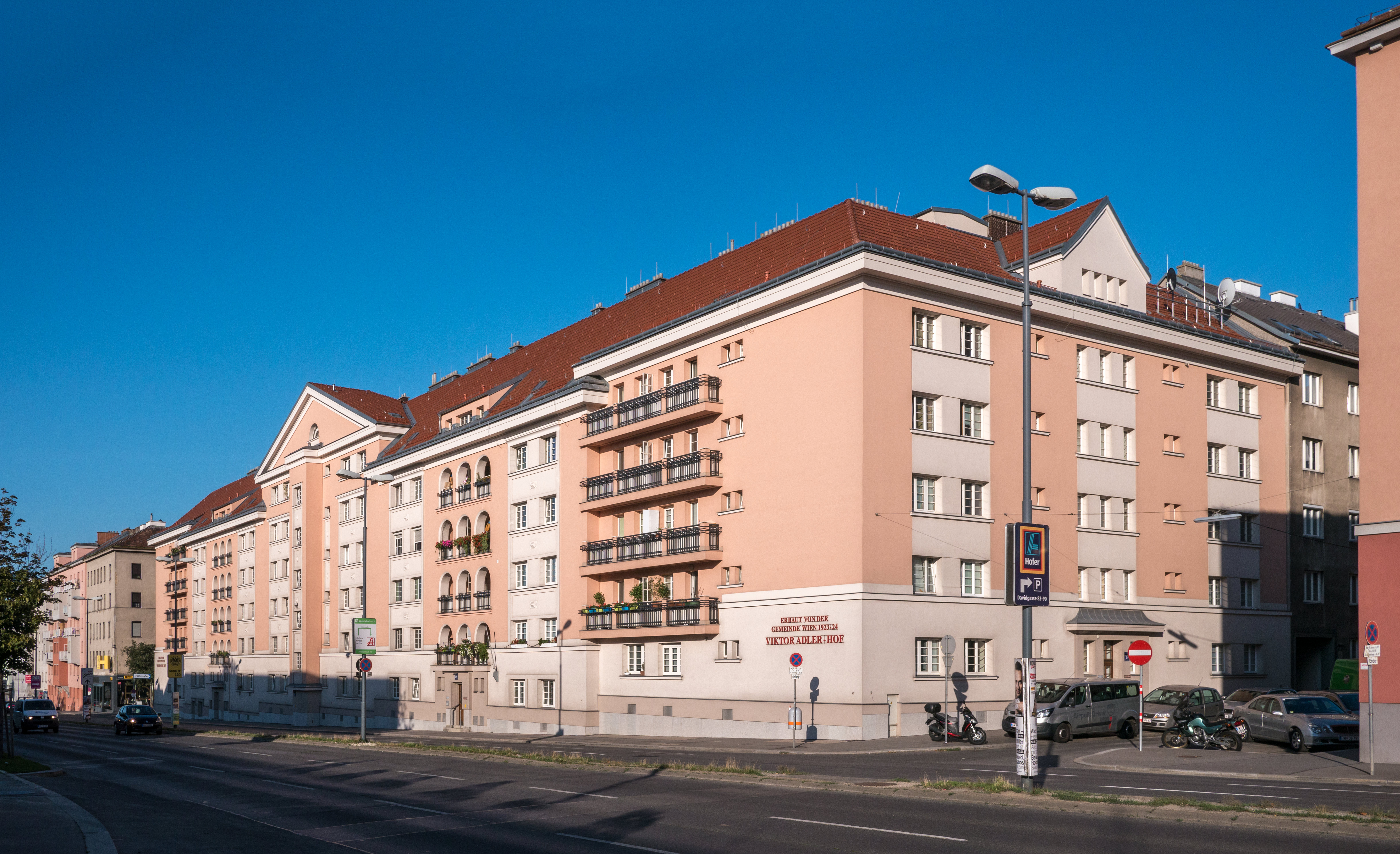
Viktor-Adler-Hof (1923)

1923 wurde nach Plänen des Architekten Engelbert Mang die städtische Wohnhausanlage Viktor-Adler-Hof mit 111 Wohnungen erbaut. Die Anlage ist streng symmetrisch errichtet und weist einen höheren, giebelbekrönten Mittelrisalit, breite Rundloggien und Balkongruppen auf. 1923–1928 wohnte hier der spätere Wiener Bürgermeister Felix Slavik als Bursch. Zur Zeit der Erbauung überragte der Viktor-Adler-Hof alle anderen Gebäude an der linken Straßenseite der Triester Straße und dominierte die Umgebung. An der stadtzentrumsseitigen Ecke der Anlage mündet die Troststraße mit Haus Nr. 125 in die Triester Straße. Bis hierher verkehrte ursprünglich die Straßenbahn.

#### Nr. 75–77: Gemeindebau
Diese städtische Wohnhausanlage entstand 1929 nach Plänen von Karl Fischl. Die Eckverbauung zur Windtenstraße ist abgeschrägt und wird von zweigeschoßigen Spitzerkern und Spitzgiebeln akzentuiert. Die Anlage umfasst 45 Wohnungen. Es handelt sich um das einzige bekannte Bauwerk des Architekten aus der Zwischenkriegszeit.

#### Nr. 83: Wasserturm und Hebewerk Favoriten
Auf der Höhe des Wienerberges, gegenüber dem George-Washington-Hof, befindet sich östlich der Triester Straße das Areal des Wasserturms und des Hebewerks Favoriten zwischen Windtenstraße und Raxstraße. Der Wasserbehälter Wienerberg der I. Wiener Hochquellenwasserleitung reicht bis zur Triester Straße, wo sich unterirdisch ein Wasserreservoir aus dem Jahr 1873 mit mächtigen Kreuzgratgewölben auf massiven Pfeilern befindet. An der Straße ist das Einlaufbauwerk zu sehen, das eine repräsentative Hausteinfassade in Neorenaissanceformen zeigt.

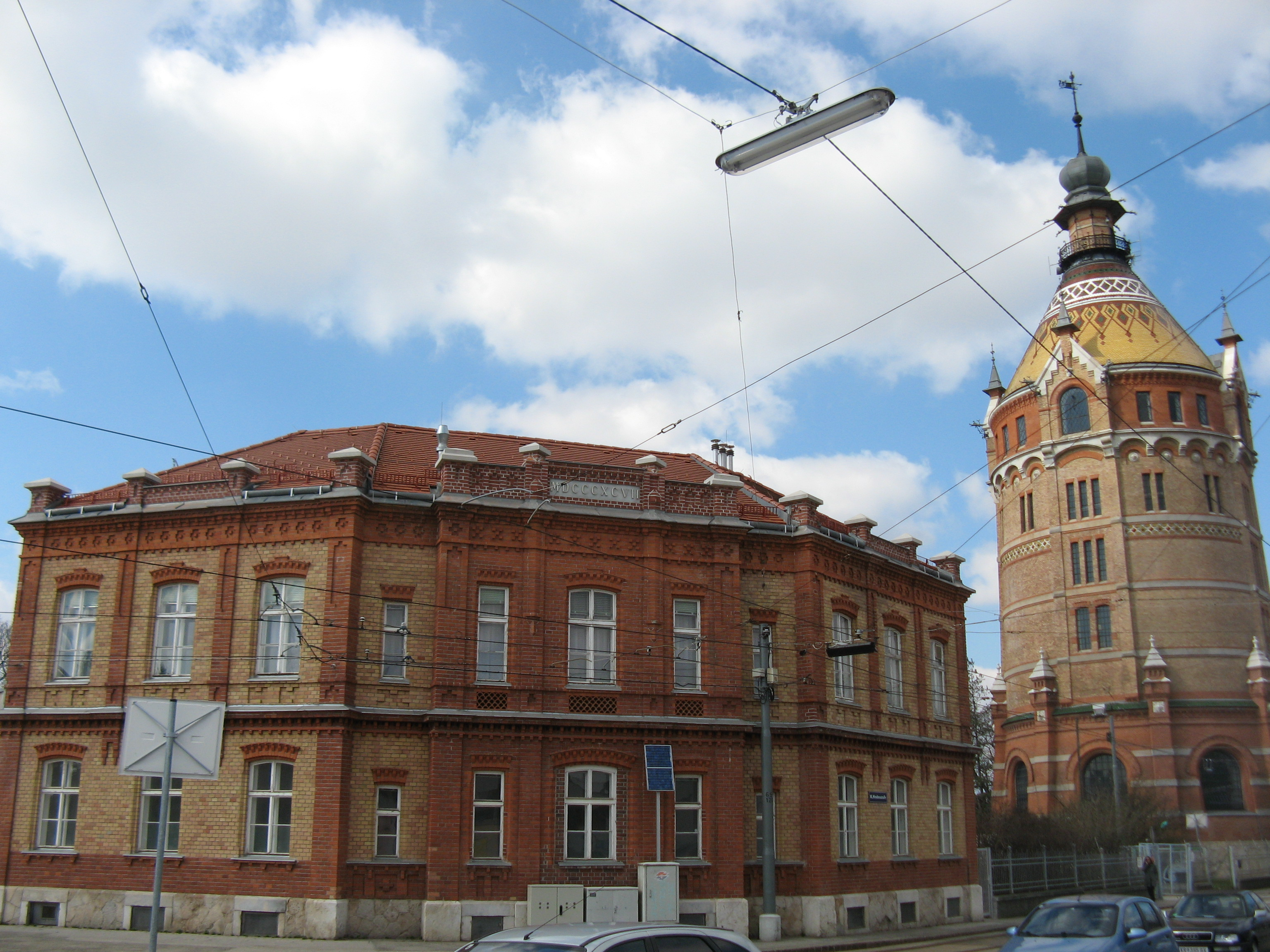
Verwaltungsbau und Wasserturm
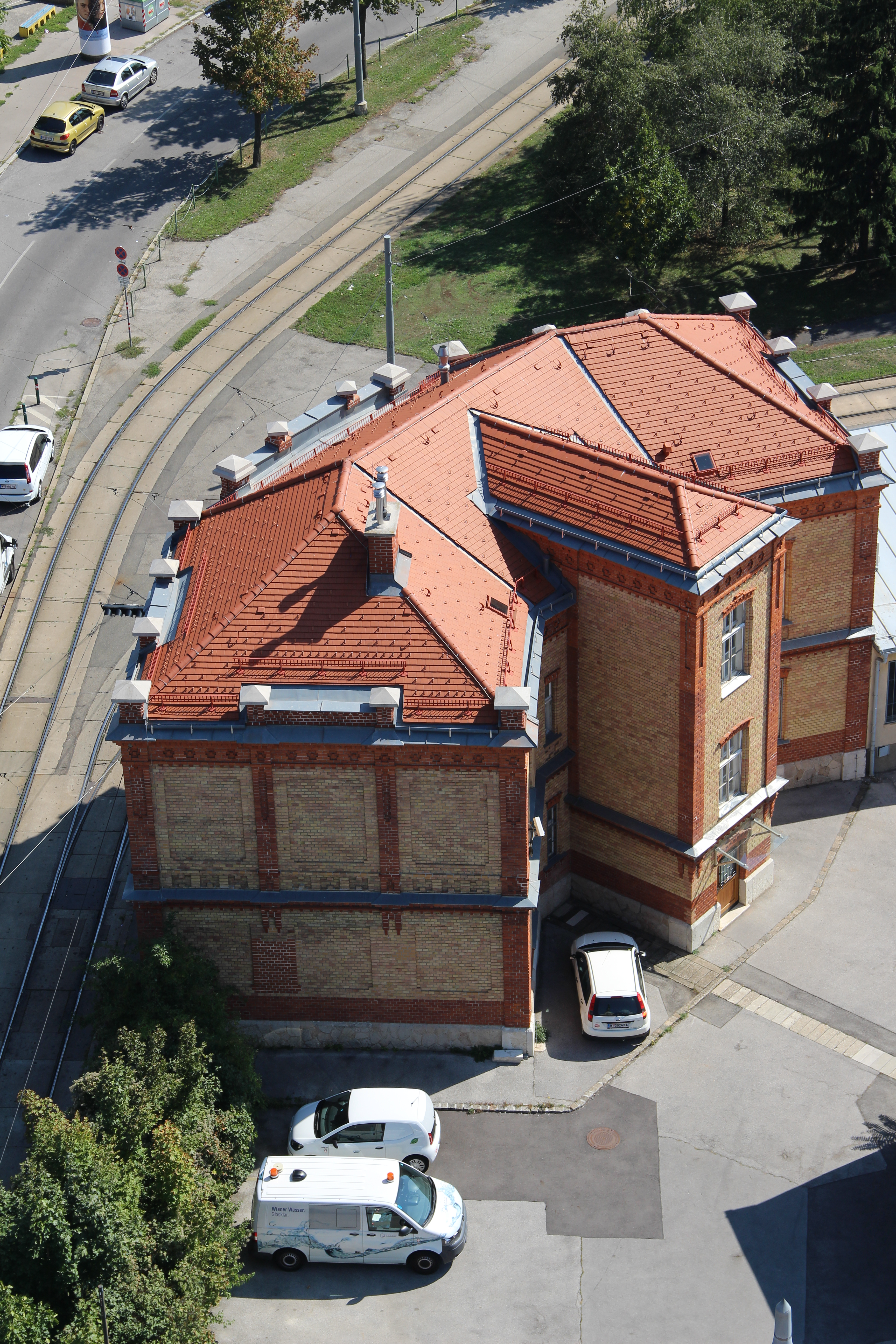
Verwaltungsbau
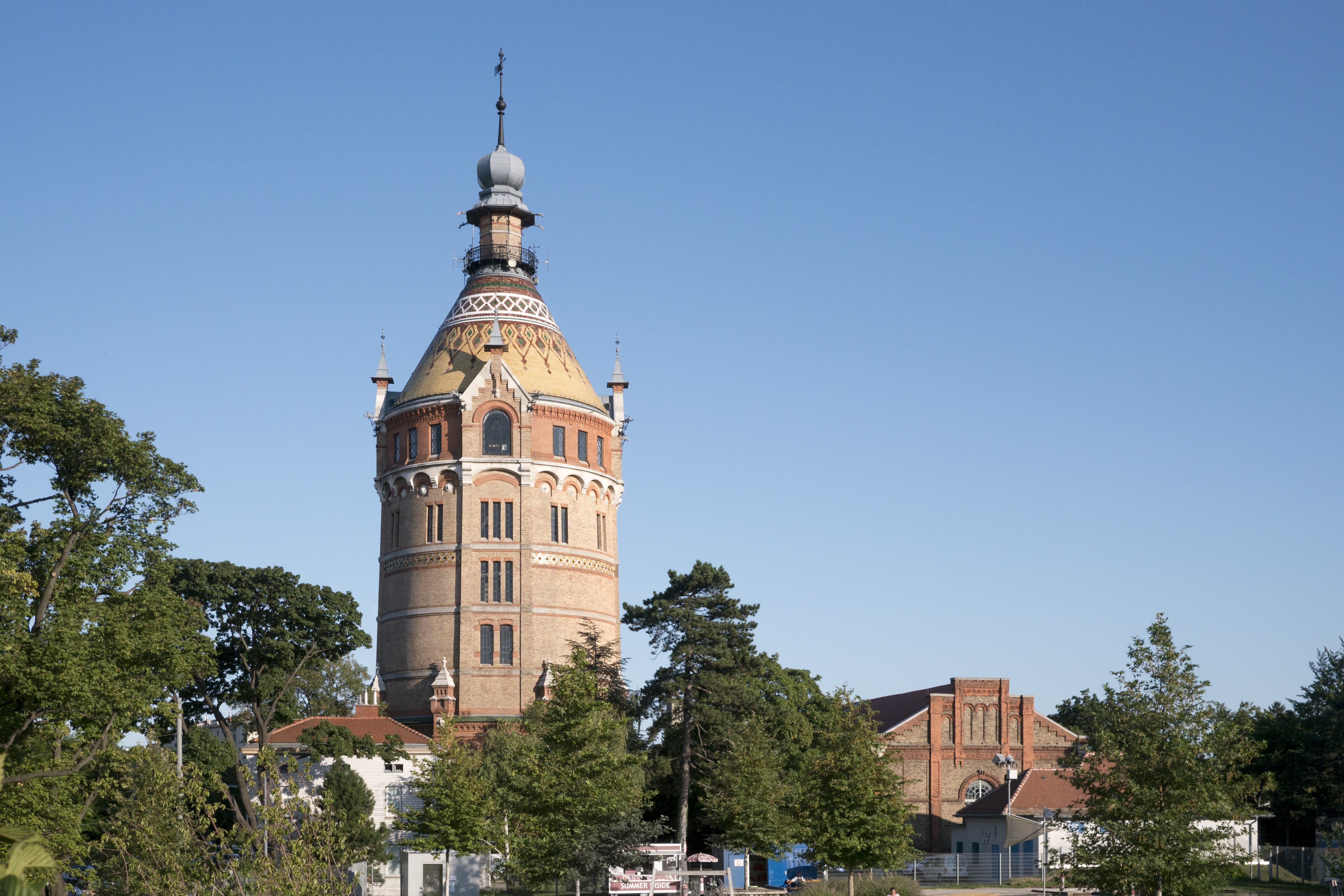
Wasserturm
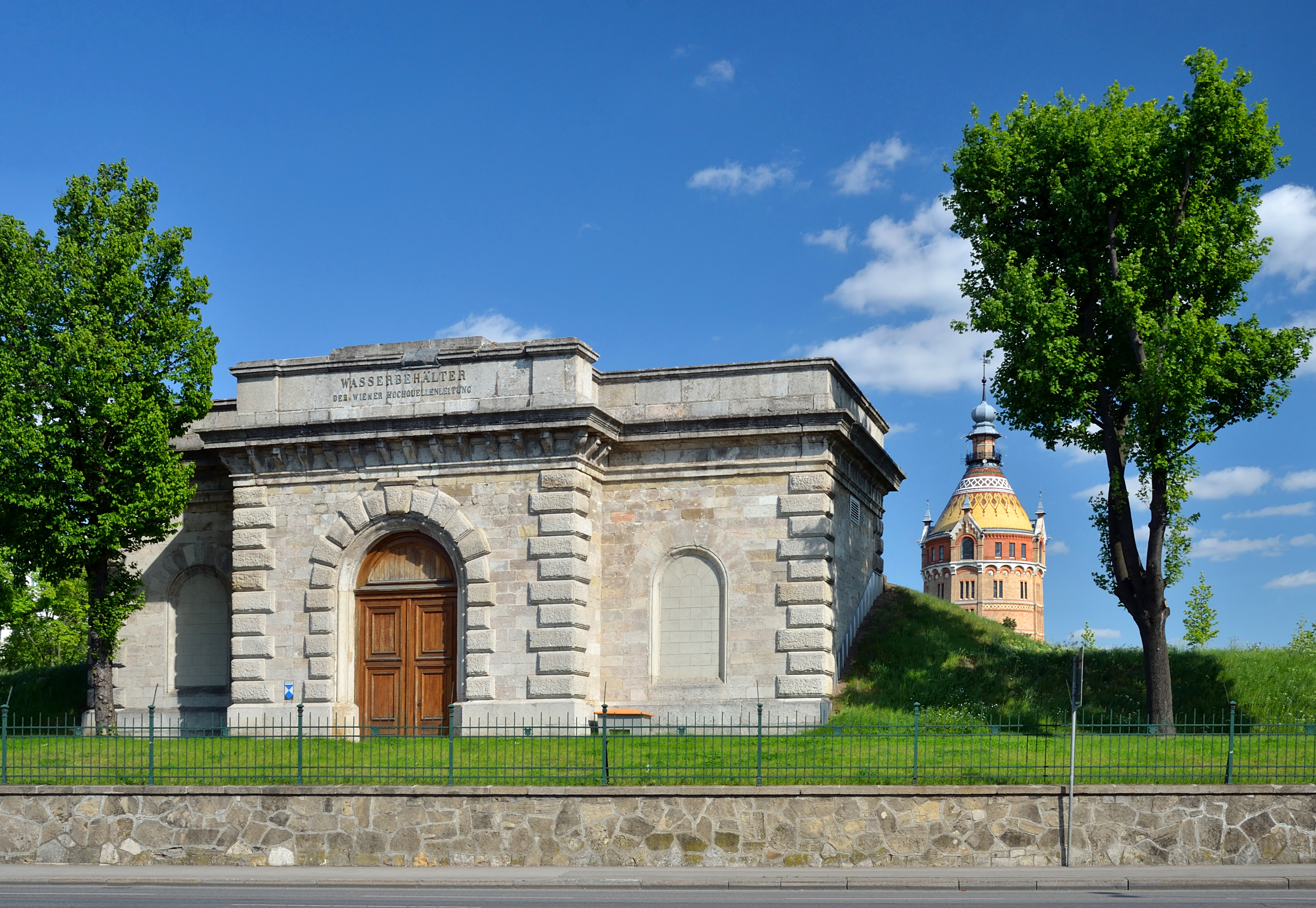
Einlaufbauwerk
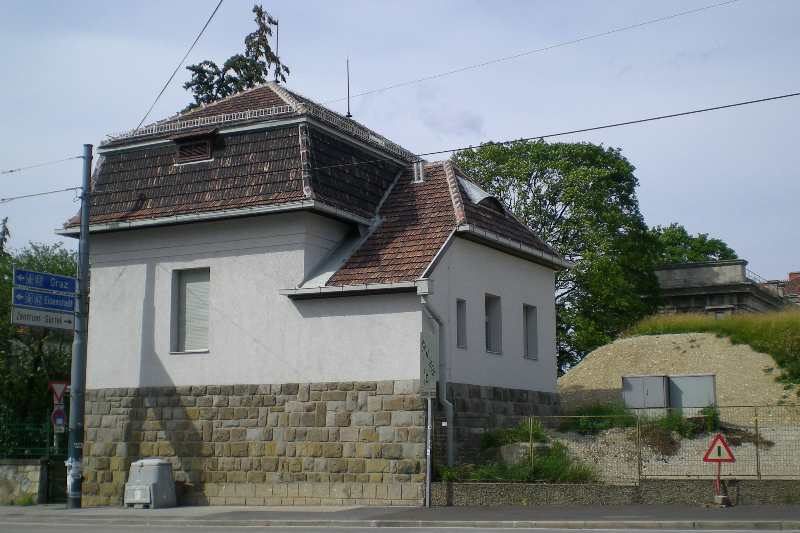
Wasserschule
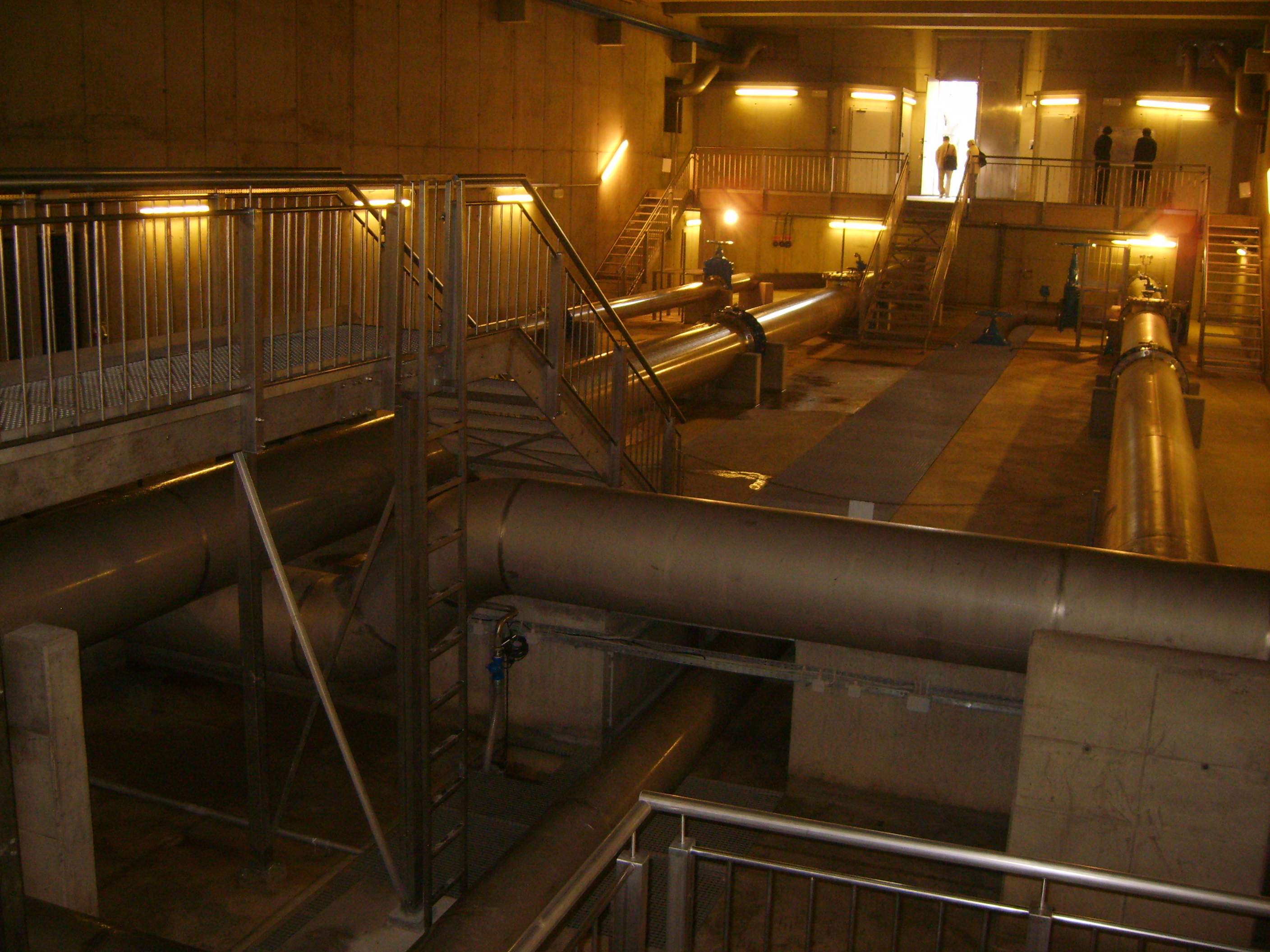
Wasserbehälter innen
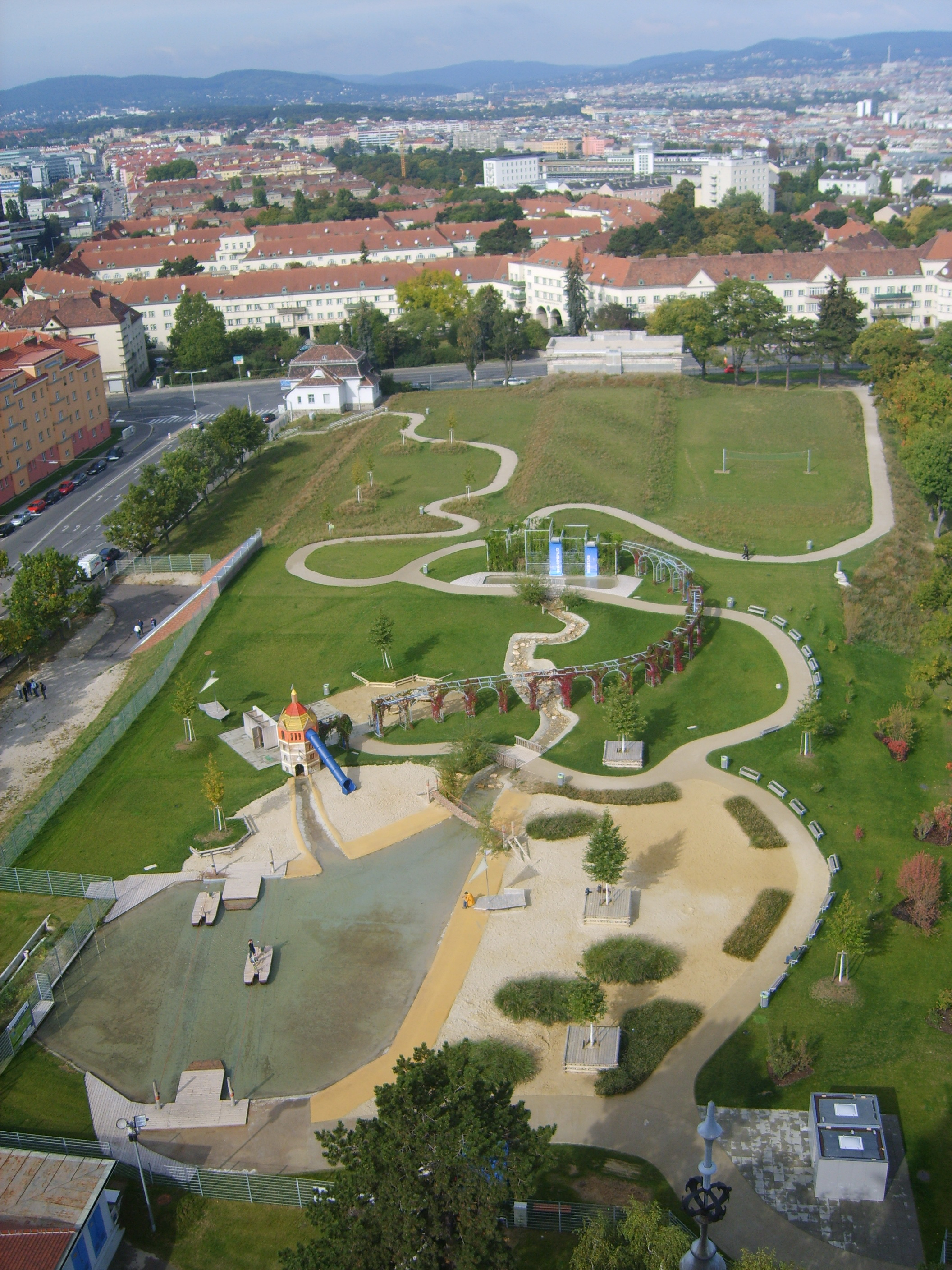
Wasserwelt
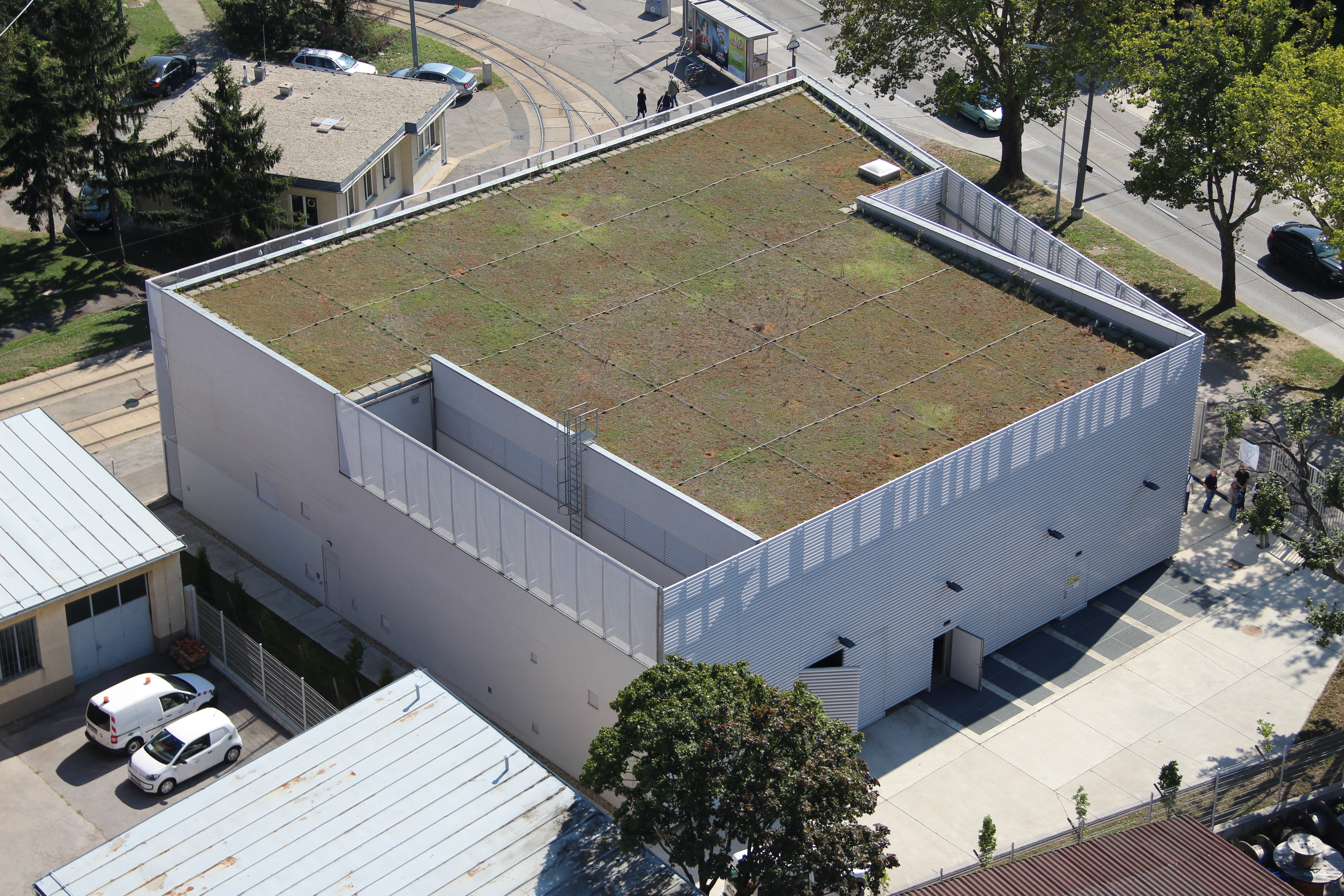
Umspannwerk Wienerberg

#### Nr. 85: Gemeindebau

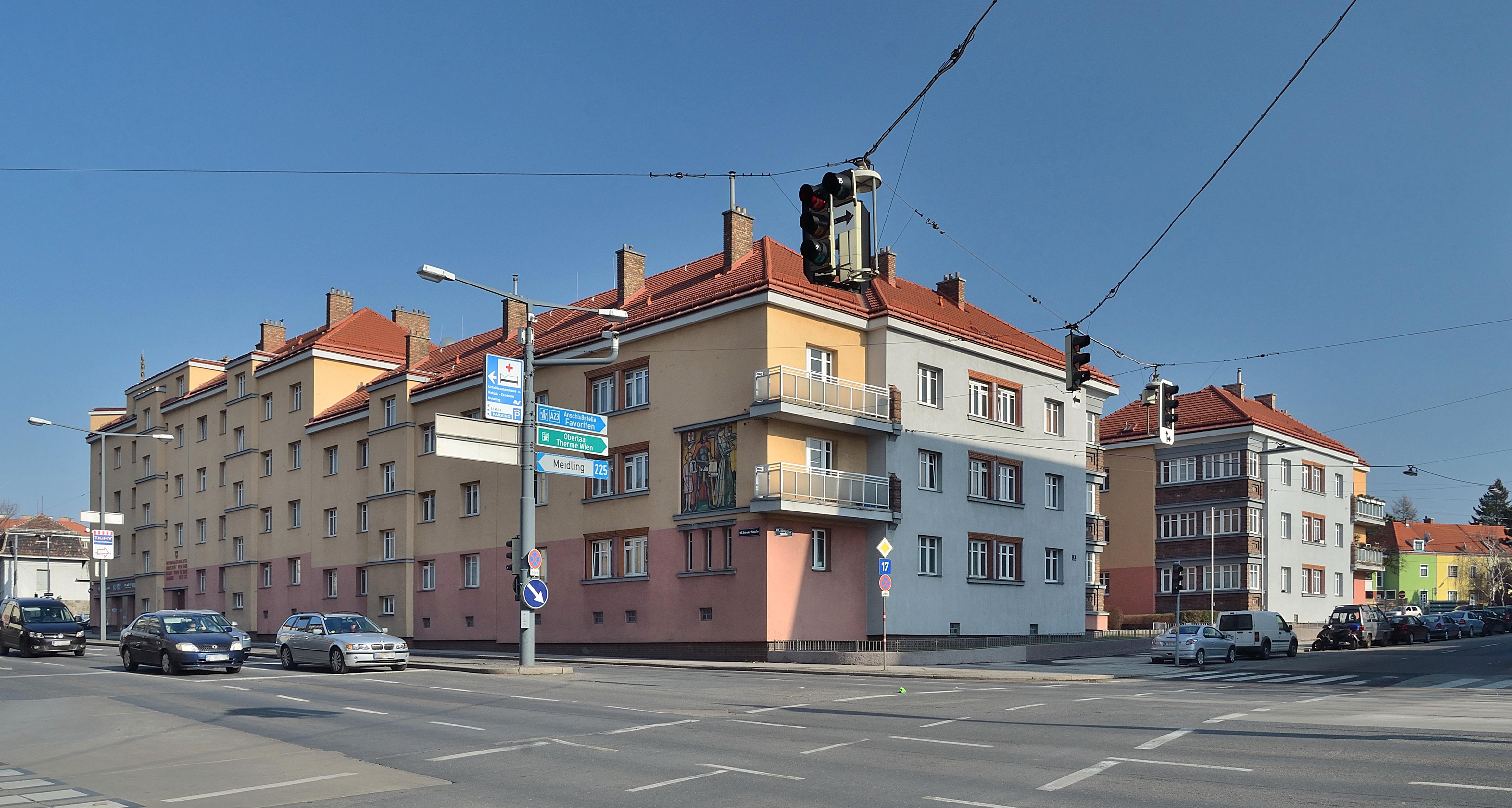
Triester Straße 85 (1932/33)

Diese städtische Wohnhausanlage mit 153 Wohnungen stammt aus den Jahren 1932 / 1933 und wurde nach Plänen der Architekten Silvio Mohr und Robert Hartinger erbaut. Es handelt sich um eine Blockverbauung um einen zur Altdorferstraße hin offenen Hof, der dort sparsamen Majolikadekor trägt. An der Seite zur Triester Straße befindet sich ein großes Kachelbild aus dem Jahr 1938 mit der Darstellung der Sage von der Spinnerin am Kreuz. Die Anlage wurde 2008 / 2009 renoviert.

### Von der Wienerbergstraße ins Liesingtal
Von der Höhe des Wienerbergs, wo sich westlich der Triester Straße in geringer Entfernung die Wienerberg City mit ihren markanten Hochhäusern befindet, senkt sich die Straße ins Wiener Becken und erreicht es beim Liesingbach, den die Straße beim Bahnhof Inzersdorf der Badner Bahn überquert.

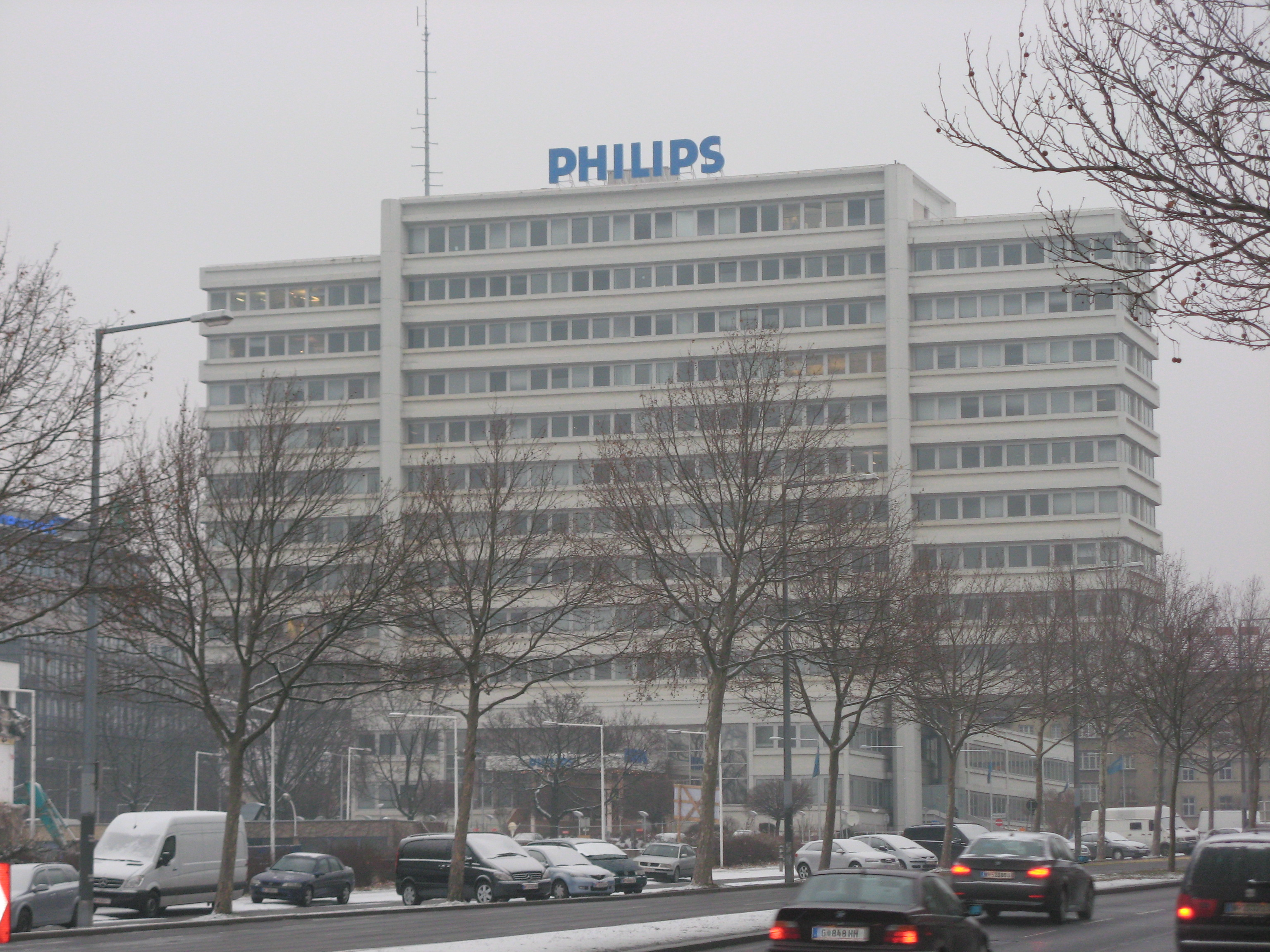
Ehemaliges Philips-Haus

#### Nr. 64–66: Philips-Haus
An der südlichen Kante des Wienerbergs erhebt sich, weithin sichtbar, das sogenannte Philipshaus, ein früheres Bürogebäude der Firma Philips, das 1962–1964 und 1969 / 1970 nach Plänen des Architekten Karl Schwanzer errichtet wurde. Zwischen vier Stützen ist der Baukörper in markanter Form eingespannt. Bis zur Errichtung der benachbarten Wienerberg City mit ihren noch höheren Türmen war dieses Gebäude die Sichtdominante des südlichen Wienerberges. Im Juni 2016 wurde bekanntgegeben, dass das von Philips verkaufte Gebäude zu 135 Luxussuiten umgebaut werde. Das Haus wird seither unter dem Namen „PhilsPlace“ als Apartementhotel geführt.

#### Nr. 87: Autohaus Liewers
Der Architekt Rudolf Vorderegger errichtete 1955–1957 diesen qualitätvollen Bau, der teilweise noch originale Einrichtung besitzt.

#### Erholungsgebiet Wienerberg
Der kaum verbaute Südhang des Wienerbergs fungiert zu beiden Seiten der Triester Straße als Naherholungsgebiet. Die ehemalige Gstättn (Wienerisch für einen verwilderten Garten oder Platz) wurde dazu unter Nutzung der alten Ziegelteiche ausgebaut. Hier befinden sich auf der Ostseite Teiche und naturnahe Gebiete, während auf der Westseite ein Golfplatz, Sportplätze und ein Budo-Center liegen.

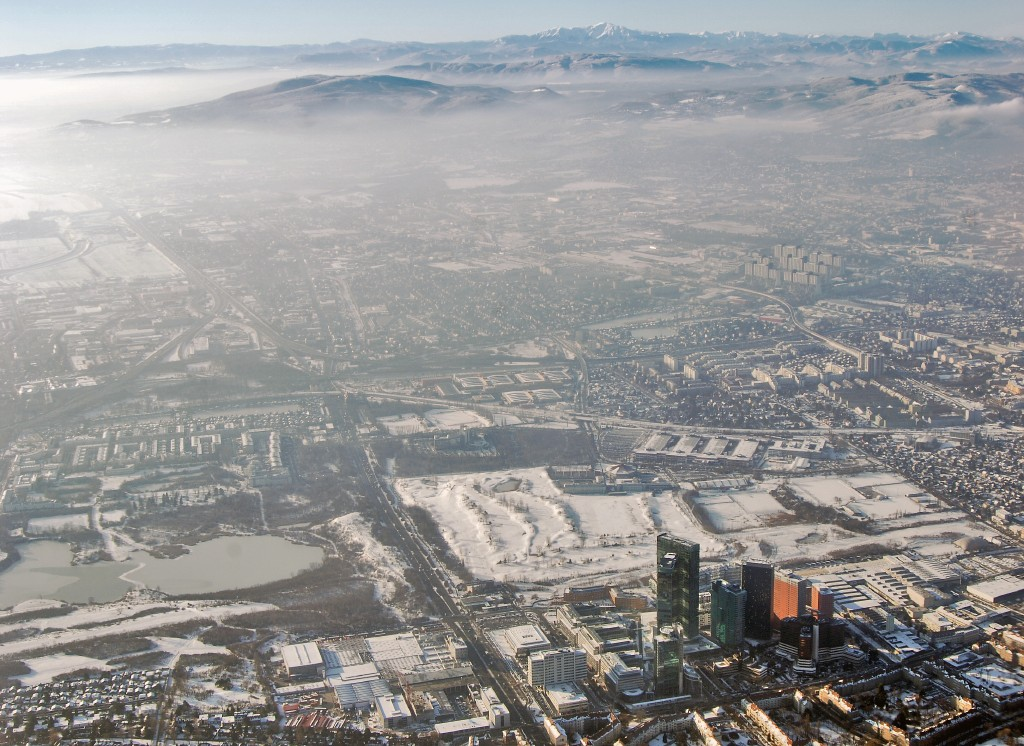
Südliches Wienerberggelände, in der Mitte die Triester Straße
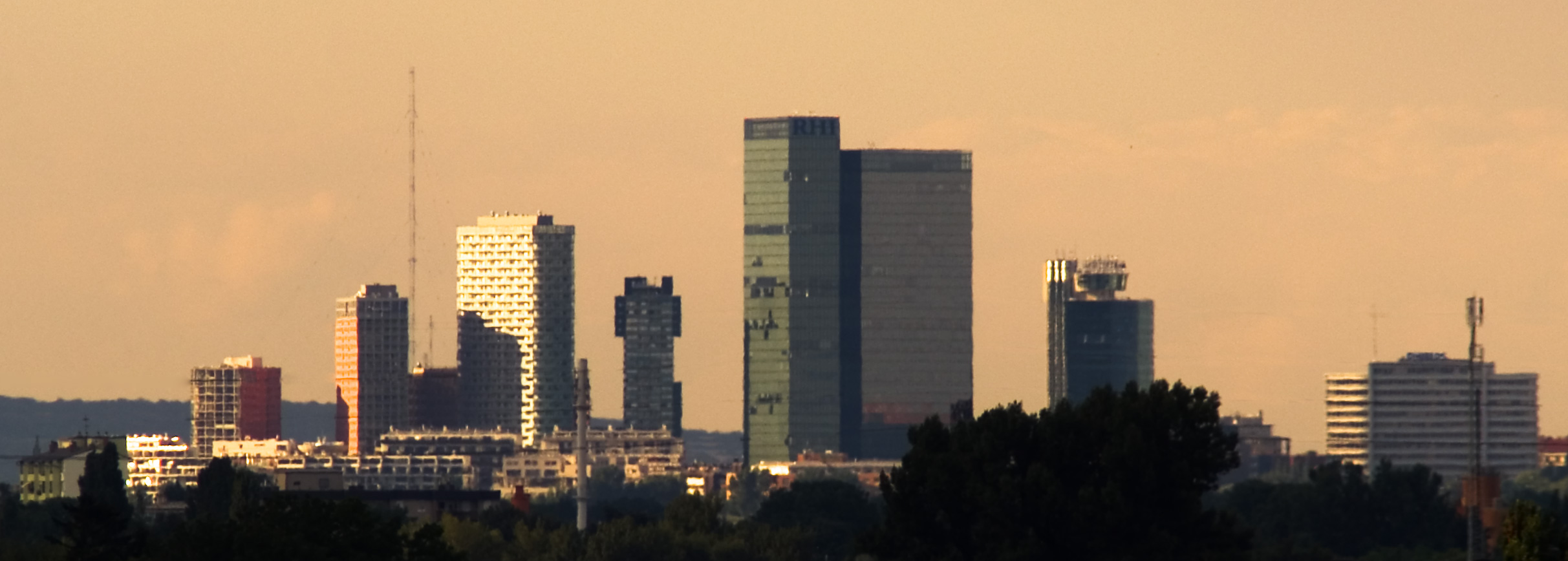
Wienerberg City und ehemaliges Philips-Haus
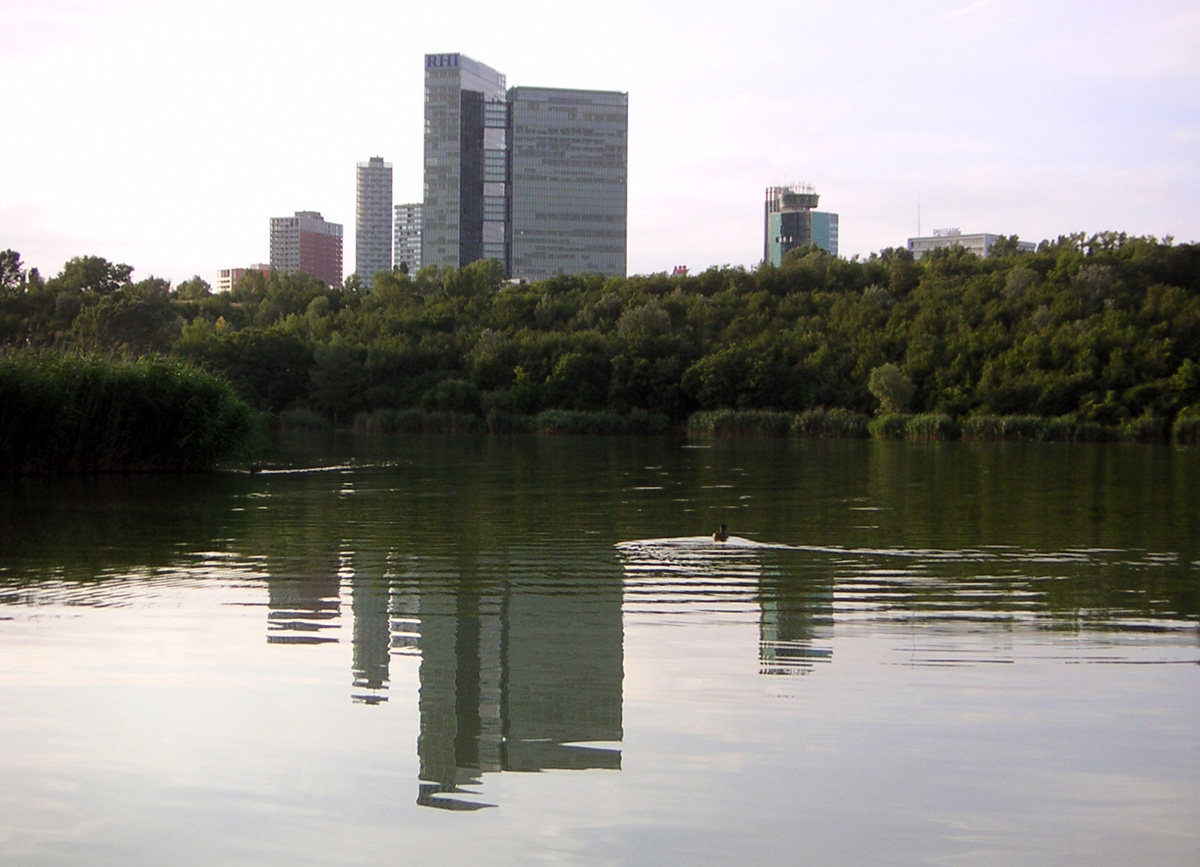
Wienerbergteich
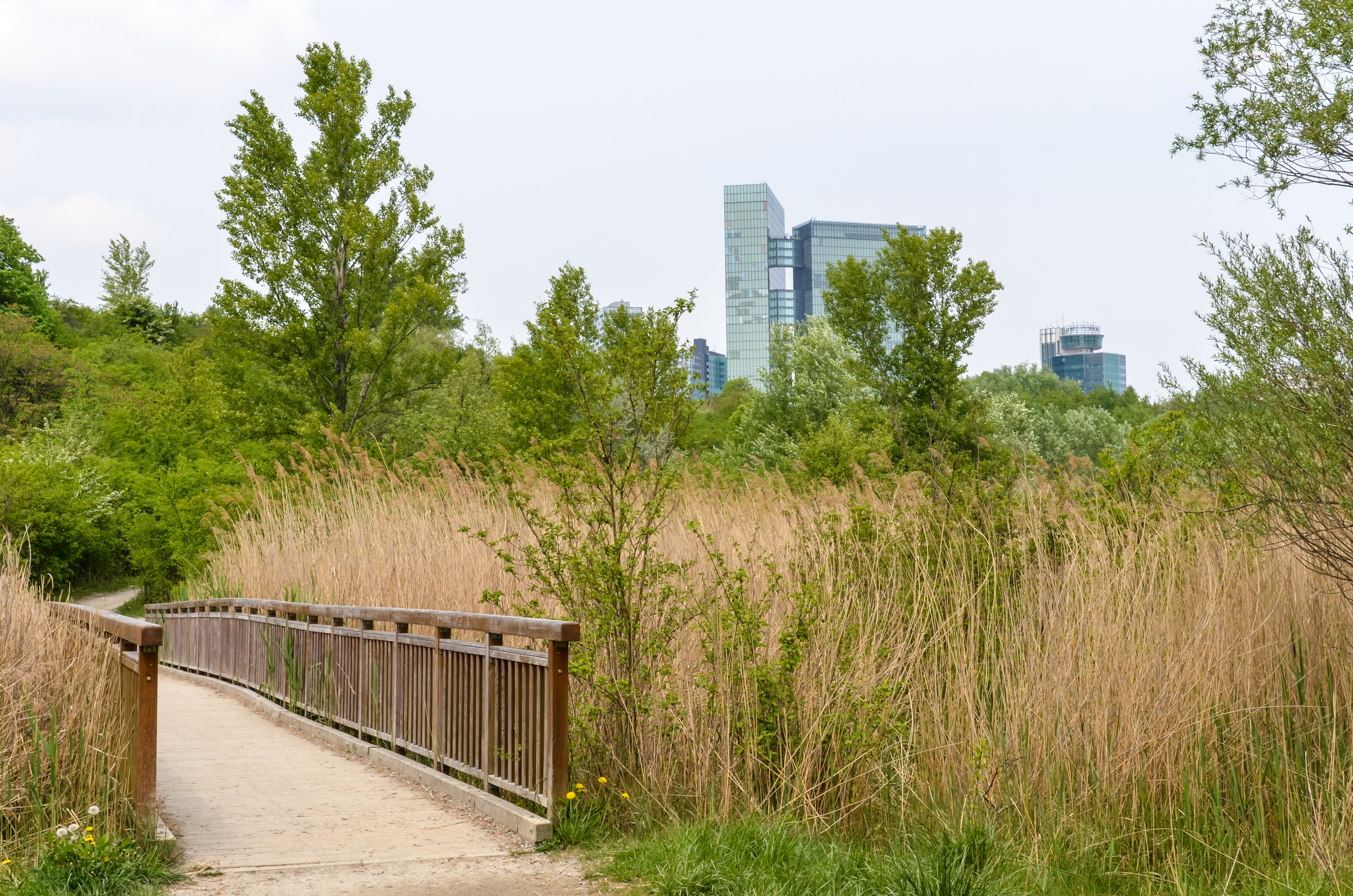
Wienerbergteich und Wienerberg-City
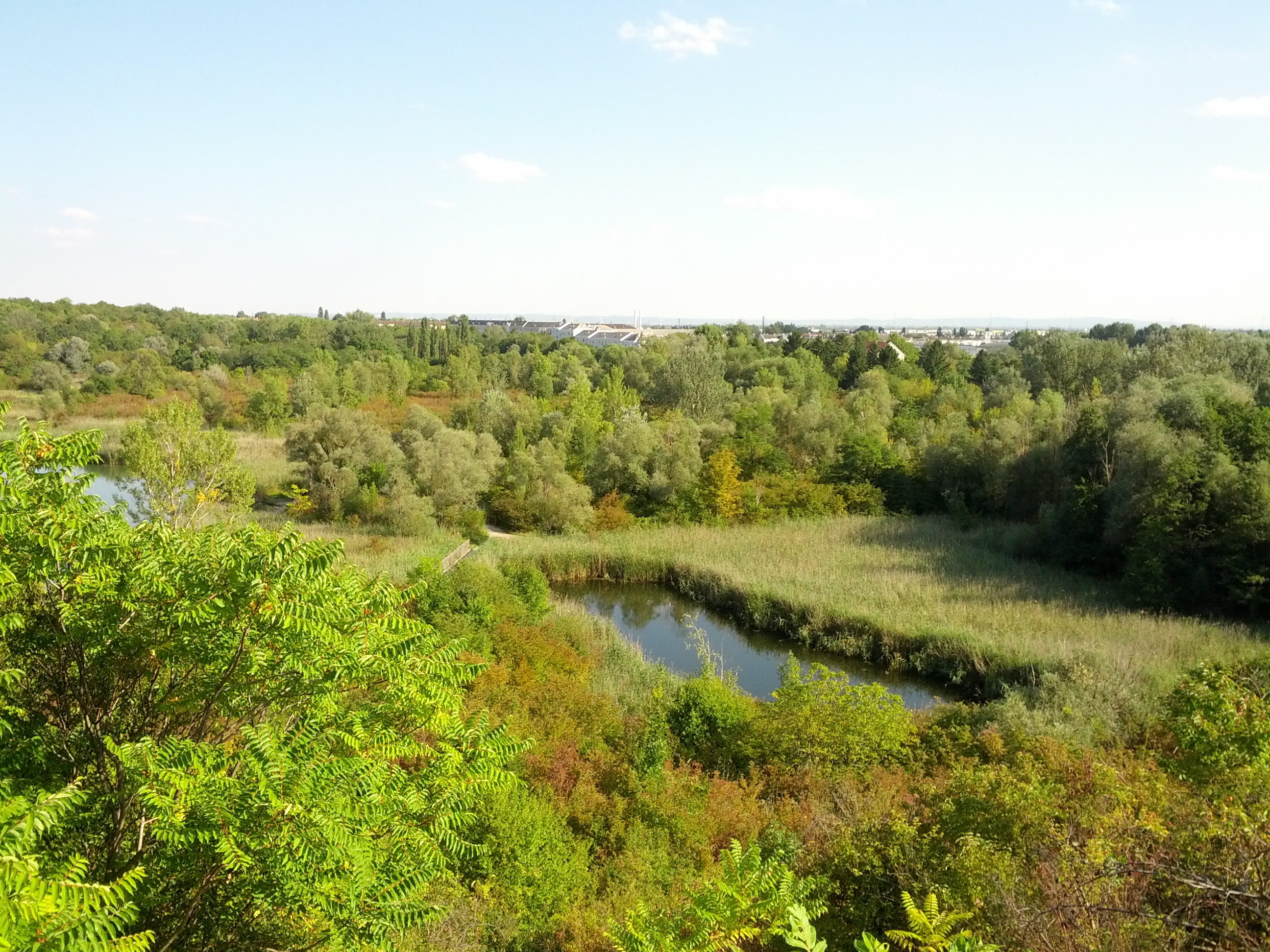
Erholungsgelände
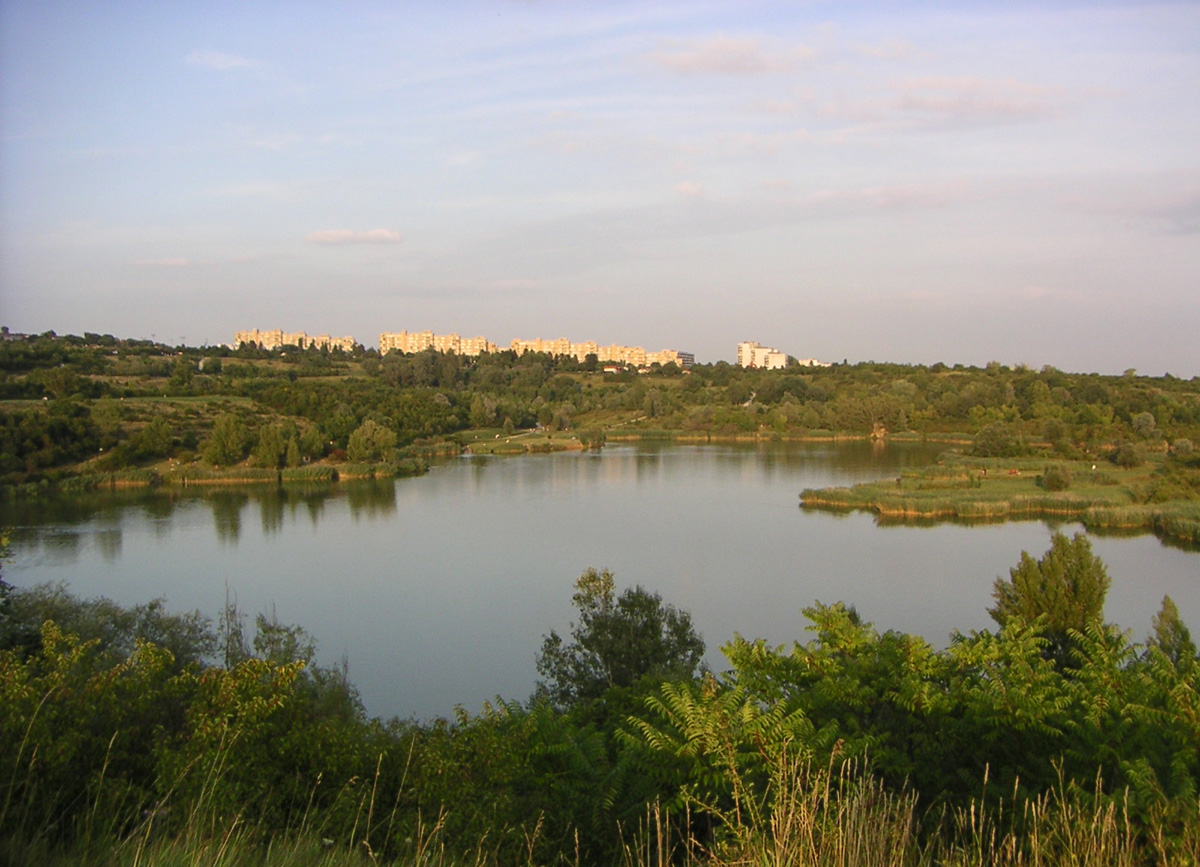
Wienerbergteich Richtung Osten

#### Nr. 114: Forstamtsdirektion
Das Gebäude am südlichen Fuß des Wienerbergs wurde 1912 / 1913 unmittelbar an der damaligen südlichen Stadtgrenze als Volksschule erbaut. Es ist ein freistehender Sichtziegelbau in spätsezessionistischen Formen. 1924–1962 befand sich vor dem Haus die südliche Endstation der Straßenbahnlinie 165 (siehe Abschnitt Öffentlicher Verkehr). Bekannt ist vom Bauwerk die Portalinschrift: „Ohn' Fleiss kein Preis!“ Hinter dem Gebäude befindet sich ein kleiner Tümpel, der sogenannte „Direktorsteich“.
Die der Triester Straße abgewandte Seite des Bauwerks diente als Kulisse für die österreichische Fernsehserie MA 2412. Seit März 2013 ist das Haus Sitz der Magistratsabteilung 49,
Forstamt und Landwirtschaftsbetrieb der Stadt Wien samt ihrer Abgabestelle für gefundene Wildtiere.

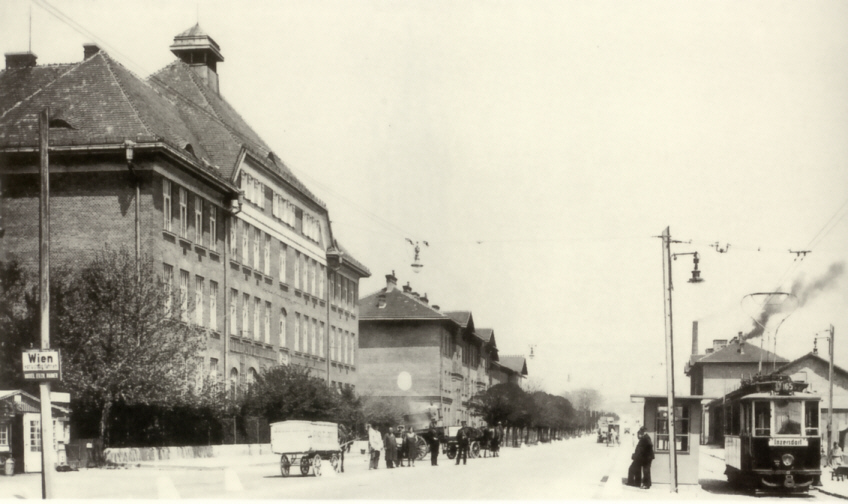
Ehemalige Volksschule mit Endstation der Straßenbahnlinie 165 (1930)
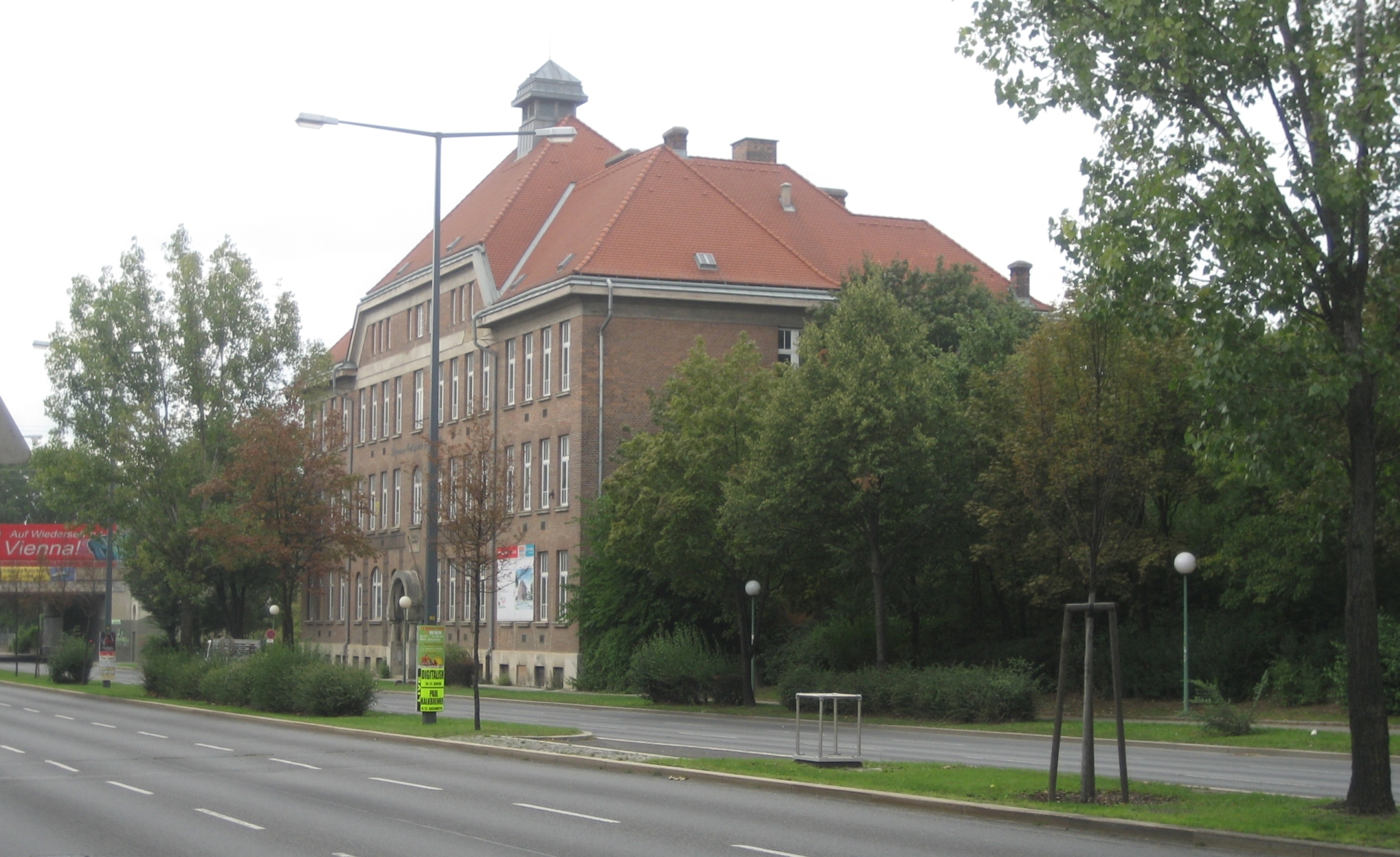
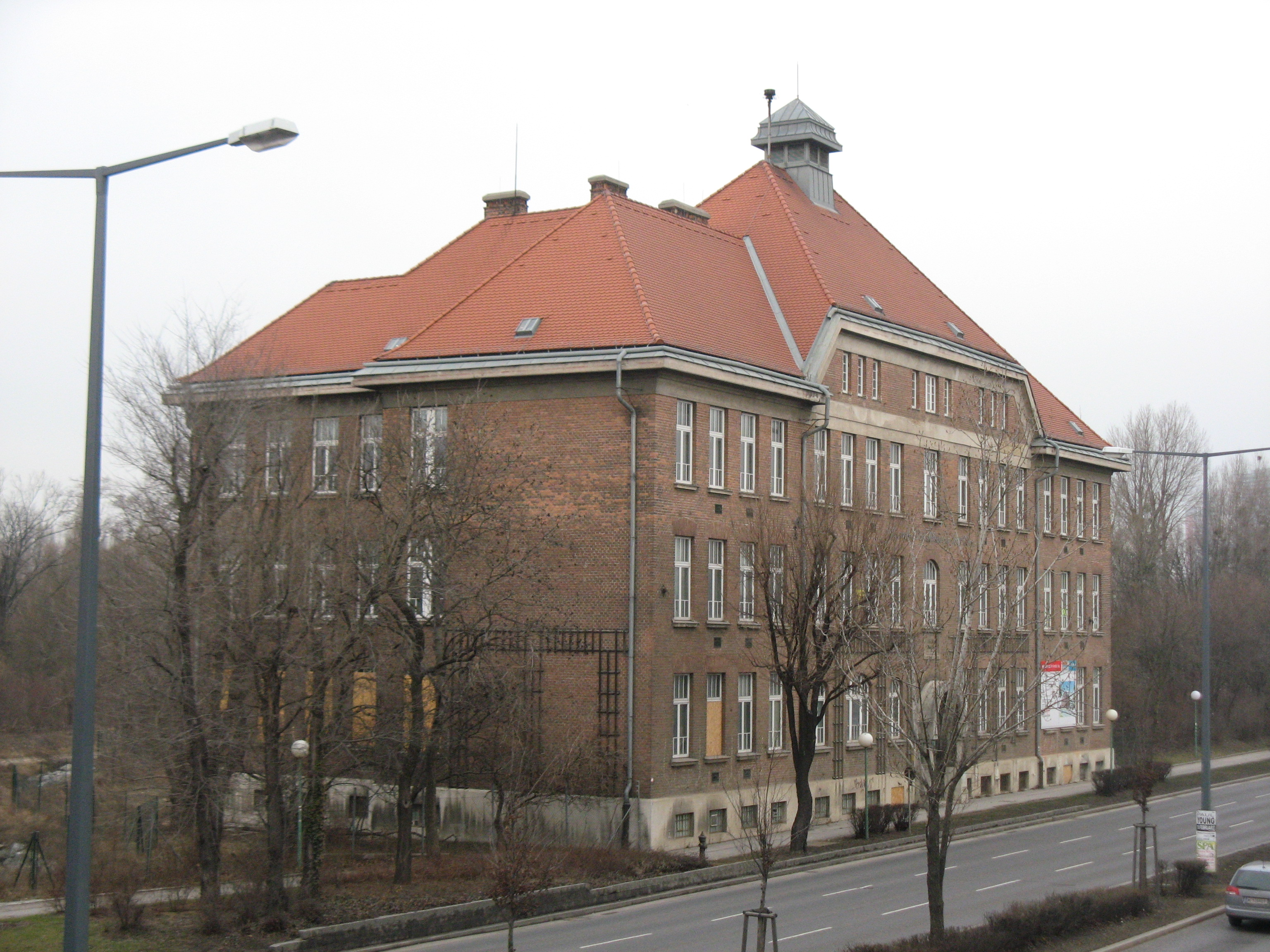
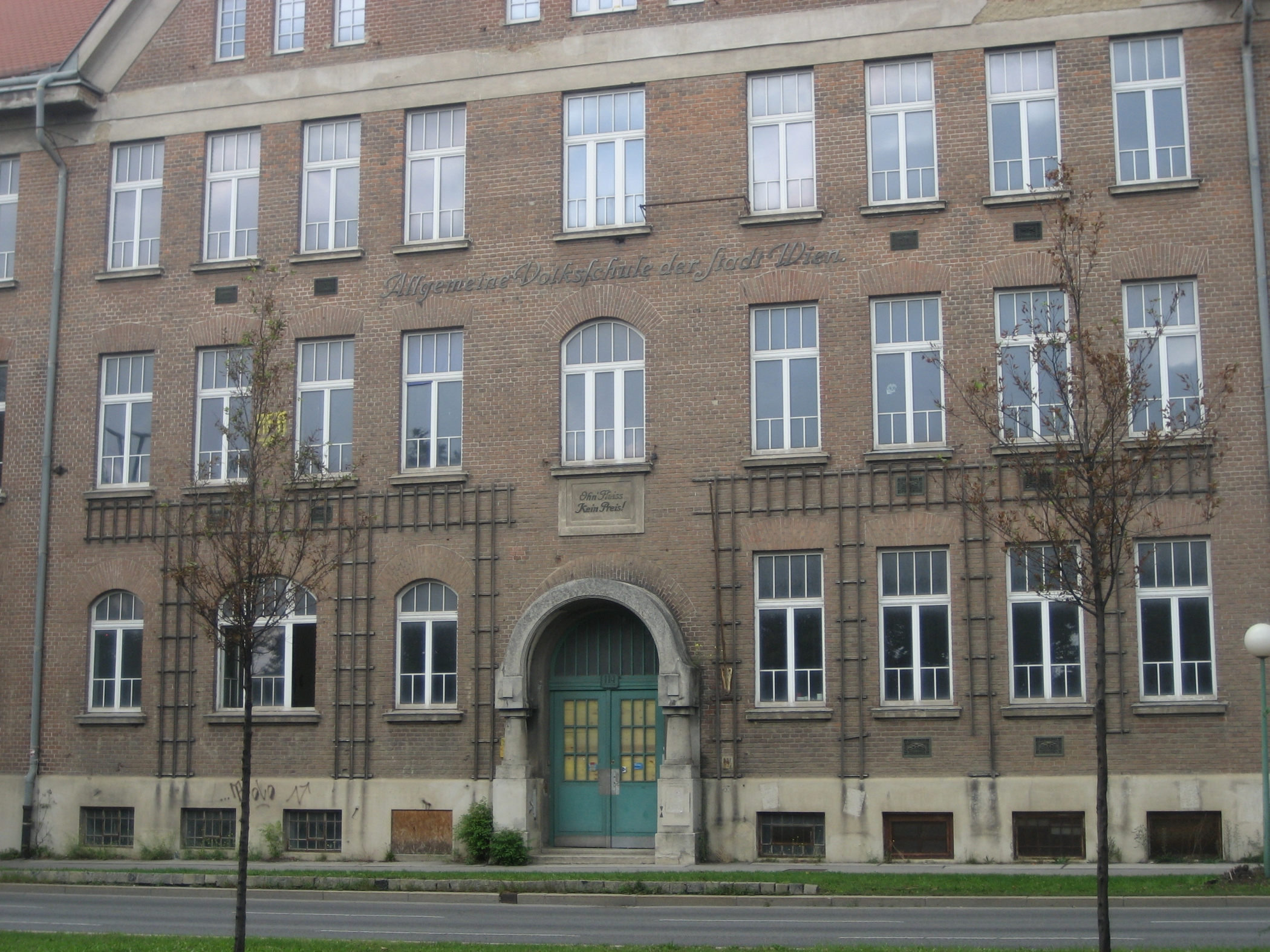
Fassade Triester Straße
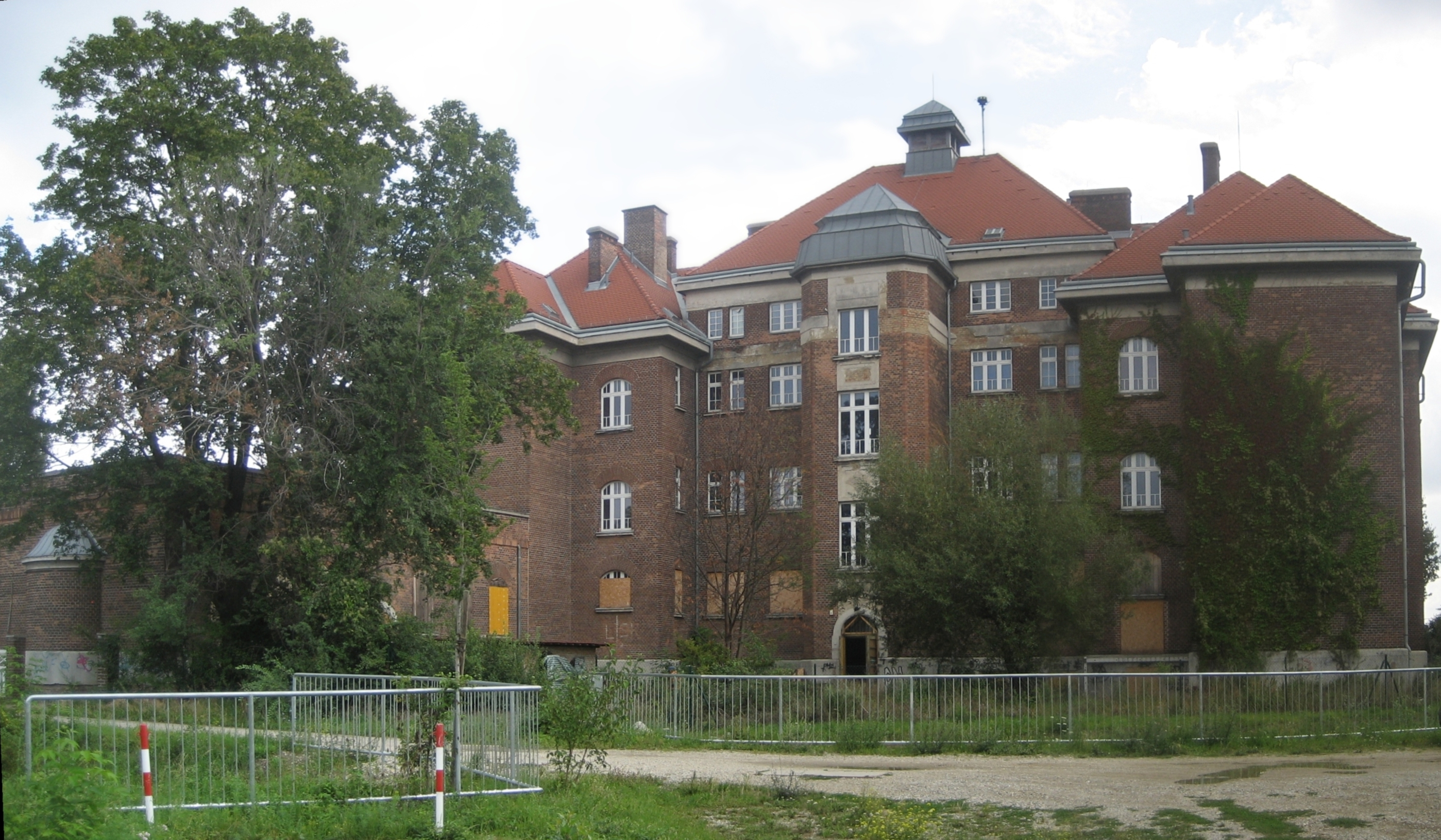
Rückfront
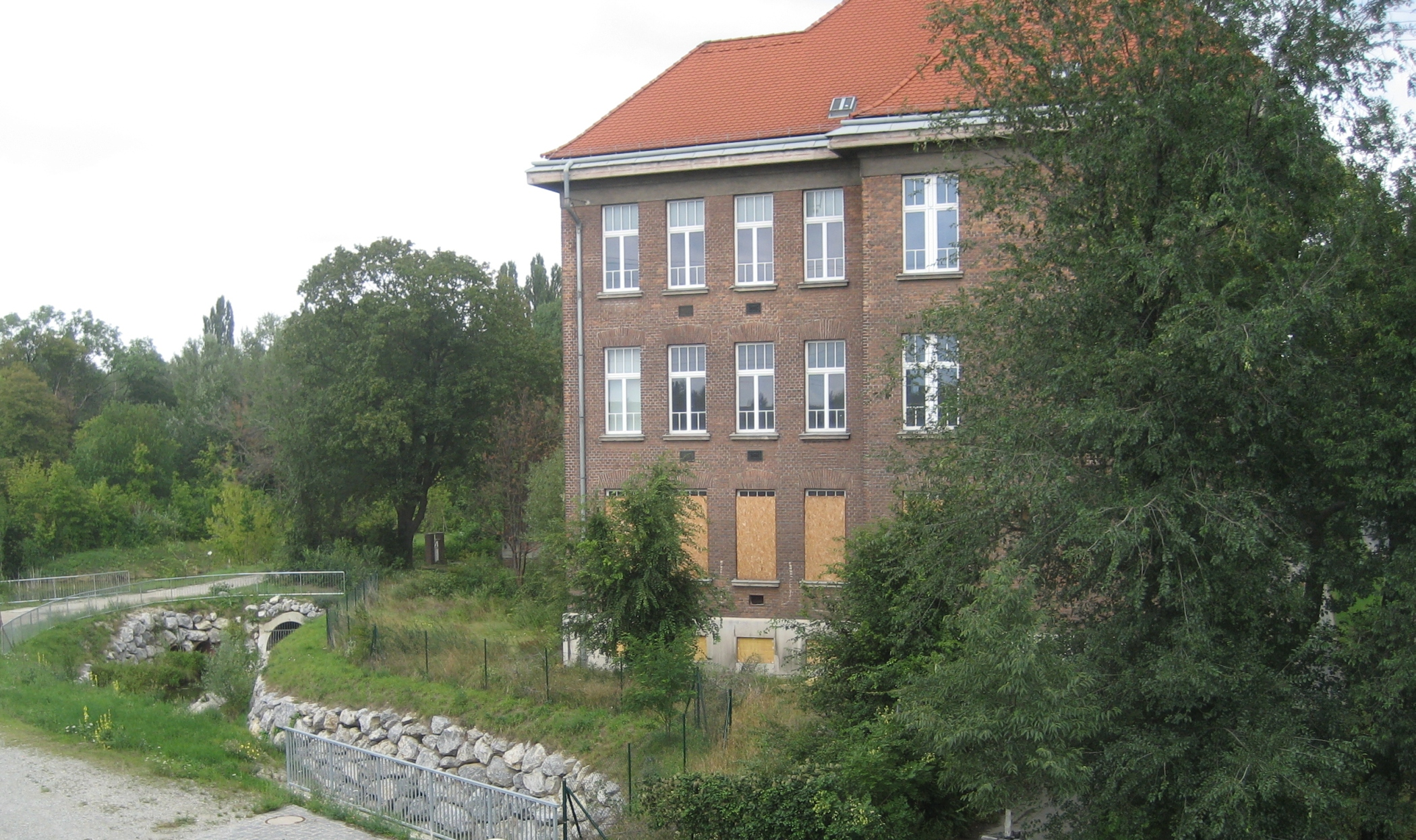

#### Eisenbahnbrücke
Auf der Brücke queren die vom Bahnhof Wien Meidling ausgehende Pottendorfer Linie und die Donauländebahn von Meidling und Altmannsdorf zur Donauuferbahn (Albern, Handelskai) die Straße. Am südlichen Rand des Bahnkörpers verläuft seit 1954 die Grenze zwischen dem 10. und dem 23. Bezirk. Bis 1938 befand sich hier die südliche Stadtgrenze; bis 1954 hatte der südlich angrenzende Bezirk dann die Nummer 25.

#### Nr. 167: ehem. Linienamt

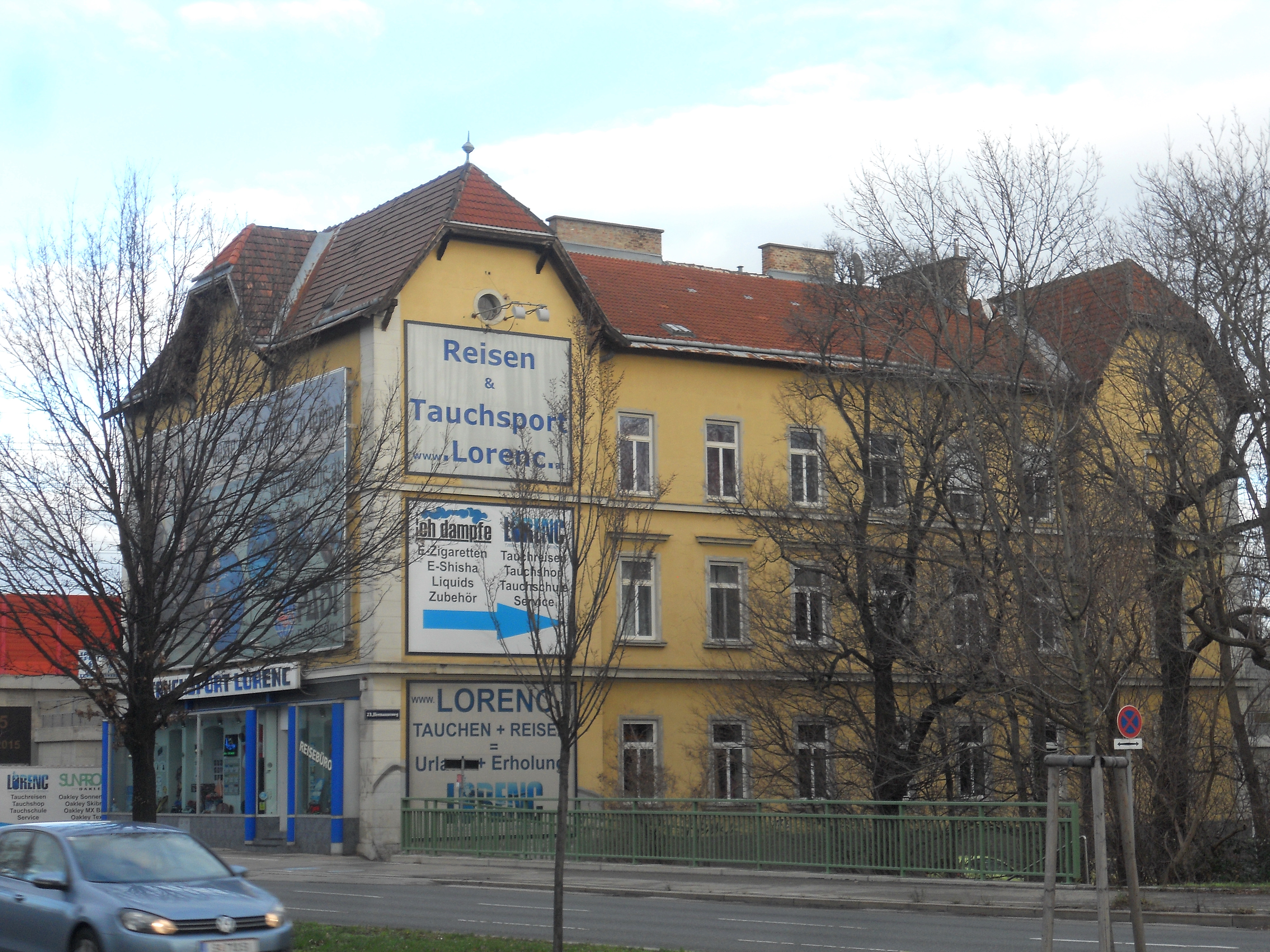
Ehemaliges Linienamt

Das ehemalige Linienamt entstand 1891 knapp südlich der damals neuen Stadtgrenze, heute der Bezirksgrenze 10 / 23, als freistehender, dreigeschoßiger, durch Giebel unter Schopfwalmdächern akzentuierter Bau. Der Bau wurde notwendig, als 1890 bis 1892 der südliche Hang des Wienerberges, der als Rudolfshügel zu Inzersdorf gehört hatte, Wien eingemeindet wurde. Das Linienamt diente der Einhebung der Verzehrungssteuer an der Stadtgrenze.

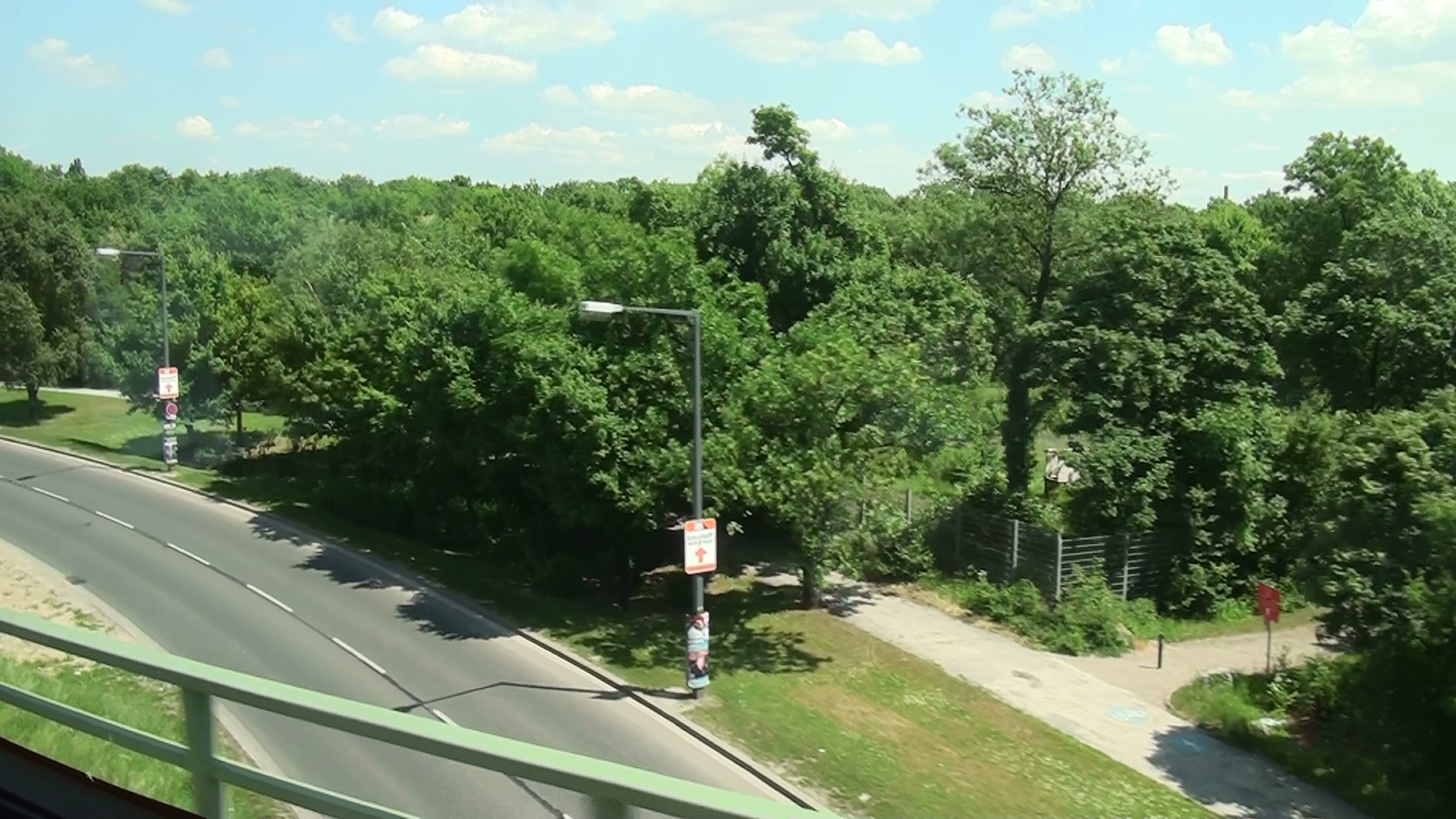
Draschepark bei der Brücke der Südosttangente

#### Brücke der Südosttangente
In den 1970er Jahren wurde die so genannte Südosttangente errichtet, die als Autobahn A23 die Altmannsdorfer Straße, die Triester Straße, die hier beginnende Südautobahn und weitere Autobahnen im Südosten Wiens verknüpft. Die Tangente führt über die Praterbrücke ans linke Donauufer und wird als das meistbefahrene Autobahnteilstück Österreichs bezeichnet. Ein Stumpfstück einer nie realisierten Autobahnverbindung mit Wiens Westen, der sogenannte „Altmanndorfer Ast“ überquert die Triester Straße nördlich und südlich des Liesingbachs auf zwei Brücken zur Autobahnausfahrt in die Altmannsdorfer Straße.

### Vom Liesingtal bis Neuerlaa
Der dritte von vier Wiener Abschnitten der Triester Straße wird, großteils westlich der Straße, von der Badner Bahn begleitet, die (nach der Verlegung der ursprünglichen Trasse aus der Triester Straße) direkt neben der Straße bzw. in der ersten Parallelgasse verkehrt. Die Haltestelle Inzersdorf Lokalbahn befindet sich unweit der Kreuzung mit der Purkytgasse an der dortigen Betriebszentrale der Wiener Lokalbahnen GmbH. Dort wurde sie als Ersatz für den Personenbahnhof Inzersdorf angelegt. Letzterer befand sich 200 m weiter nördlich unmittelbar unter der Autobahnbrücke. Im südlichen Teil des Straßenabschnitts befindet sich die Haltestelle Neuerlaa. Der Ortsteil, durch den dieser dritten Abschnitt der Straße führt, heißt Inzersdorf-Neustift bzw. Inzersdorf Straßenhäuser (nach der Siedlungsstruktur entlang der Triester Straße) und ist in einer Mischung aus Industriebauten, Lagerhallen, Einfamilienhäusern und Wohnhausanlagen bebaut. Im Norden des Abschnitts führt die Sterngasse zum Knoten Inzersdorf der Südosttangente, im südlichen Teil führt die Südautobahn drei Häuserblöcke östlich der Triester Straße parallel zu dieser durch das Industriegebiet Inzersdorf nach Süden.

#### Nr. 199: ehem. Schulhaus
Das Gebäude Ecke Triester Straße / Sterngasse wurde 1887 / 1888 von der Gemeinde Inzersdorf als Schulhaus errichtet. Da die Bevölkerungszahl stark angestiegen war, benötigte man für die neuen Ortsteile Neustift (entlang der Triester Straße) und Neusteinhof ein zusätzliches Schulgebäude. Ab 1990 diente es als Flüchtlingsquartier sowie in Folge für soziale Zwecke.

### Von Neuerlaa bis zur Ketzergasse
In Neu-Erlaa kreuzt der Straßenzug Altmannsdorfer Straße (Wien) / Schönbrunner Allee (Vösendorf) die Triester Straße im spitzen Winkel. Von hier südwärts zählen die Triester Straße und der Raum östlich davon zu Niederösterreich, die Gebäude am westlichen Straßenrand zu Wien. Der vierte, südlichste Wiener Abschnitt der Straße ist ähnlich verbaut wie der dritte. Die Badner Bahn begleitet die Triester Straße auch hier unmittelbar neben dem östlichen Straßenrand; sie hat hier die Haltestellen Schönbrunner Allee und, gegenüber der Ketzergasse, Vösendorf-Siebenhirten.

#### Nr. 342: Teufelsmühle

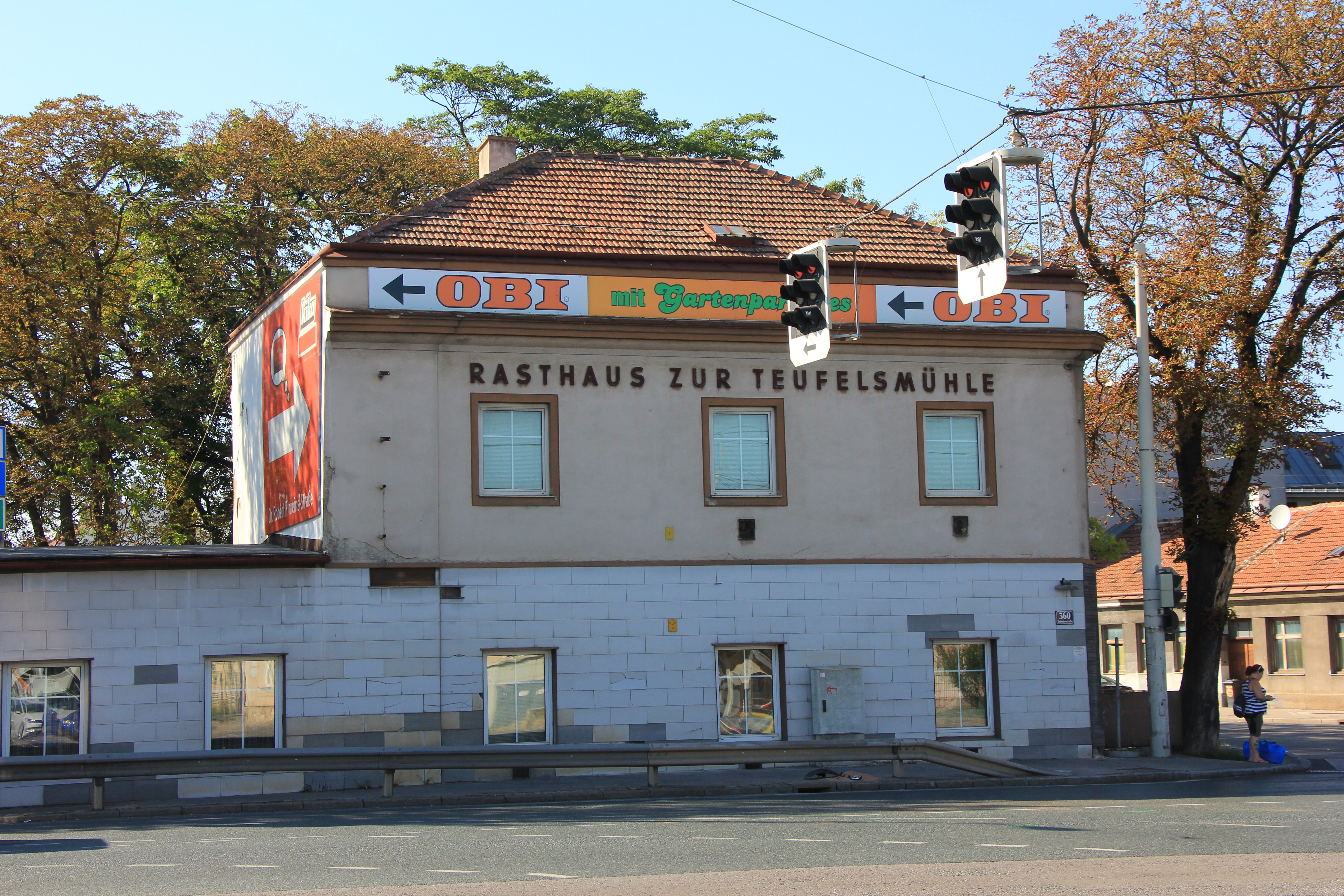
Teufelsmühle

Das heute stark vernachlässigte und funktionslose Gebäude an einer stark befahrenen Kreuzung befindet sich an der Ecke zur Ketzergasse am Petersbach. 1590 / 1591 wird die Teufelsmühle erstmals erwähnt, ist aber mit ziemlicher Sicherheit älter. Ihr Name leitet sich wahrscheinlich von demjenigen eines Besitzers oder Pächters namens Teufel ab. Seit dem 18. Jahrhundert befand sich anstelle der Mühle ein Gasthaus, das als Raststation der Landkutschen nach Baden bei Wien diente. In der Zeit des Vormärz war es für seine Bratwürste bekannt. Mit der Teufelsmühle ist eine seit dem 18. Jahrhundert bekannte Sage verknüpft. Karl Friedrich Hensler schrieb ein Theaterstück über die Teufelsmühle, das im Leopoldstädter Theater mit großem Erfolg aufgeführt wurde.
1903 brannte das Haus ab und wurde durch das heutige Gebäude ersetzt. 1938 gelangte das Gebiet zu Wien. Die Funktion als Raststation ist längst obsolet geworden. Östlich und südlich verläuft unmittelbar neben dem Gebäude seit 1954 die Stadt- und Landesgrenze zu Niederösterreich.

### Südlich von Wien
In den im Süden anschließenden niederösterreichischen Gemeinden an der B17 wird oft ebenfalls der örtliche Straßenname Triester Straße verwendet. (Als Bundesstraße hieß der Straßenzug bis 1971 bis zur italienischen Grenze so.) Auch hier verläuft die Badner Bahn meist direkt neben der Straße, wechselt dabei aber mehrmals die Straßenseite.
Bemerkenswerte Adressen sind hier:
- das Tierschutzhaus des Wiener Tierschutzvereins in Vösendorf
- die Shopping City Süd (SCS) in Vösendorf
- die Fertighausausstellung „Blaue Lagune“ in Vösendorf[6]
- das Bundessport- und Freizeitzentrum Südstadt in Maria Enzersdorf[7]
- das Südstadt-Stadion in Maria Enzersdorf
- die Südstadt, Prototyp für die Entwicklung des Speckgürtels südlich von Wien

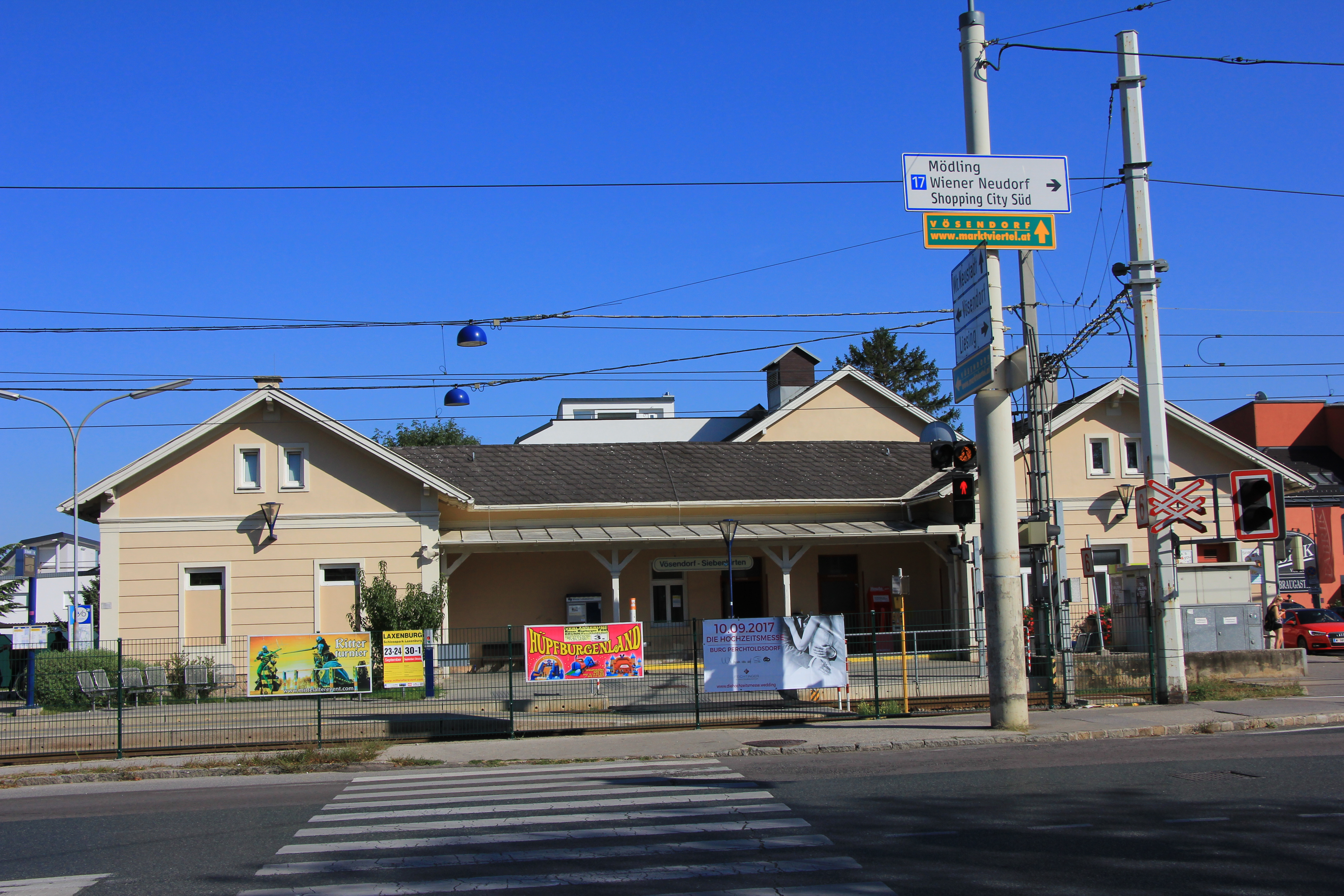
Bahnhof Vösendorf der Badner Bahn
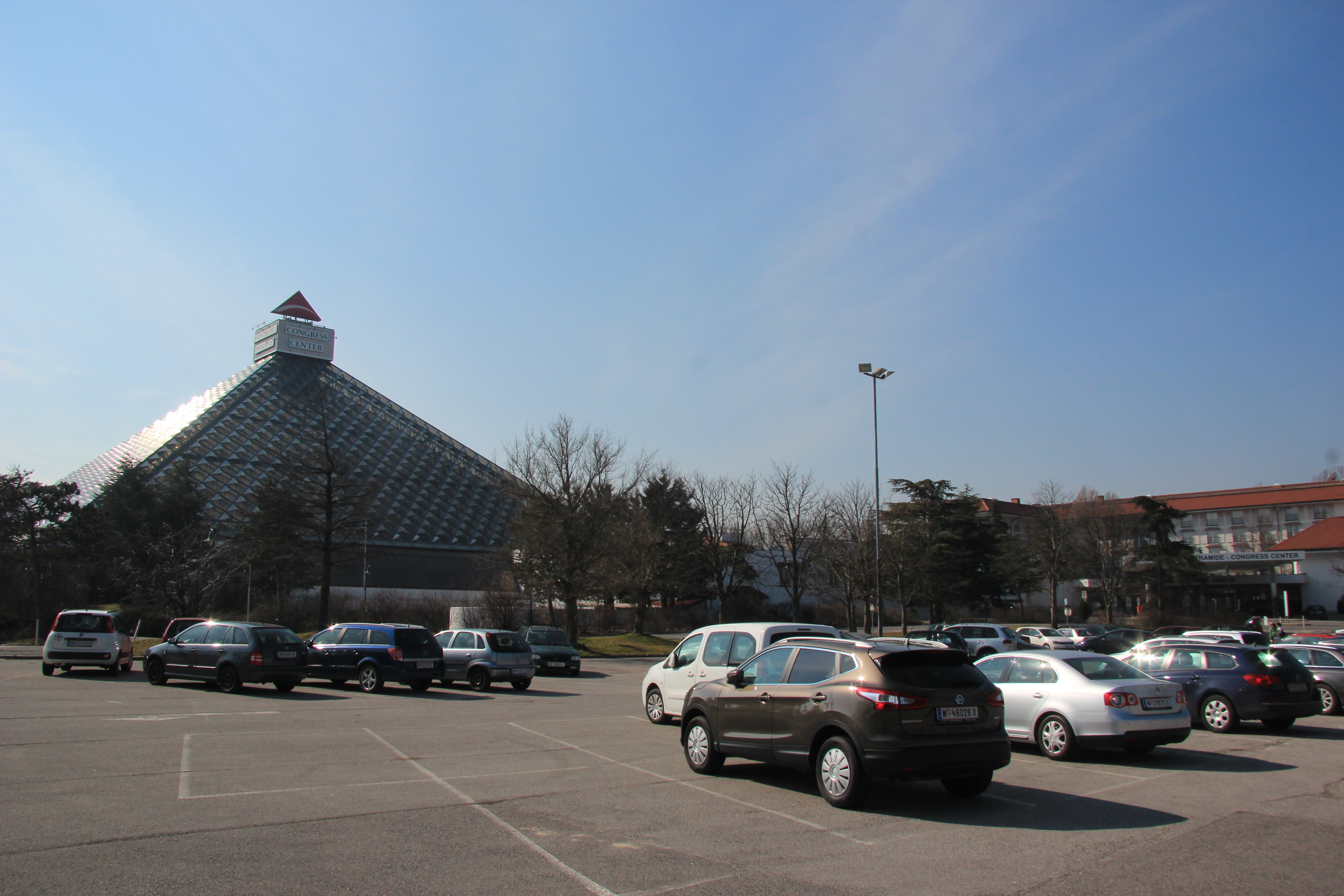
Pyramide Vösendorf
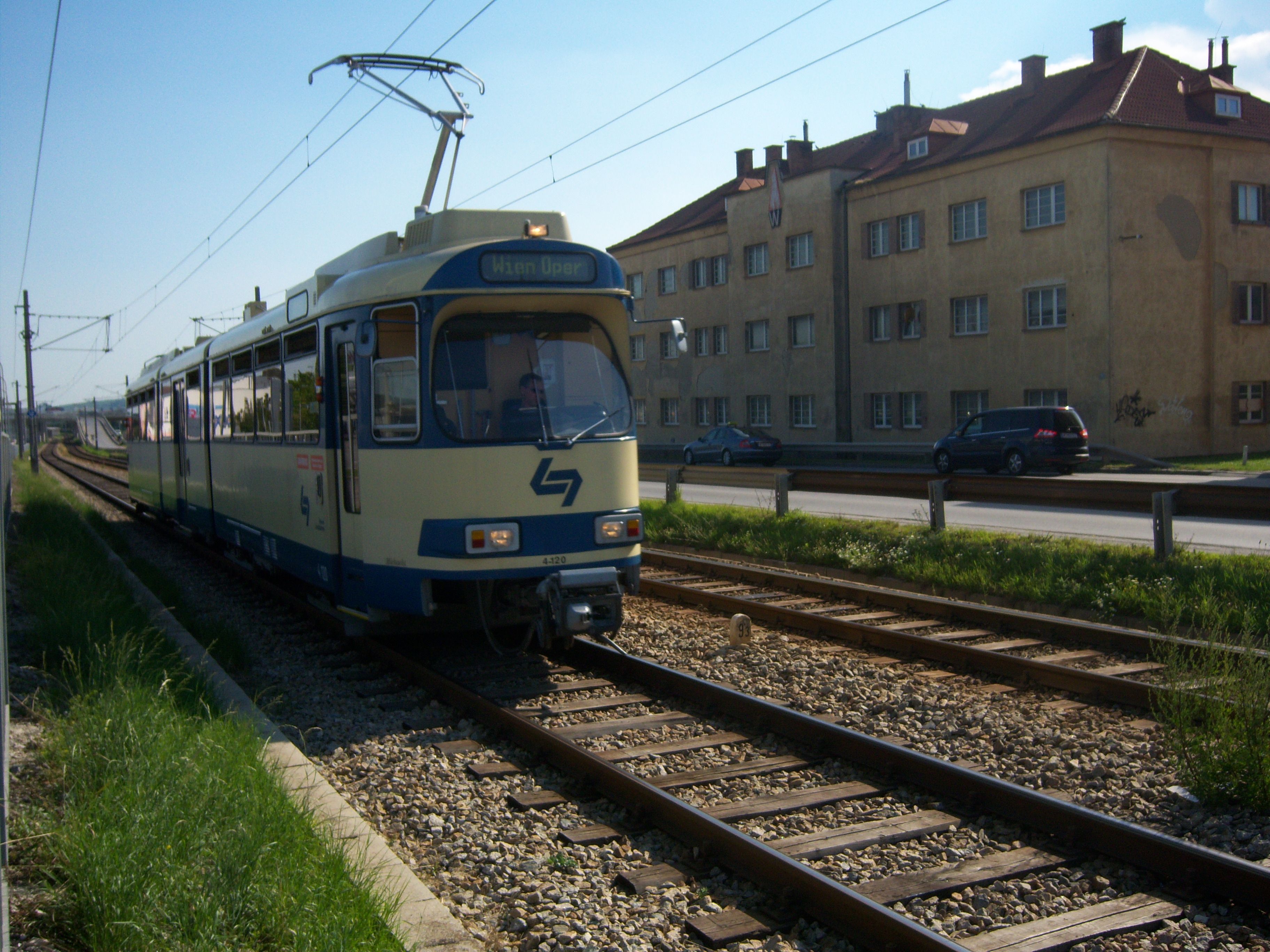
Badner Bahn bei Vösendorf
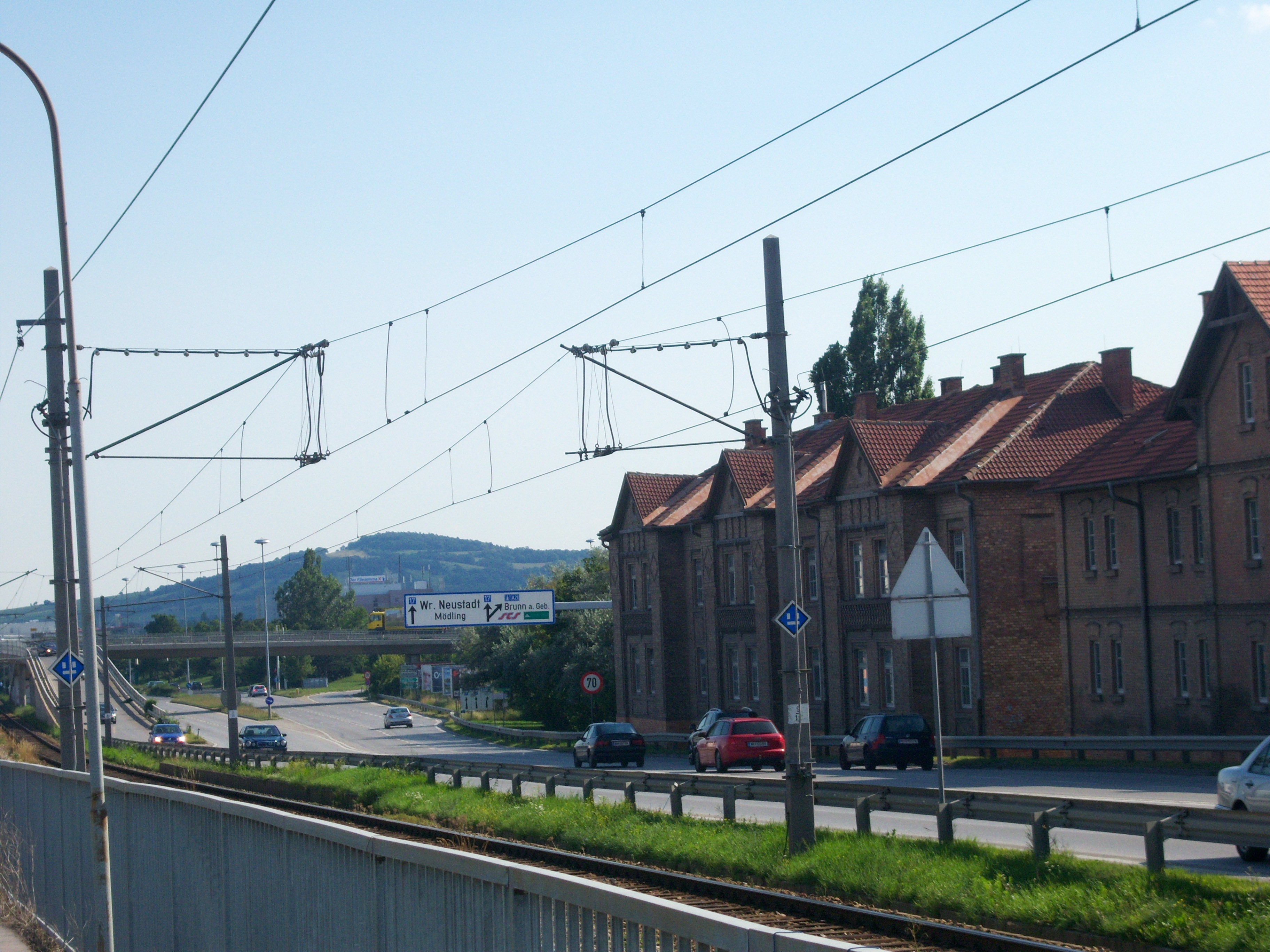
Triester Straße südlich von Wien bei der Shopping City Süd
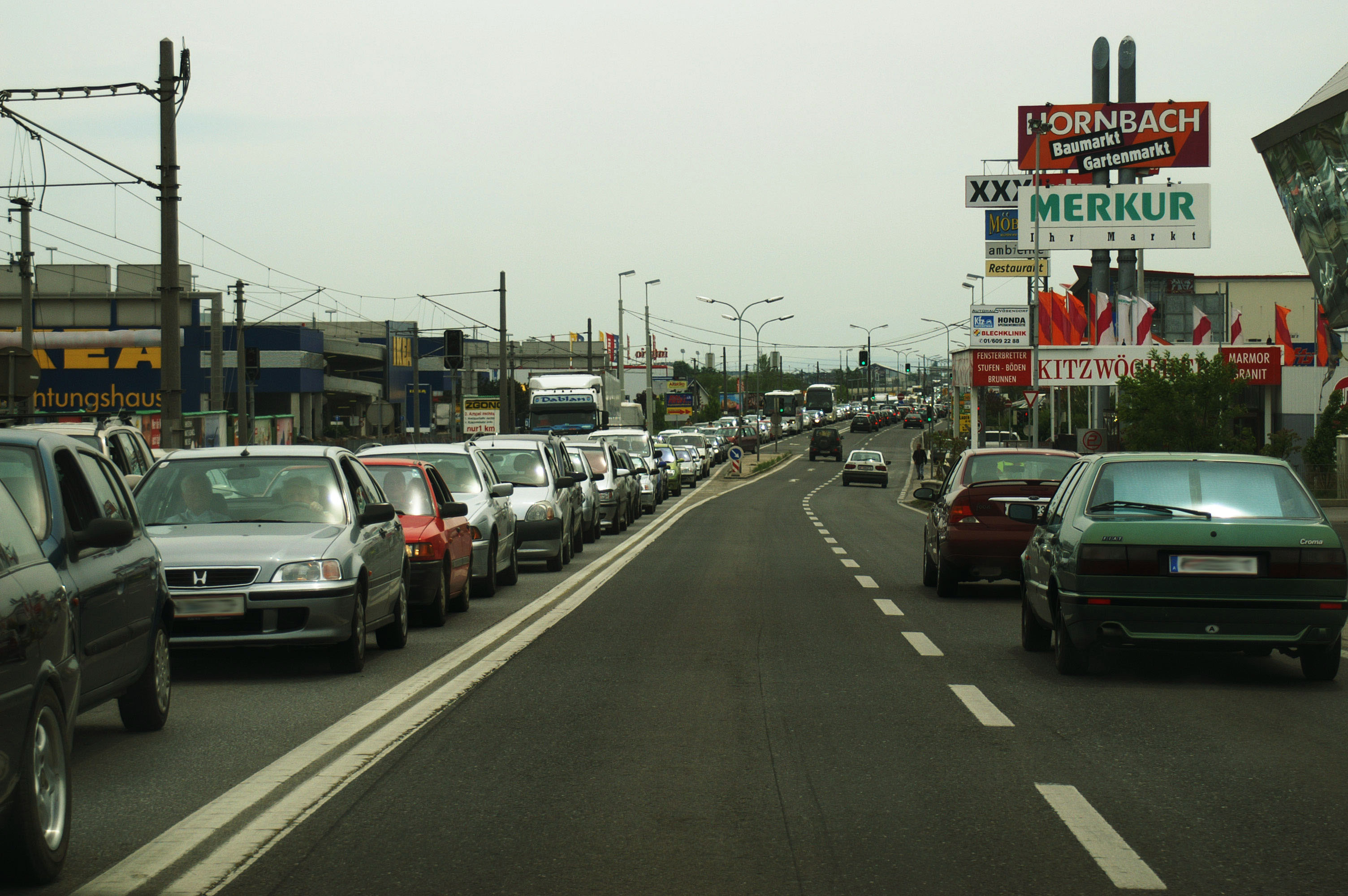
Verkehr bei der Shopping City Süd
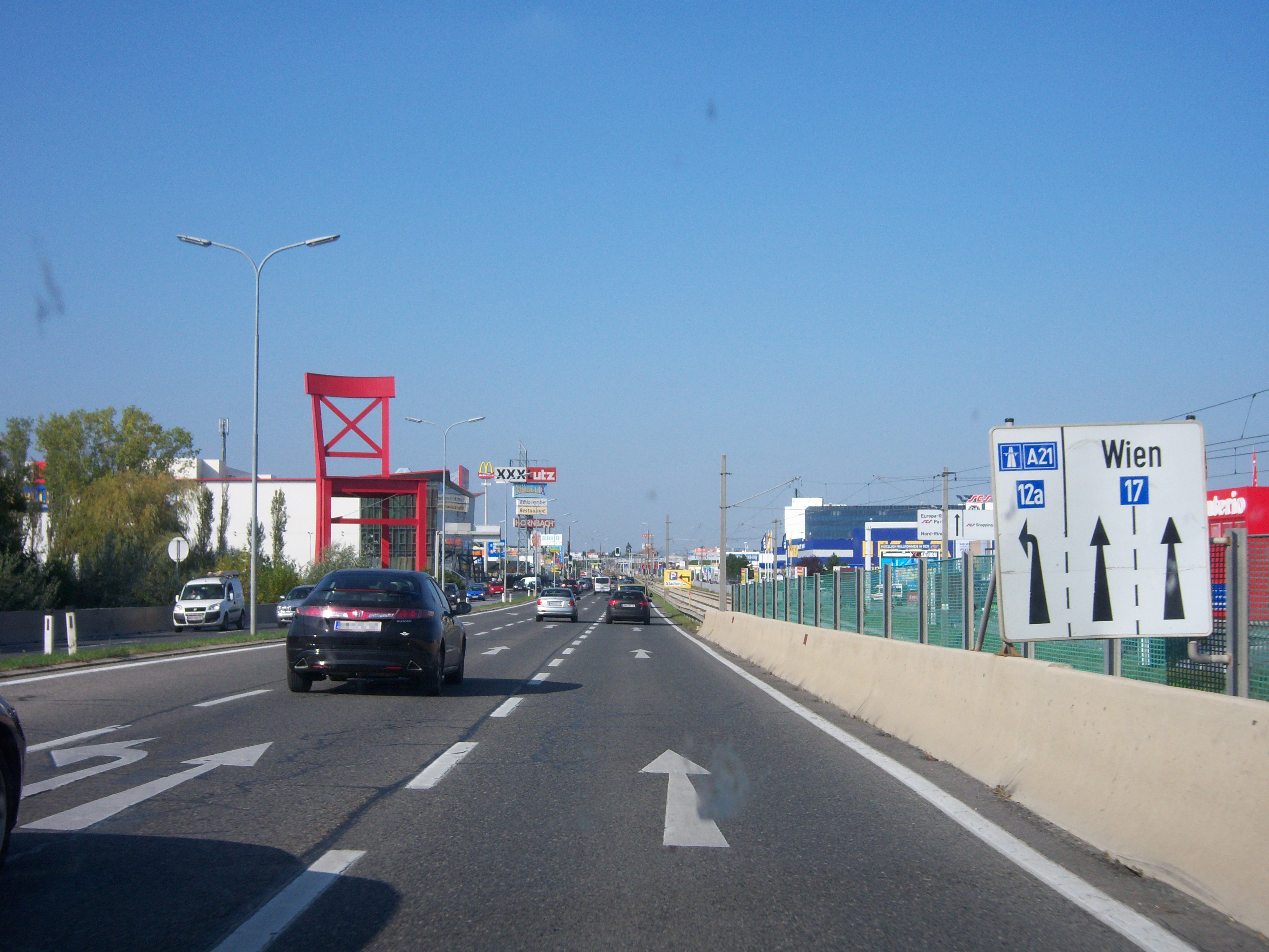
Bei der Shopping City Süd
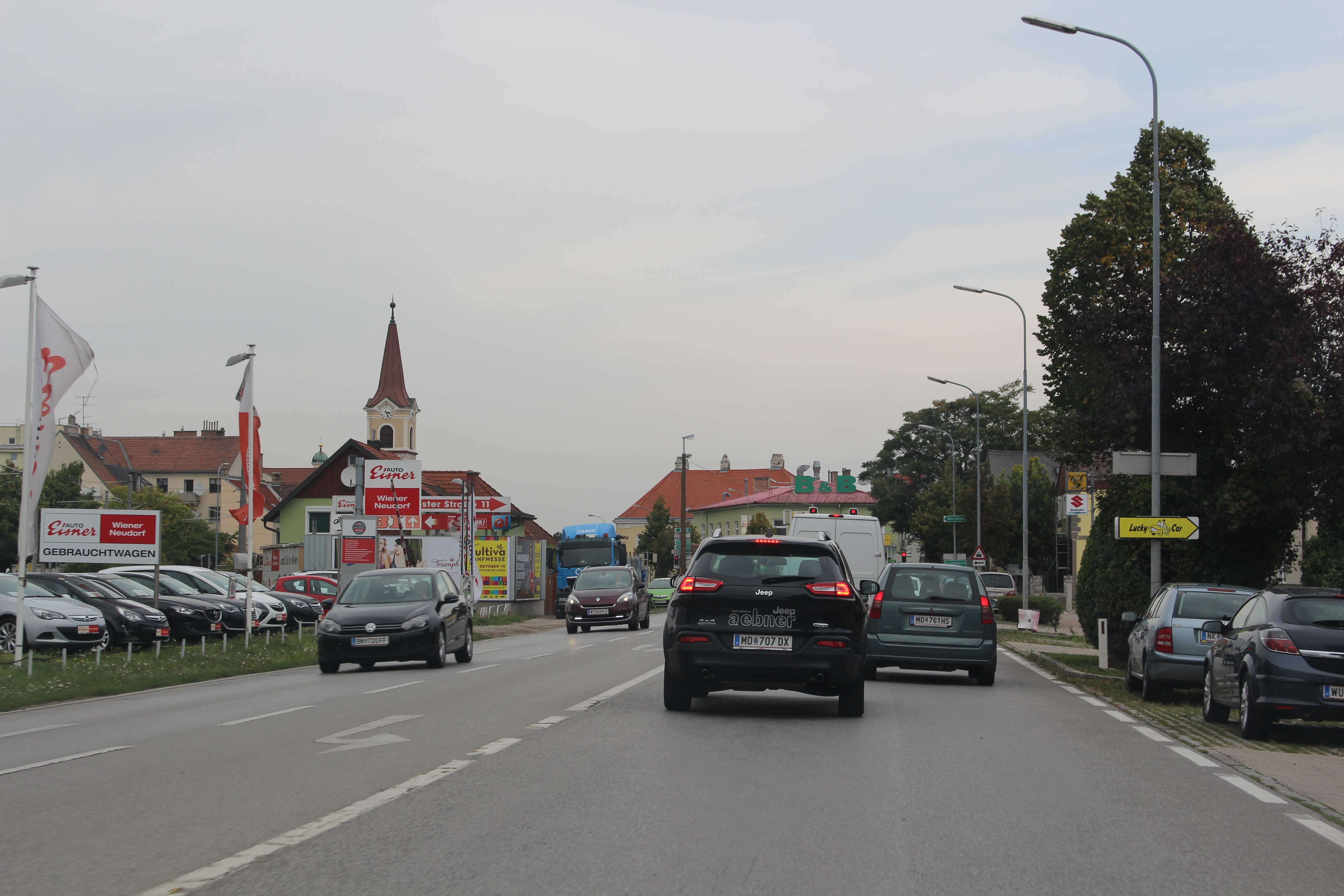
Triester Straße in Wiener Neudorf